# مجموعة السلطان الظاهر برقوق
مجموعة السلطان الظاهر برقوق أو المدرسة الظاهرية أو مسجد ومدرسة وخانقاه وقبة الظاهر برقوق هي مجموعة معمارية أثرية شهيرة بالقاهرة، مبنية على الطراز الإسلامي المملوكي. تضم المجموعة مسجدًا ومدرسة وخانقاه وقبة ضريحية. أمر بإنشائها السلطان الظاهر سيف الدين برقوق مؤسس الدولة المملوكية الثانية (الجركسية أو البرجية)، وذلك تحت إشراف الأمير جركس الخليلي أمير آخور، خلال الفترة من 786هـ/1384م إلى 788هـ/1386م. تعتبر المجموعة بملحقاتها أول منشأة معمارية تبنى في عهد دولة المماليك الجراكسة، وكان في موضعها فندق يعرف بخان الزكاة.
المجموعة كائنة بمنطقة النحاسين بشارع المعز لدين الله الفاطمي في الجزء المعروف ببين القصرين، وتتبع إدارياً قسم الجمالية بحي وسط التابع للمنطقة الغربية بالقاهرة. يجاور المجموعة عدة آثار إسلامية، فعلى أحد جانبيها تقع المدرسة الكاملية وحمام السلطان إينال، وعلى الجانب الآخر مسجد ومدرسة الناصر قلاوون ومجموعة السلطان المنصور قلاوون، ويقابلها سبيل محمد علي وقصر الأمير بشتاك ومدرسة الظاهر بيبرس ومدرسة وقبة نجم الدين أيوب وسبيل وكتاب خسرو باشا.

## المنشئ

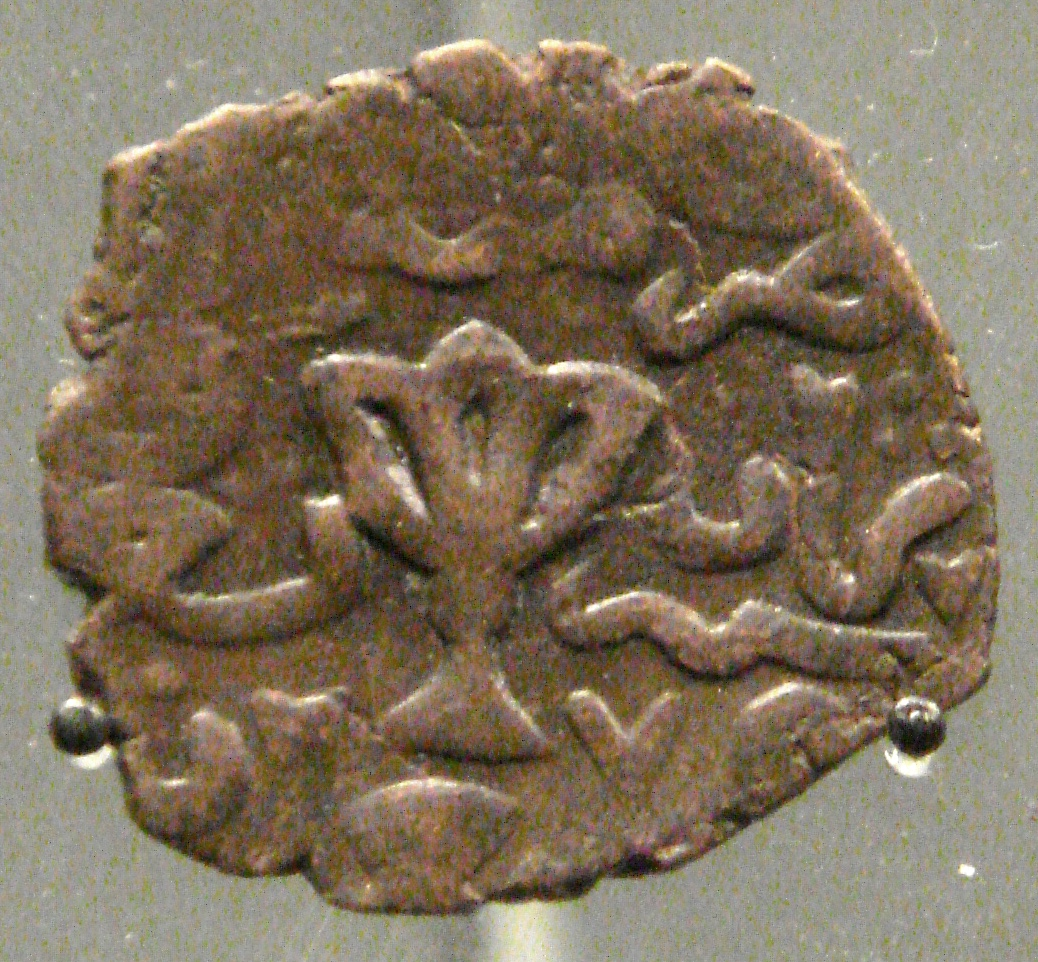
عملة نحاسية تعود لعهد الظاهر برقوق ومرسوم عليها الرنك الخاص به

أمر بإنشاء المجموعة المعمارية السلطان الملك الظاهر أبو سعيد سيف الدين برقوق بن آنص بن عبد الله العثماني اليلبغاوي الجركسي. وهو مؤسس وأول سلاطين دولة المماليك البرجية. بعد هزيمة المماليك اليلبغاوية على يد مماليك السلطان شعبان (المماليك الأشرفية) بعدما تخلص من سيدهم يلبغا الخاصكي العمري ومن بعده الأمير اسندمر الناصري، سجن السلطان عدداً كبيراً منهم وقتل عدداً آخر وأبقى بعضهم في خدمته ونفى بعضهم إلى الكرك وكان برقوق من بين هؤلاء المنفيين. امتاز برقوق بالذكاء وأخذ منذ الإفراج عنه يحيك المؤامرات ويخطط للوصول إلى الحكم، وأُلحق بخدمة الأمير منجك اليوسفي نائب دمشق، حتى استدعى مع المماليك اليلبغاوية إلى القاهرة، فتآمر مع صهره الأمير طشتمر العلائي على التخلص من السلطان شعبان، فتم لهم ما أرادوا، وتولى السلطنة من بعده ابنه السلطان المنصور علي، فبدأ اليلبغاوية يسيطرون على مقاليد الدولة، وانتقل برقوق للعمل في خدمة الأمير إينبك البدري الذي تولى الأتابكية ورقى برقوق من إمرة عشرة إلى إمرة طبلخاناه. بدأ إينبك يعد نفسه ليكون سلطاناً، ولكن الأمير طشتمر حث الأمراء اليلبغاوية في سوريا على الثورة ضده من ناحية، ومن ناحية أخرى اتفق برقوق مع الأمير يلبغا الناصري والأمير بركة الجوباني على التخلص من إينبك أثناء خروجه لقمع الثورة في سوريا، وهو ما حدث، وأصبح الحل والعقد بيد ثلاثة من الأمراء اليلبغاوية هم يلبغا الناصري الذي عين أتابكاً للعسكر، وبركة الجوباني الذي عين أمير مجلس، وبرقوق الذي عين أمير آخور. ولاحقاً أبعد بركة وبرقوق يلبغا الناصري إلى نيابة طرابلس، وخفاءً تنافسا على الزعامة، وبعدما تخلصا من طشتمر الذي كان يتولى الأتابكية مكان يلبغا، أسند المنصب إلى برقوق، فاستدعى يلبغا الناصري ليتولى إمرة سلاح، واستغل كره الناس لبركة وأخذ يعمل على التخلص منه، فتودد إلى المماليك الأشرفية وعادى مماليك بركة وأظهر نفسه في موقف المدافع عن السلطان أمام طغيان بركة، وعندما أصبح العداء سافراً بين الطرفين، دار بينهما معارك انتهت برجاحة كفة برقوق الذي وقف بجانبه العامة، وقبض على بركة ومماليكه وحبسوا بالإسكندرية، وحبس أيضاً يلبغا الناصري، ولاحقاً أوعذ برقوق سراً إلى نائب الإسكندرية بقتل بركة في السجن حتى لا يظهر أمام العامة في صورة سفاك الدماء، وعندما أدى مهمته أظهر برقوق غضبه عليه وسلمه لأتباع بركة فقتلوه.:ج1ص192:73:171:43:88
عندما توفي السلطان المنصور علي لم يجسر برقوق على التسلطن بعده رغم قوته ونفوذه وذلك لامتعاض كبار الأمراء الذين أجمعوا على الاحتفاظ بالعرش لبيت قلاوون، فسلطنوا الصالح حاجي على أن يشترك معه برقوق في تدبير أمور الدولة، فاتبع سياسة التقرب إلى العامة وزيادة شعبيته ما أخاف أعداؤه وفي نفس الوقت خشي أنصاره على أنفسهم من المؤامرات فاجتمعوا واستقر رأيهم على سلطنة برقوق سنة 784هـ/1382م، فعمل على إرساء قواعد دولته ومكافحة المماليك الترك ومؤامراتهم ضده، وتمثلوا في ذلك الوقت في فرقتين اليلبغاوية الترك الذين وافقوا على سلطنته فأشركهم في الحكم شكلياً ليأمن شرهم، وفرقة الأشرفية الترك وقد عادى هؤلاء، فلما ثاروا ضده أمعن في اضطهادهم وإبعادهم إلى سوريا فاتحدوا ضده بقيادة الأمير تمربغا الأفضلي المعروف بمنطاش نائب ملطية، فأفرج برقوق عن يلبغا الناصري وأعاده إلى نيابة حلب في محاولة لكسب تأييد اليلبغاوية فاتفق الاثنان منطاش ويلبغا على برقوق وحرضا أمراء مصر على الثورة ضده، فاضطر برقوق إلى تجريد عدد من أمراؤه لقتالهما بقيادة الأمير جركس الخليلي فقتل وهزمت عساكره، وتقدم يلبغا إلى القاهرة وفر من مع السلطان من المماليك إلا بعض مماليكه الخاصكية الذين انكسروا أمام مماليك يلبغا، فعرض برقوق الصلح سنة 791هـ/1389م وتنازله عن السلطنة مقابل الإبقاء على حياته، فوافق يلبغا وأمنه، وحبس برقوق في قلعة الكرك، وأوصى يلبغا نائبها أن يفرج عنه إذا ثار منطاش عليه، أما يلبغا فلم يسلطن نفسه خوفاً من الأشرفية والجراكسة واستقر الرأي على إعادة السلطان الصالح صلاح الدين حاجي آخر ملوك أسرة قلاوون ولقب بالمنصور.:ج1ص192:43:88

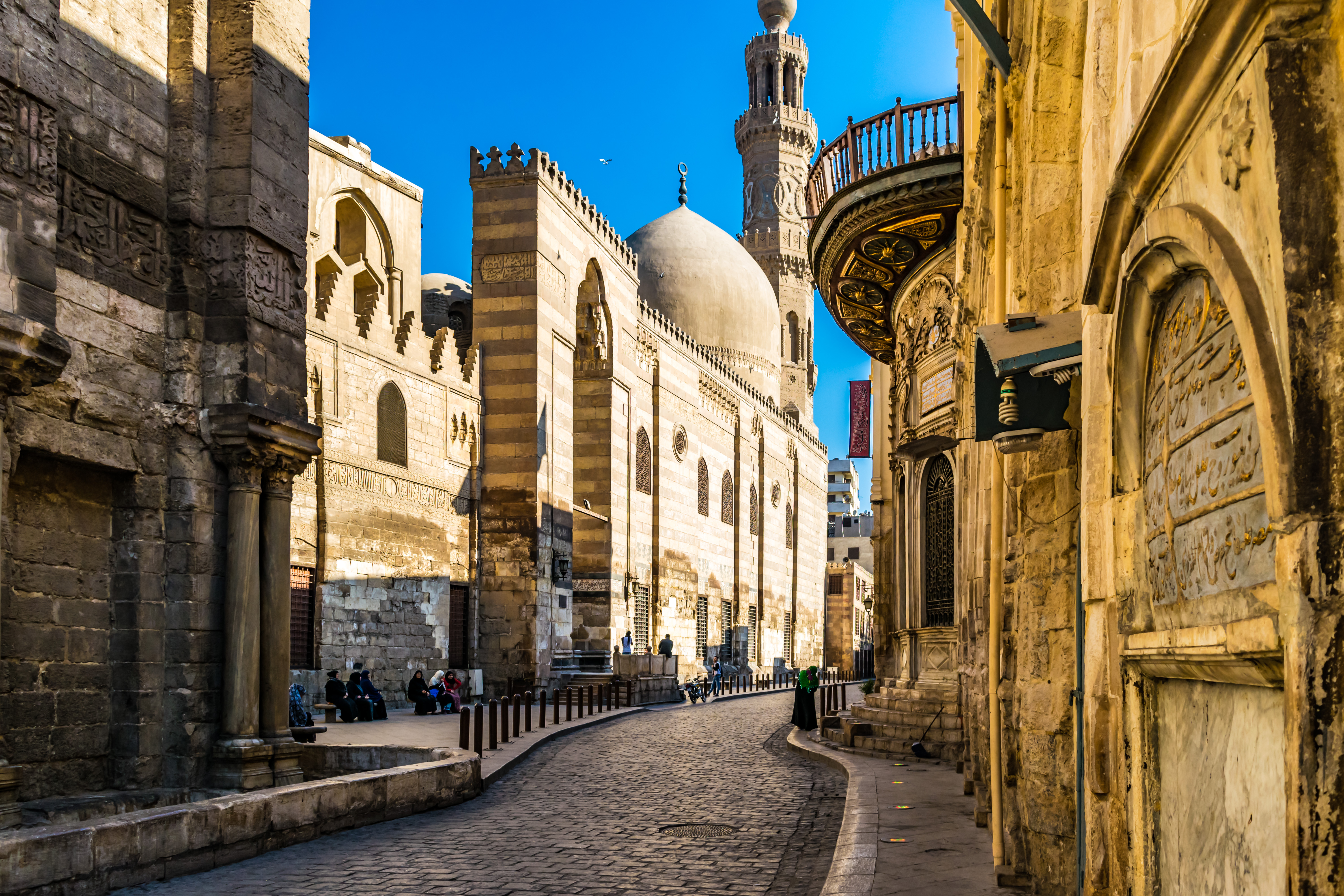
مجموعة السلطان الظاهر برقوق بالنحاسين بشارع المعز

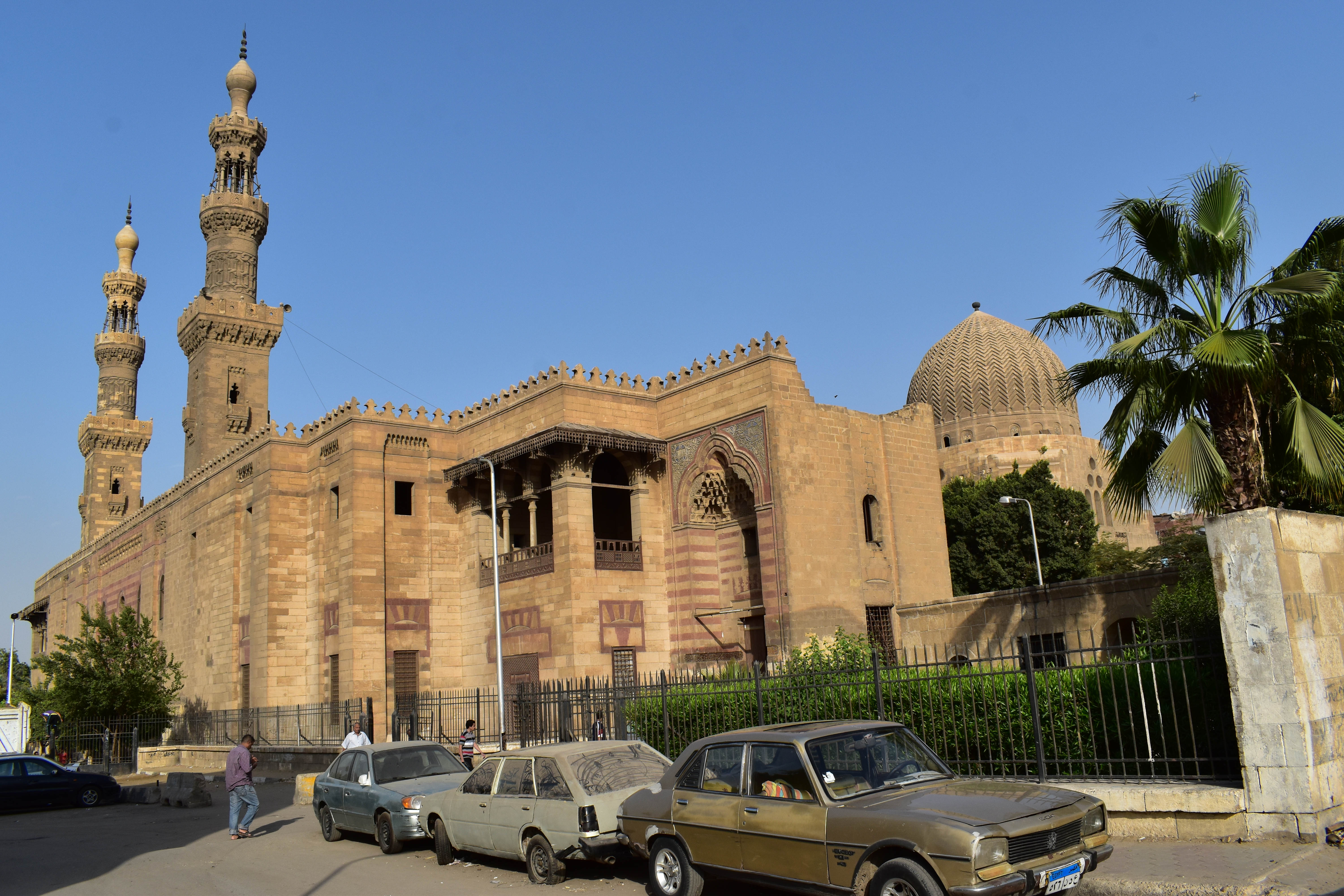
مسجد ومدرسة وخانقاه الناصر فرج بن برقوق بصحراء المماليك المدفون بها السلطان الظاهر برقوق

أساء يلبغا استخدام سلطته، ونقم عليه منطاش ومماليكه لاستئثاره بالسلطة فهاجم القلعة ما اضطر يلبغا إلى الفرار، وتودد منطاش إلى السلطان فعينه أتابكاً، وتتبع يلبغا حتى قبض عليه وسجنه، واضطهد الجراكسة، وبدت الظروف تآزر عودة برقوق، فدبر منطاش لقتله، وقتل حسن الكجكني نائب الكرك، فكشف الأخير المؤامرة وتحالف مع برقوق، وبايع أهل الكرك برقوق، وانضم إليه الأمراء الجراكسة في مصر وسوريا، ومع وصول تلك الأنباء إلى منطاش جهز حملة بقيادته للزحف إلى سوريا ومعه السلطان، وعندما التقى الطرفان انكسرت عساكر منطاش وتقهقر إلى دمشق، واعتقل برقوق السلطان فأبدى رغبته بالتخلي عن السلطنة، وبويع برقوق بالسلطنة سنة 792هـ/1390م، وعاد إلى القاهرة التي استقبلته بحفاوة، وبدأ بناء دولته الجديدة معتمداً على العصبية الجركسية بسياسة عاقلة حذرة، فأفرج عن يلبغا الناصري وألطنبغا الجوباني كسباً لودهم واستغلالاً لعدائهم لمنطاش وأرسلهما لقتاله، فقتل ألطنبغا بينما انقلب يلبغا على السلطان بعد حين، فخرج برقوق بنفسه على رأس تجريدة إلى الشام وقتل يلبغا، وقبض على منطاش وقطع رأسه وعلقها على باب زويلة. وبالقضاء على ألد أعداؤه أزال برقوق أهم عقبات توطيد حكمه ولم تقم بعد ذلك أي محاولة للترك لإثارة الفتن والقلاقل ضد السلطنة المملوكية الثانية. بقي برقوق على كرسي السلطنة حتى توفي سنة 801هـ/1399م ودفن بصحراء المماليك (العباسية حالياً) مع مجموعة من العلماء والصالحين منهم الشيخ علاء الدين السيرامي، وأوصى ببناء تربة عليهم يلحق بها مسجد وخانقاه، فنفذ وصيته ابنه الناصر فرج بن برقوق وأنشأ المبنى المعروف حالياً باسم مجموعة السلطان الناصر برقوق أو مسجد ومدرسة وخانقاه الناصر فرج بن برقوق، وقد أثنى عليه كثير من المؤرخين فوصفوه بالشجاعة وحب الفروسية وإجادة اللعب بالرمح، وأنه أبطل كثيراً من المكوس، أما ملكه فاتسع حتى وصل إلى ماردين والموصل وغيرها، وكان محباً للعمارة فأجرى إصلاحات بالحرمين المكي والمدني، وجدد عمائر أخرى بالإسكندرية ودمنهور ودمياط والقدس، وأنشأ قبة الشيخ رجب الشيرازي ثم هذه المدرسة.:ج1ص192:43:88

## المهندس

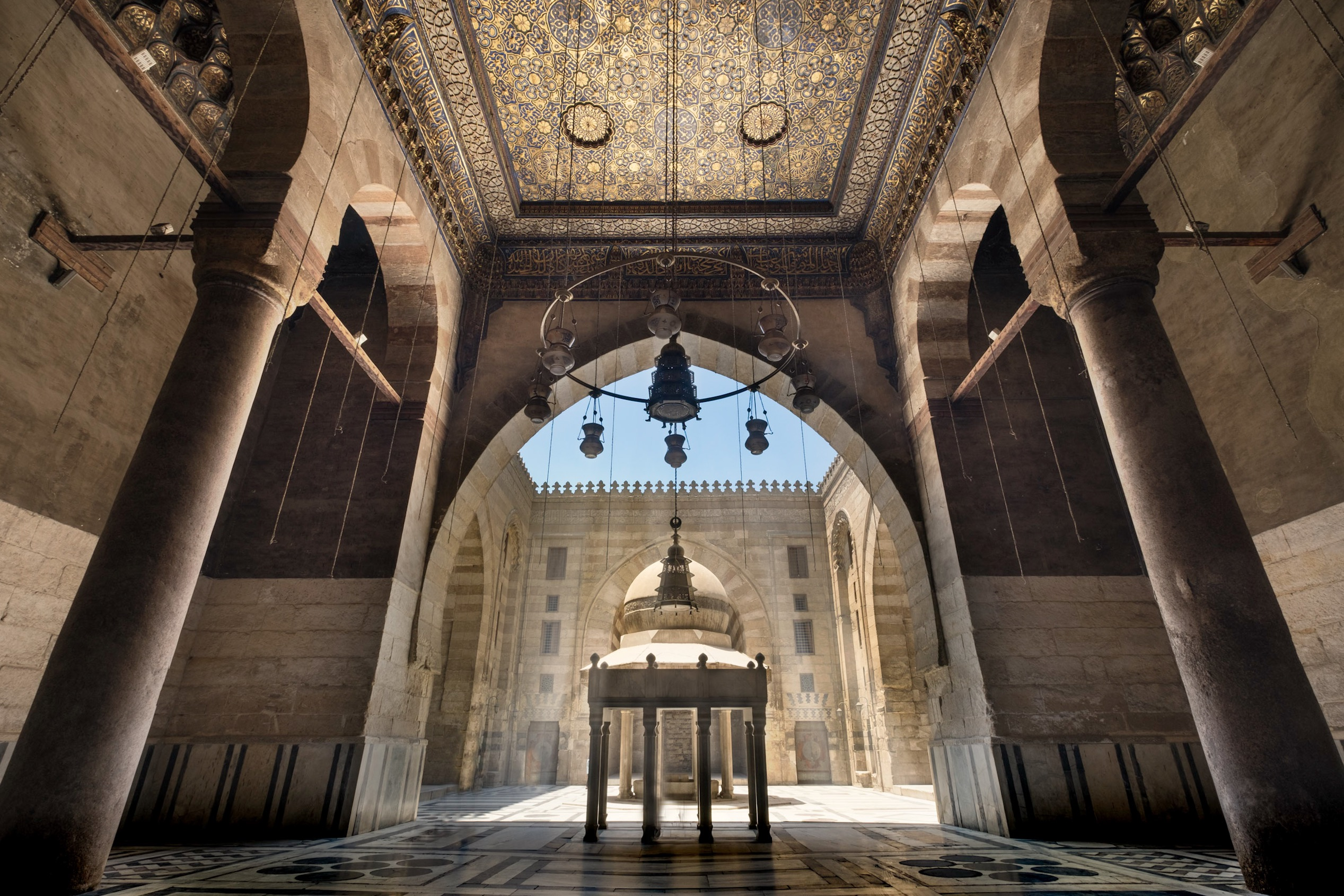
المنظر من داخل إيوان القبلة وتظهر به دكة المبلغ والصحن المكشوف تتوسطه الفسقية

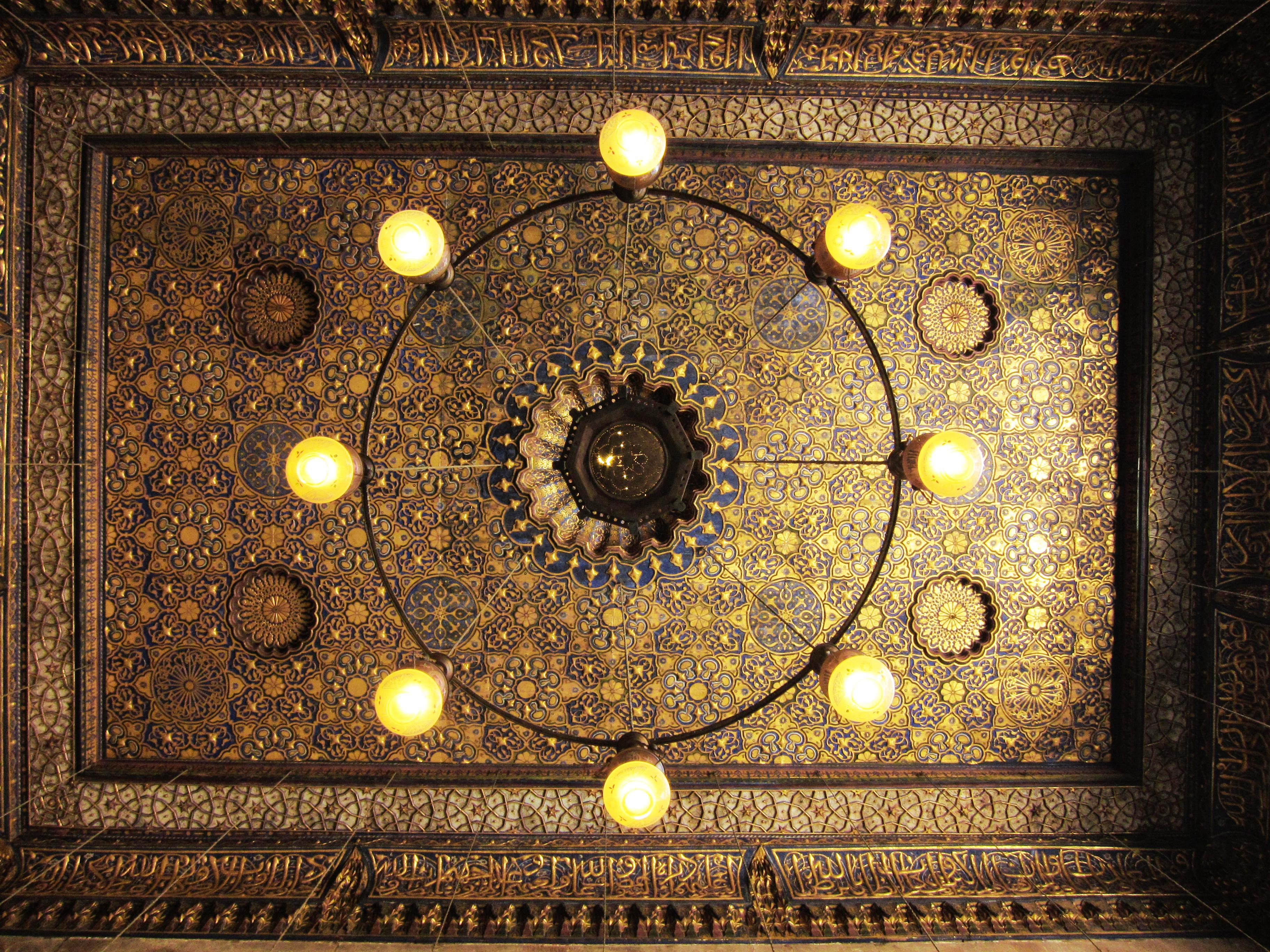
السقف المذهب لإيوان القبلة وتظهر به الفخامة ودقة الصنع

عهد السلطان الظاهر برقوق إلى الأمير المقر السيفي جركس الخليلي أمير آخور بالإشراف على العمارة وعاونه في ذلك خمسة عشر من مماليكه، وقد ذكر اسمه على المدخل الرئيسي الذي يعلوه شريط كتابي بالخط الثلث المملوكي نصه:
«بسم الله الرحمن الرحيم ذلك فضل الله يؤتيه من يشاء والله ذو الفضل العظيم. أمر بإنشاء هذه المدرسة المباركة والخناقاه مولانا السلطان الملك الظاهر سيف الدنيا والدين أبو سعيد برقوق سلطان الإسلام والمسلمين نصرة الغزاة والمجاهدين حامي حوزة الدين ذخر الأيتام والمساكين كنز الطالبين صاحب الديار المصرية والبلاد الشامية عز نصره وذلك في مباشرة العبد الفقير إلى الله تعالى المقر السيفي الجركسي الخليلي أمير آخور الملك الظاهر أبو سعيد برقوق أدام الله أيامه بمحمد وآله يا رب العالمين وكان الفراغ في مستهل ربيع الأول سنة ثمان وثمانين وسبعمائة.».:ج4ص38:39:ج1ص193:197:209
أما مهندس العمارة فهو معلم المعلمين شهاب الدين أحمد بن الطولوني وهو مهندس ابن مهندس من أسرة اشتغلت بتلك المهنة وقامت بأعمال معمارية بمصر والحجاز، وبلغ من إعجاب السلطان برقوق به أن صاهره في ابنته ما يدل على مكانته العالية.:ج4ص38:39:ج1ص193:197:209

## التاريخ

خريطة للقاهرة في العهد الفاطمي يظهر بها منطقة بين القصرين

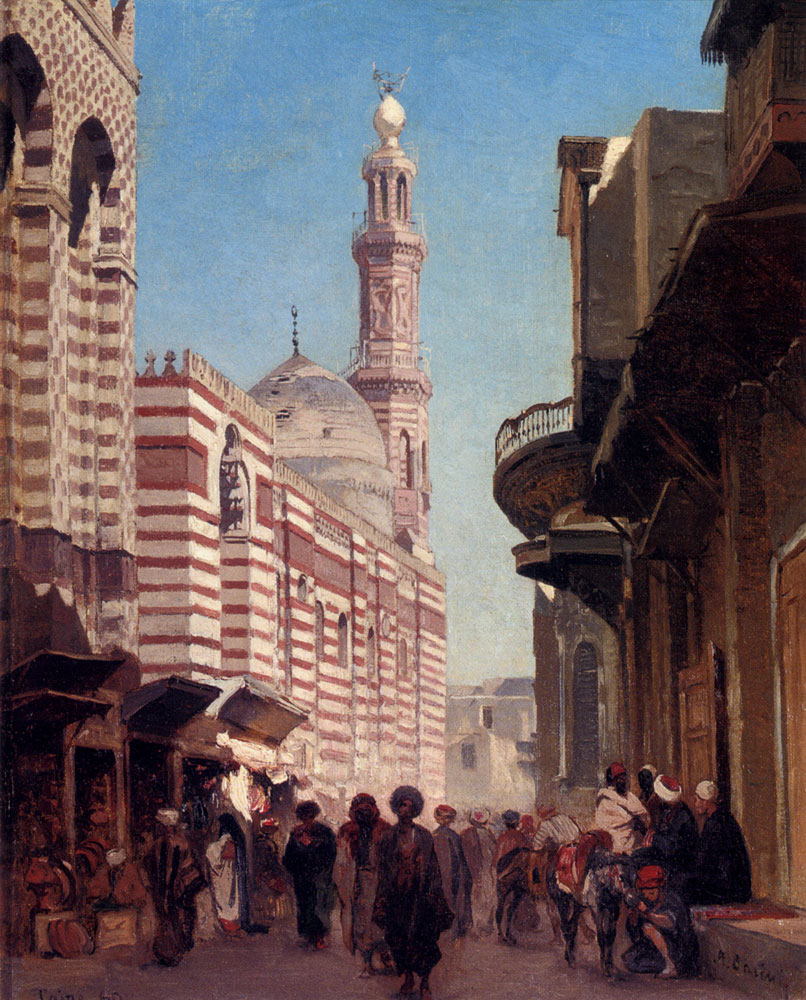
لوحة فنية قديمة للمجموعة تعود للقرن التاسع عشر

تقع المجموعة الأثرية حالياً في شارع المعز لدين الله الفاطمي في المنطقة التي كانت تعرف منذ العهد الفاطمي باسم بين القصرين وذلك لوقوعها بين القصرين الفاطميين، الشرقي الكبير الذي بني للخليفة المعز لدين الله والغربي الصغير الذي بني للخليفة العزيز بالله ابن المعز. وقد اندثرت معالم القصرين وحل في قسم من أرض القصر الشرقي المدرسة والقبة الصالحية والمدرسة الظاهرية القديمة (البيبرسية) وقصر الأمير بشتاك وسبيل محمد علي وسوق السلاح القديم وقصر الأمير بشتاك، أما القصر الغربي فحل في قسم من أرضه مسجد ومدرسة وقبة وبيمارستان قلاوون ومسجد ومدرسة ابنه الناصر محمد ومسجد ومدرسة وخانقاه وقبة الظاهر برقوق ومدرسة الحديث الكاملية. وفي القرن الثامن الهجري/الرابع عشر الميلادي جددت التسمية بسبب إنشاء قصر الأمير بيسري وقصر الأمير بشتاك تجاهه. وكان شارع بين القصرين يسع عشرة آلاف جندي، ومنذ قيام الدولة الأيوبية أصبح من أهم أسواق القاهرة ومحلاً لانعقاد مجتمعات قراءة السير والأخبار وإنشاد الشعر والتفنن في أنواع الألعاب والملاهي.:30:105:106:ج1ص192
تعد المجموعة أولى المنشآت المعمارية في دولة المماليك الجراكسة وكان بموضعها فندق يعرف بخان الزكاة كان مملوكاً لورثة الناصر محمد بن قلاوون، اشتراه منهم برقوق في 12 رجب سنة 786هـ/1384م، وابتدأ في الهدم في 24 رجب وفي أوائل شوال من نفس السنة وضع حجر الأساس، واستحضر لبنائها أحجار ضخمة عرفت بالعجالي، وفي 14 جمادى الأولى 788هـ/1386م نقل السلطان رفات والده وابن له من تربة الأمير يونس الدوادار إلى قبة المجموعة، وفي 12 رجب 788هـ/1386م فرشت المدرسة بالحصر والأبسطة، واجتمع القضاة والعلماء والأمراء وأعدت الولائم وملئت الفسقية بالسكر، وحضر السلطان برقوق لمعاينتها فأنعم على الأمير جركس الخليلي ومماليكه الخمسة عشر وعلى شهاب الدين أحمد بن الطولوني، وشرح الشيخ علاء الدين علي بن أحمد السيرامي قوله تعالى «قل اللهم مالك الملك»، ثم قرأ القارئ ما تيسر من القرآن ودعي للسلطان وانتهى الحفل، وفي يوم الجمعة 10 رمضان 788هـ/1386م أقيمت الجمعة بالمسجد وحضر قاضي القضاة الحنفي وحكم بصحتها طبقاً للتقاليد، ثم عين بها المدرسين وقرر دروساً للمذاهب الأربعة والتفسير والحديث والقراءات.:ج1ص193

## التصميم
للمدرسة أربع إيوانات يتوسطها صحن مكشوف، أهمها الإيوان الشرقي وهو إيوان القبلة المفروش والمؤزر جانباه بالرخام، وهو مقسم إلى ثلاثة أروقة أو إيوانات أكبرها أوسطها الذي يفصله عن إيواني الأطراف صفان من الأعمدة الضخمة من الجرانيت ذات تيجان ثقيلة ولكل منهما سقف ذو دلايات، أما القسم الأوسط فبصدره المحراب الملبس بالرخام الأسود على شكل شرفات في أرضية بيضاء بها فصوص صدفية وفيروزية وحمراء تعد من أدق أعمال الرخام، وسقفه مستو يتوسطه سرة مخوصة ومحلى بنقوش مذهبة، وقد حاكاه فيما بعد الأشرف برسباي في سقف الإيوان الغربي بمدرسته بالأشرفية، وبطرف الإيوان دكة المبلغ من الرخام، كما يوجد به كرسي المصحف الذي طعمت جوانبه بحشوات من السن ملبسة في الخشب.:ج4ص38:44:ج1ص196:197:145:149
أما الإيوانات الثلاثة فهي معقودة، فيشغل جزء من الضلع الشمالي والجنوبي إيوانان صغيران متماثلان يتقدم كل منهما عقد كبير مدبب سقفه مغطى بقبو حجري مدبب. والإيوان الغربي هو المقابل لإيوان القبلة ويتكون من مستطيل يتقدمه عقد كبير مدبب ومغطى بقبو مدبب من الحجر ويكتنفه بابان أحدهما يؤدي إلى دورة المياه والآخر إلى الخانقاه وهي عبارة عن أربع مجموعات من خلاوي الصوفية بنيت متوازية وتتكون كل مجموعة من أربعة طوابق، ولا زالت بقاياها موجودة وقد لبست أعتابها بمزررات رخامية. بوسط الصحن فسقية عليها قبة أقيمت على ثمانية أعمدة وهي حديثة جددتها لجنة حفظ الآثار العربية لتحل محل سابقتها التي لم يبق منها إلا فوارتها.:ج4ص38:44:ج1ص196:197:145:149
بجوار إيوان القبلة تقع القبة ويتوصل إليها من باب على الصحن يؤدي إلى المدرسة ثم إليها، وأمامها طرقة مربعة يحدق بها أربعة أبواب حفرت مصاريعها بزخارف نباتية مورقة، ويتوسط الضلع الشرقي محراب القبة المجوف وتعلوه طاقية ذات عقد مدبب، وعلى فتحة القبة حجاب من خشب الخرط، وهي قبة غنية بزخارفها في الوزرات الرخامية والنقوش، ويتوسطها قبر دفن فيه والد المنشئ وأولاده وفاطمة أم خوند وخوند شيرين زوجته، ويحيط بمربعها إفريز مذهب ينتهي بشرفة صغيرة، أما القبة الخارجية فقد أنشأتها لجنة حفظ الآثار العربية واحتفظت بمقرنصها القديم المزخرف والمذهب. وملحق بالقبة في جدارها البحري مكتبة لحفظ المصاحف.:ج4ص38:44:ج1ص196:197
ينتهي الطرف البحري بمنارة مكونة من ثلاثة دورات ملبسة بالرخام في دورتها الثانية، ويتكون الطابق الأول من مثمن يقوم على قاعدة مربعة، ويتكون الطابق الثاني من مثمن يحيط به شرفة مثمنة، أما الطابق الثالث فيتكون من جوسق من ثمان أعمدة، ويتوج المنارة خوذ كمثرية الشكل تنتهي بهلال من النحاس.
أما الواجهة الرئيسية المشرفة على الشارع فهي عالية مبنية بالحجر، يبتدئ طرفها القبلي بالباب العمومي المكسي بالرخام الملون بطريقة فنية اقتبست من مسجد أصلم السلحدار. رُكِّب على الباب الرئيسي مصراعان مغشيان بالنحاس المفرغ بنقوش دقيقة ومكفت بالفضة وهما أقرب المصاريع شبهاً بمصراعي مدرسة السلطان حسن الموجودان حالياً بمسجد المؤيد شيخ. ويتوسط واجهة المدخل حنية كبيرة يكتنفها مكسلتان، يؤدي الباب إلى دركاة مربعة غطيت بقبة صغيرة مثمنة الأضلاع ملبسة بالحجر الأحمر والأبيض، وبالضلع الشمالي للدركاة باب معقود يفضي إلى دهليز طويل منكسر مفروش بدوائر الرخام الملون.:ج4ص38:44:ج1ص194:195

## الترميم

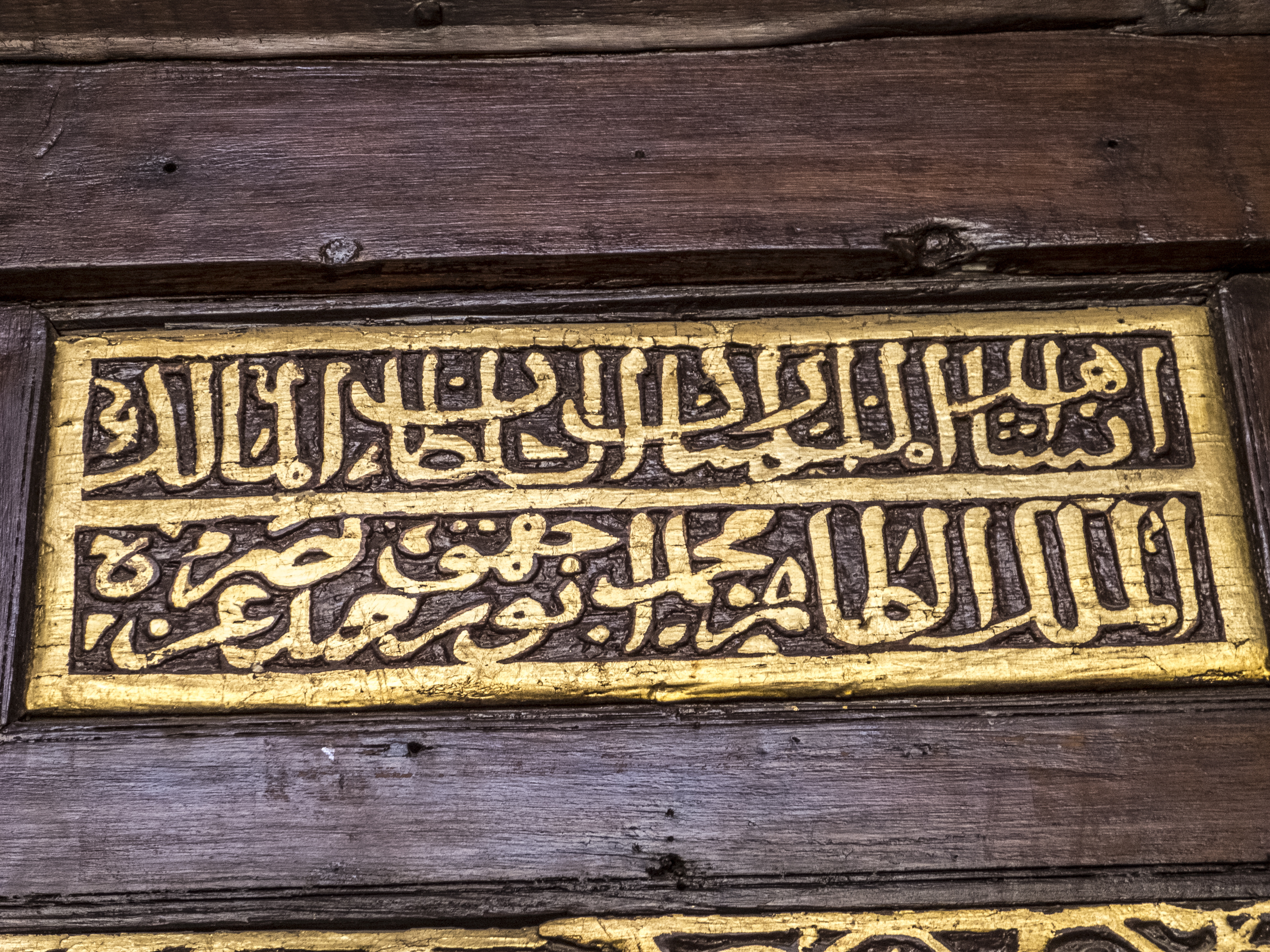
النص الإنشائي للمنبر ويظهر به اسم السلطان جقمق

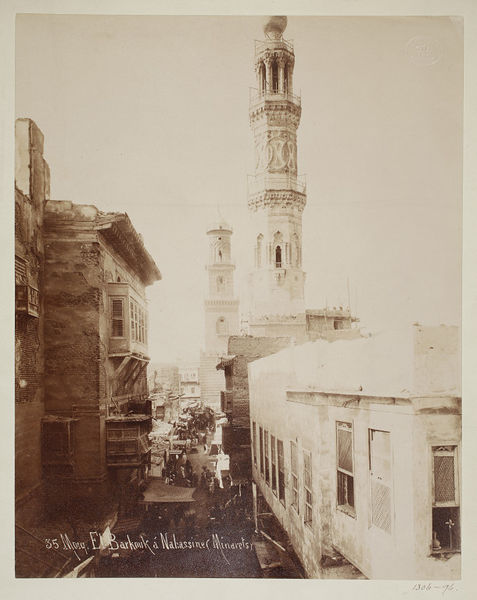
قبة المجموعة قبل الترميم

من أعمال الترميم القديمة بالمجموعة منبر إيوان القبلة، وهو منبر خشبي بسيط أضافه للمجموعة السلطان الملك الظاهر سيف الدين جقمق، واسمه منقوش عليه بما نصه:
«أنشأ هذا المنبر المبارك السلطان المالك الملك الظاهر محمد أبو سعيد جقمق عز نصره».:ج1ص196:197 وخلال القرن التاسع عشر قامت لجنة حفظ الآثار العربية بأعمال جليلة في ترميم عمارة مباني المجموعة، فأصلحت رخامها ونجارتها وقومت مبانيها وأصلحت السقوف وذهبتها، كما أنشئت القبة الكبيرة سنة 1311هـ/1893م طبقاً لصورة قديمة واحتفظت بمقرنصها القديم المشحون بالزخارف الملونة والمذهبة، وكذلك أنشئت قبة الفسقية بالصحن المكشوف سنة 1314هـ/1896م لتحل محل سابقتها القديمة التي لم يبق منها إلا فوارتها. وقد عثرت اللجنة سنة 1938 على نحو مائة وخمسين قطعة زجاجية من مشكاوات منقوشة بالميناء بالمكتبة الملحقة بالقبة وتم إيداعها دار الآثار العربية، فأكملت بها مشكاوات ناقصة كانت منقولة إليها من المجموعة في وقت سابق.:ج1ص196:197 وخضعت المجموعة حديثاً لأعمال ترميم ضمن مشروع تطوير القاهرة التاريخية وتحويل شارع المعز لدين الله الفاطمي إلى متحف مفتوح.

## سرقة المحتويات
لم تسلم المجموعة المعمارية من محاولات سرقة الآثار الإسلامية المتكررة، فسرق منها في عام 2012 قطع أثرية مهمة تمثلت في قطعتين نحاسيتين على شكل ترس يتوسطهما كرة نحاسية مغطتان بالفضة نقش عليهما زخارف هندسية ويتوسطهما اسم السلطان برقوق وهما في الجزء الأوسط للمصراعين، القطع النحاسية المشغولة بالفضة والزخارف الهندسية في الجزء الأسفل من المصراع الأيمن، وبعد عامين في عام 2014 تعرضت المجموعة للسرقة للمرة الثانية ولكن بحصيلة أكبر تمثلت في الحشوات النحاسية للمصراع الأيمن للباب الرئيسي، وعدد من الحشوات الهندسية الأخرى، بالإضافة لحشوات المصراع الأيسر، بخلاف مسامير التثبيت وهي على شكل رجل غراب ونجمات نحاسية.

## معرض صور

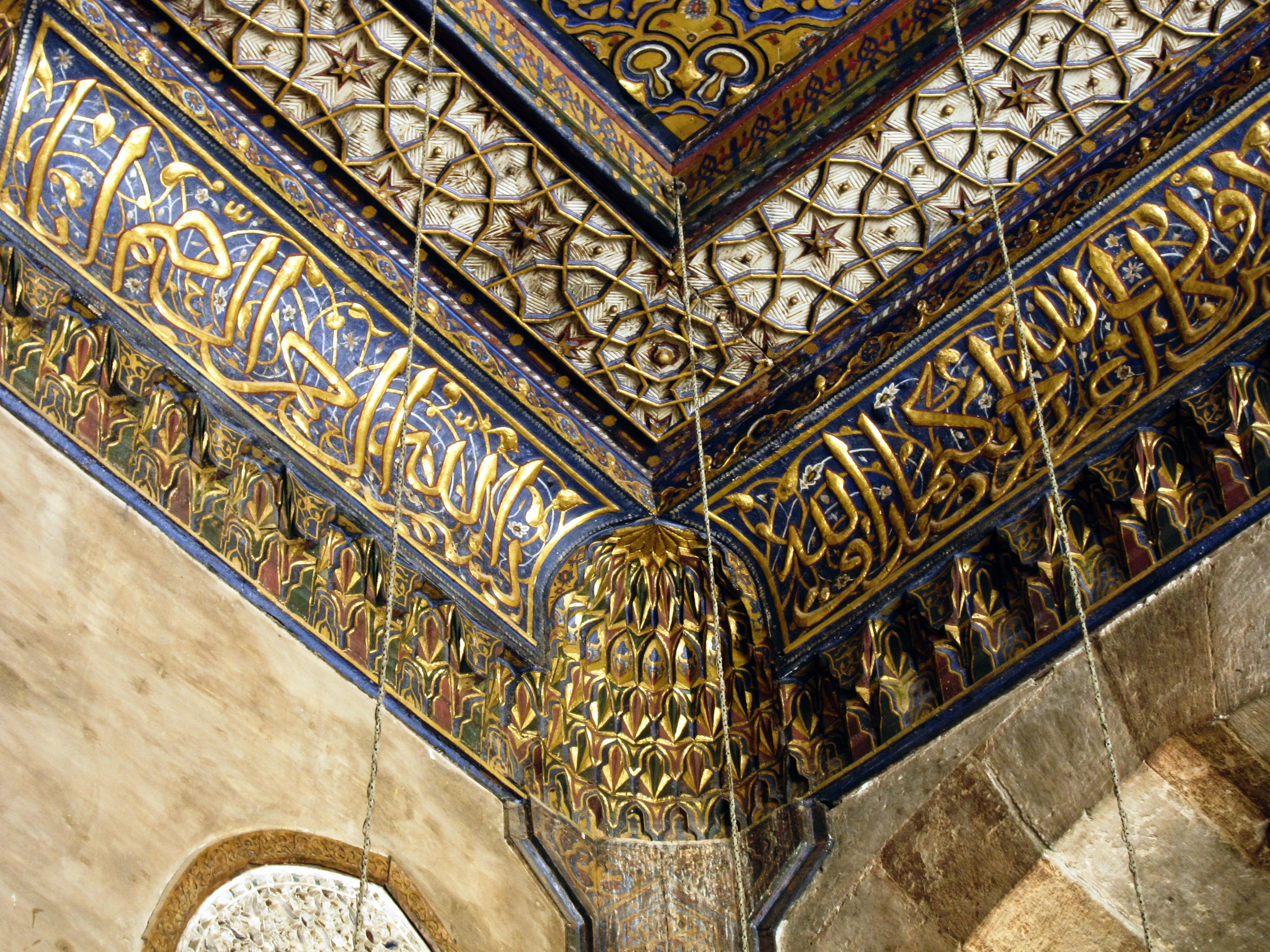
سقف إيوان القبلة
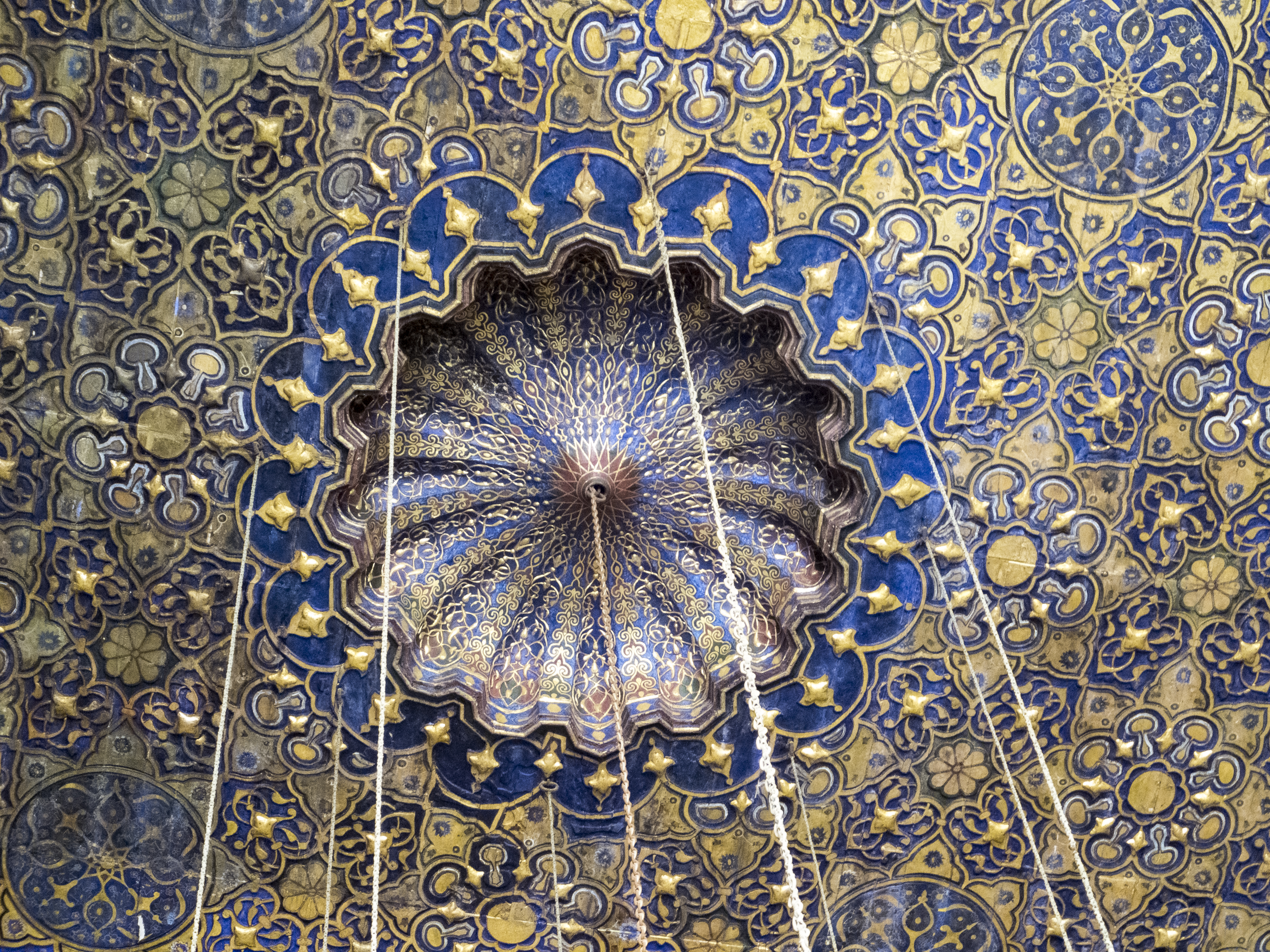
سقف إيوان القبلة
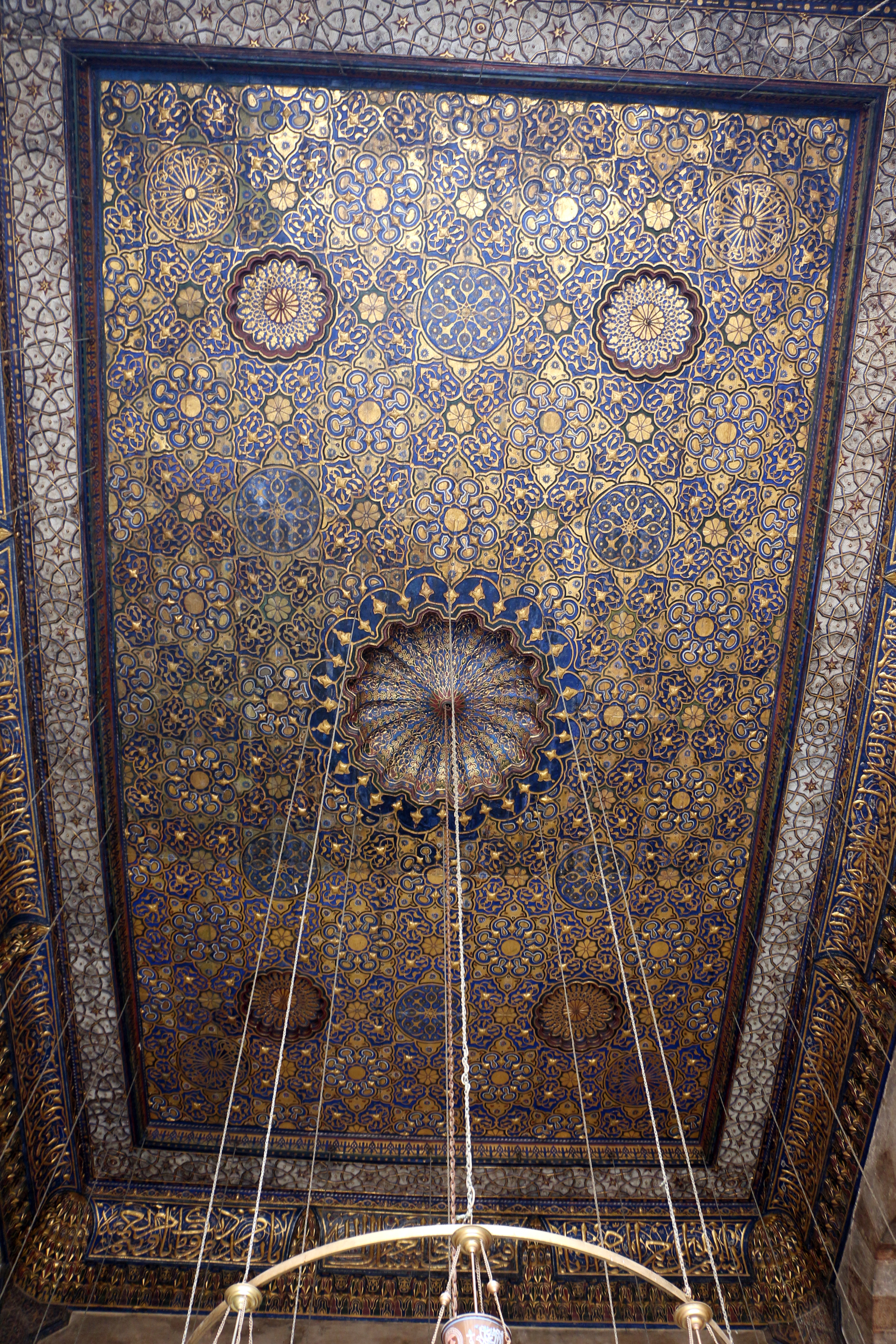
سقف إيوان القبلة
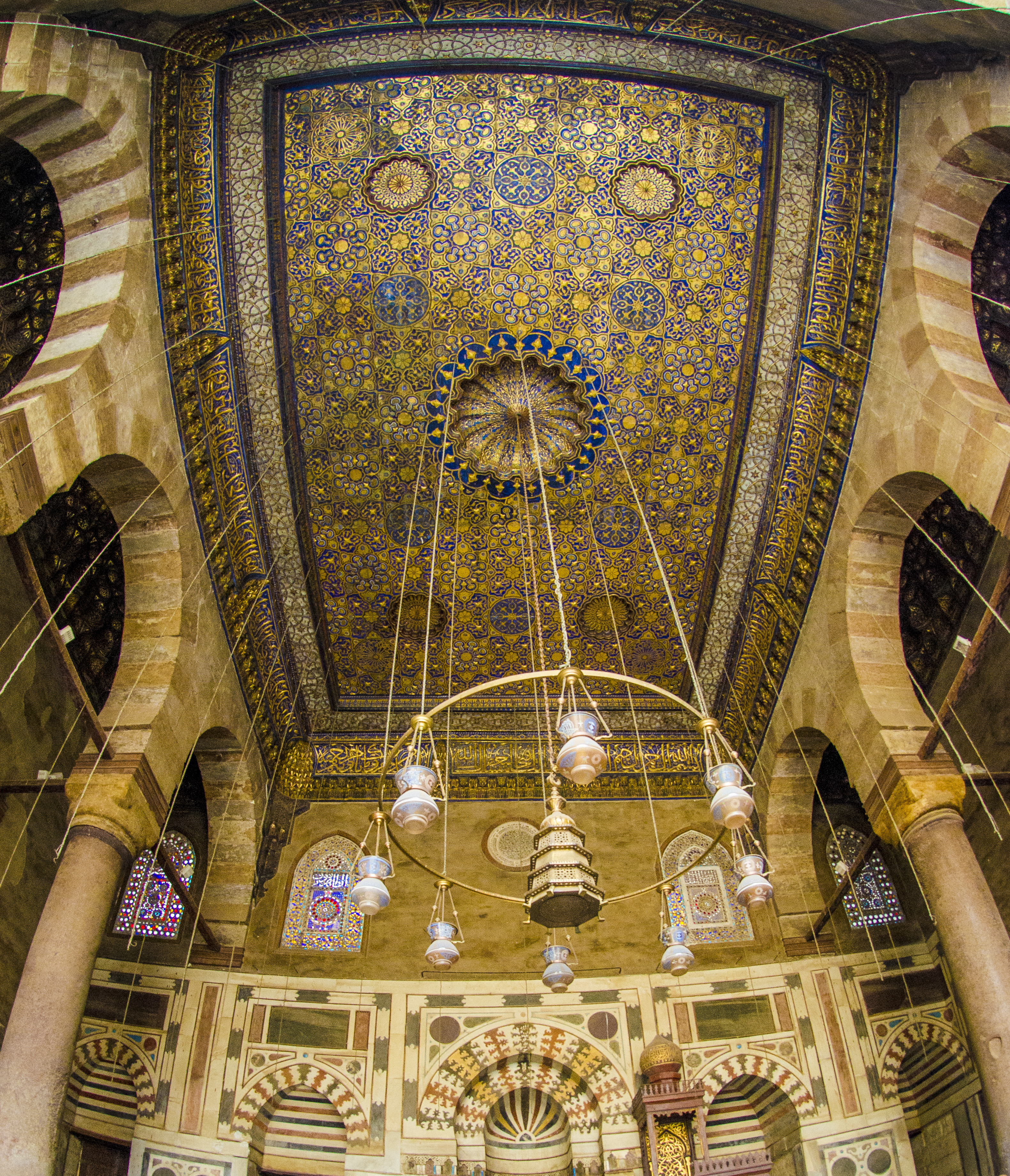
سقف إيوان القبلة
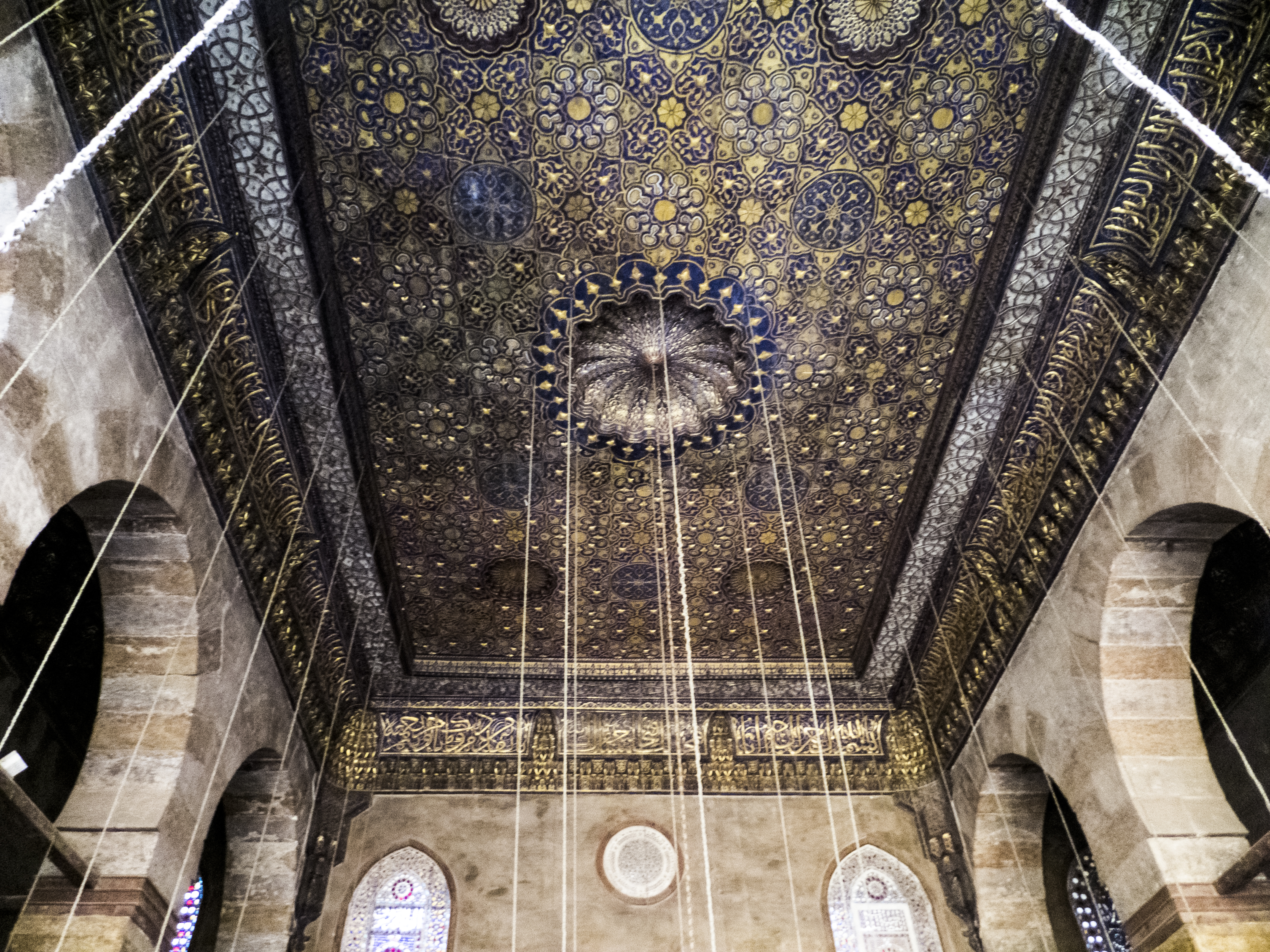
سقف إيوان القبلة
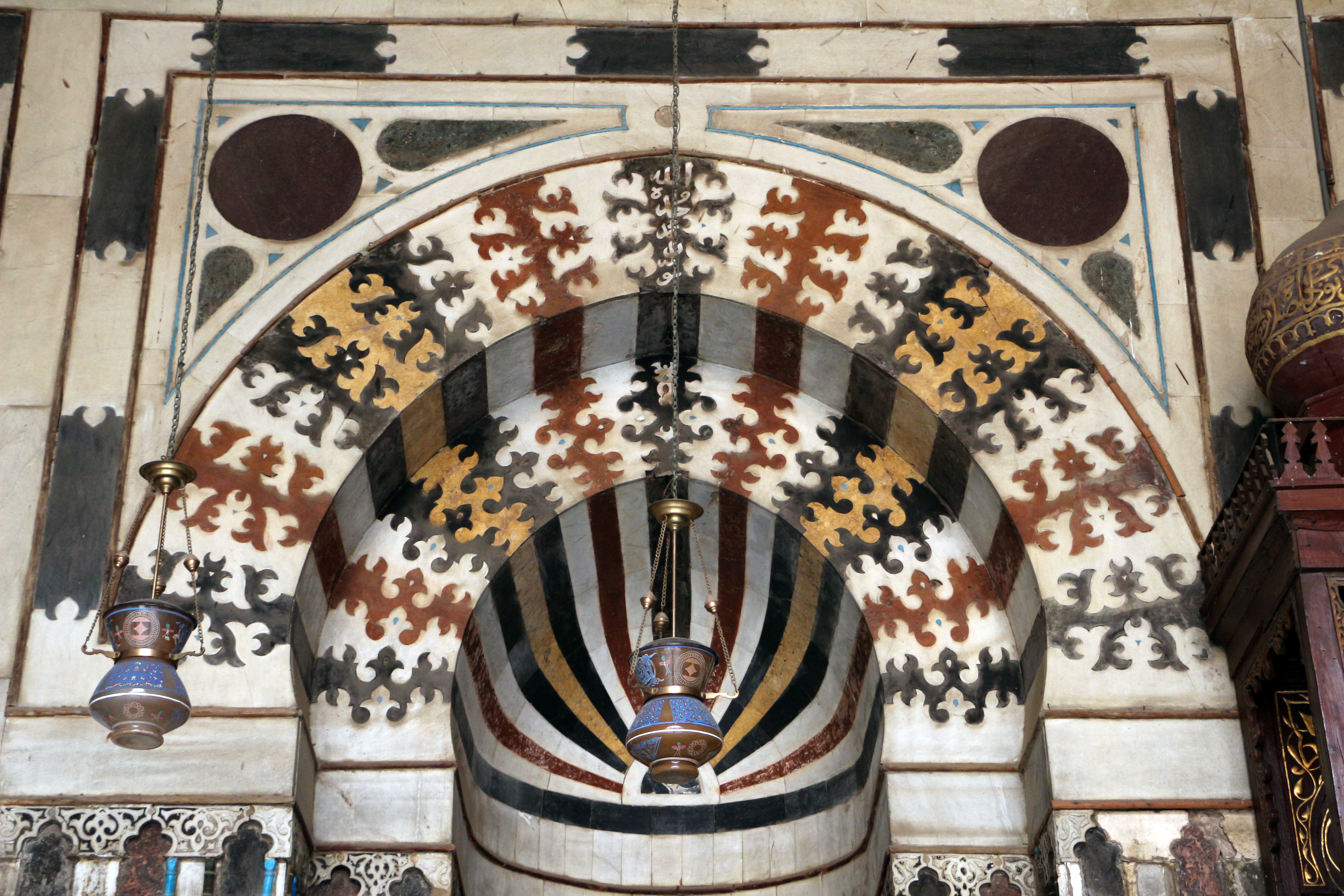
محراب إيوان القبلة
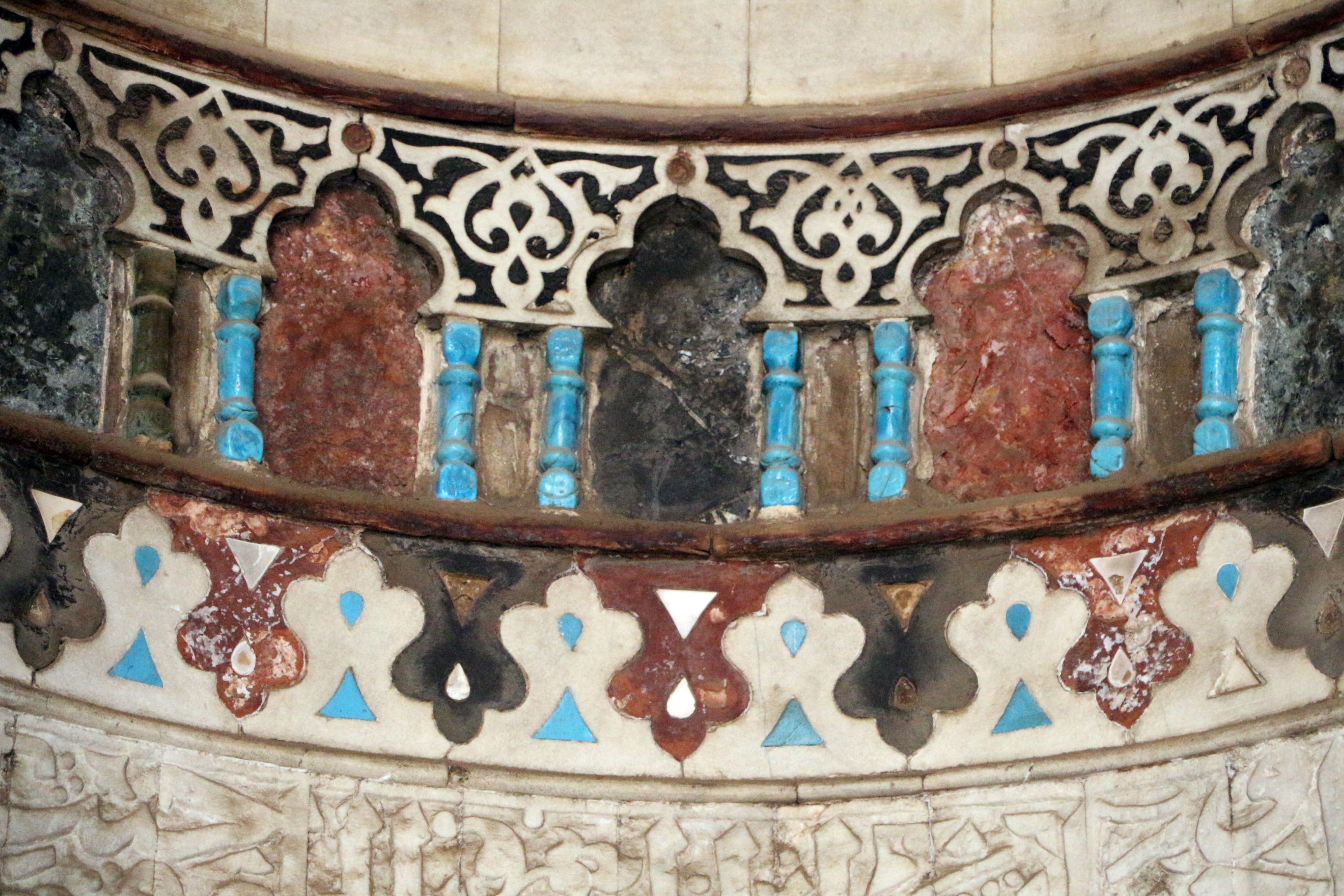
محراب إيوان القبلة
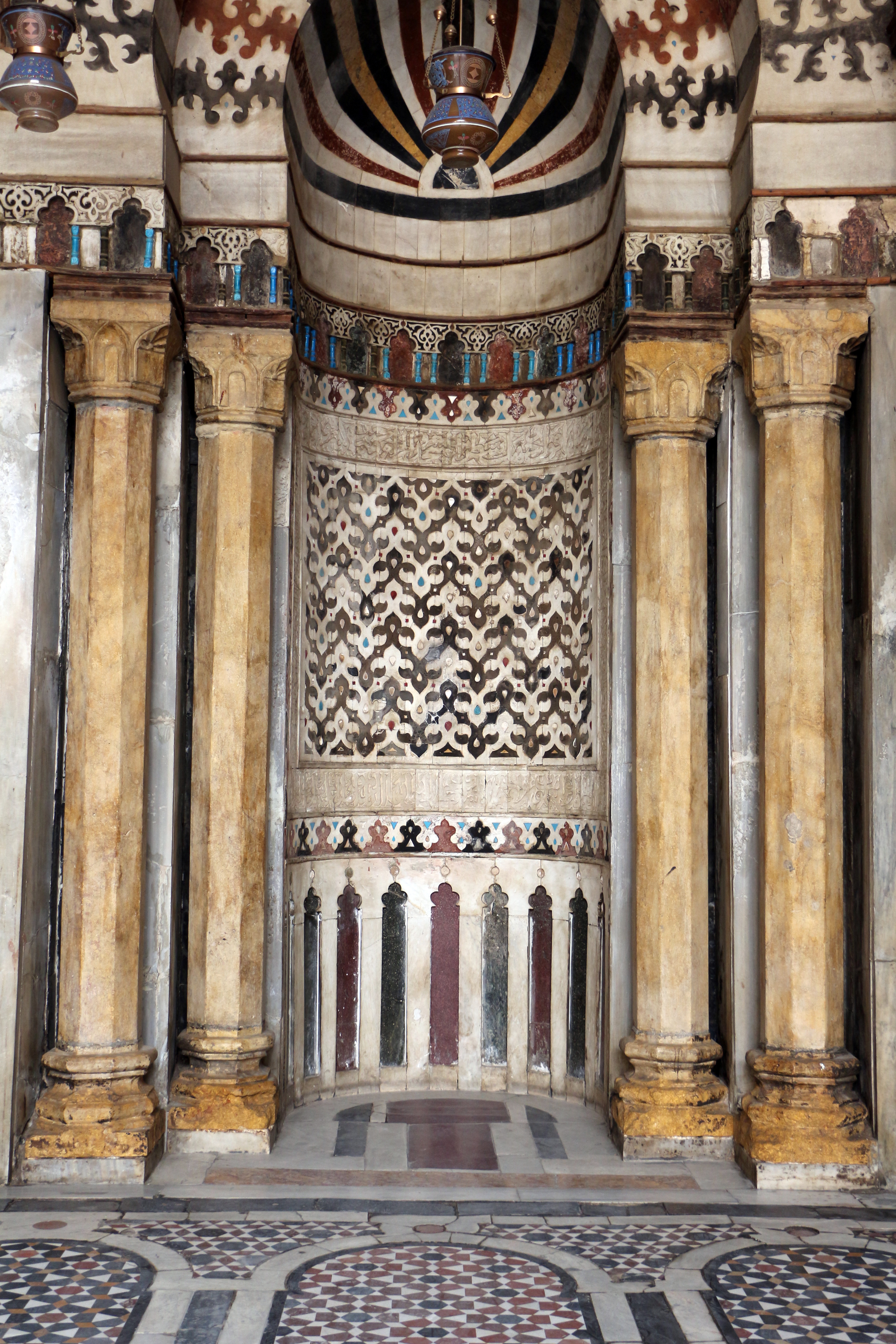
محراب إيوان القبلة
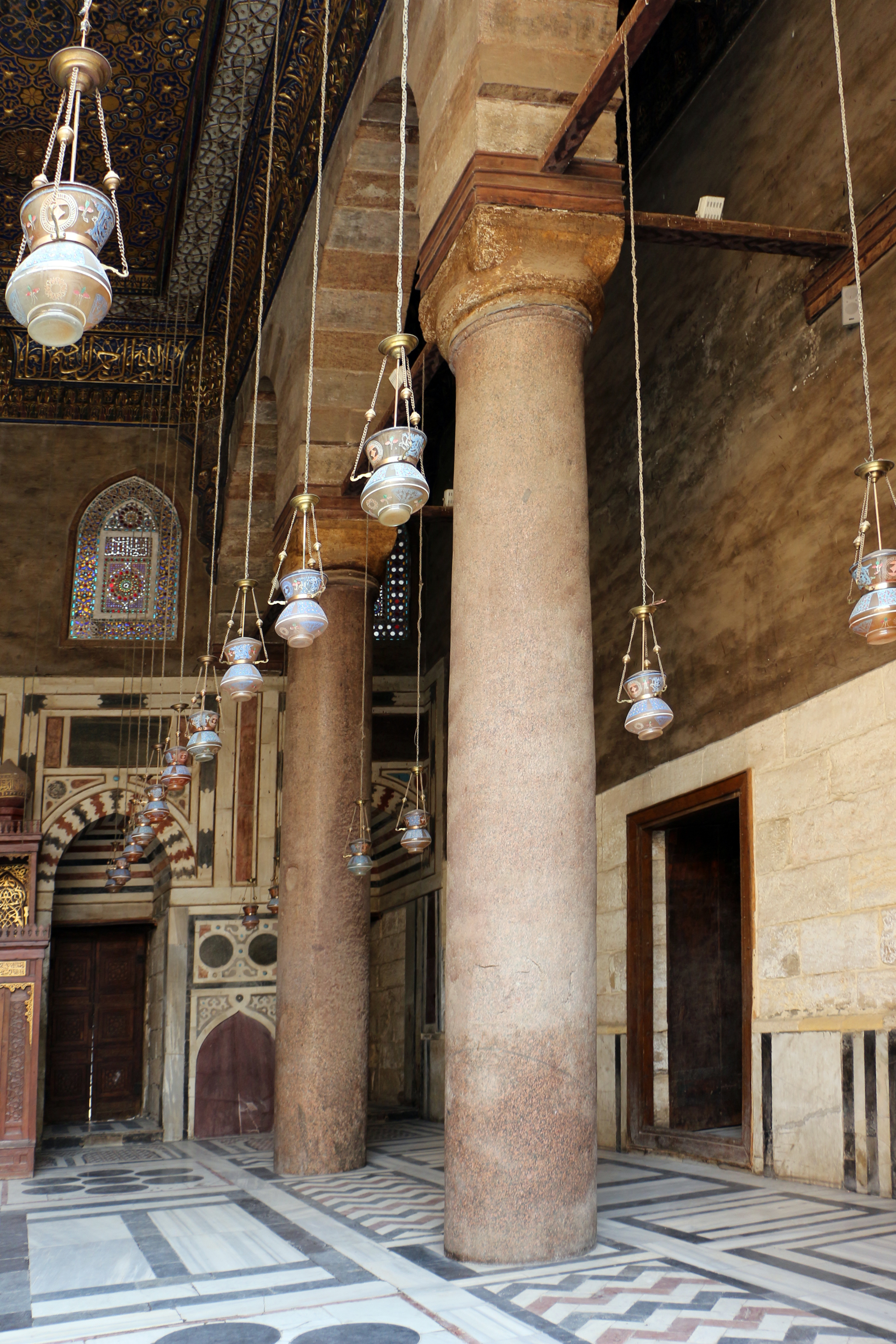
أعمدة إيوان القبلة
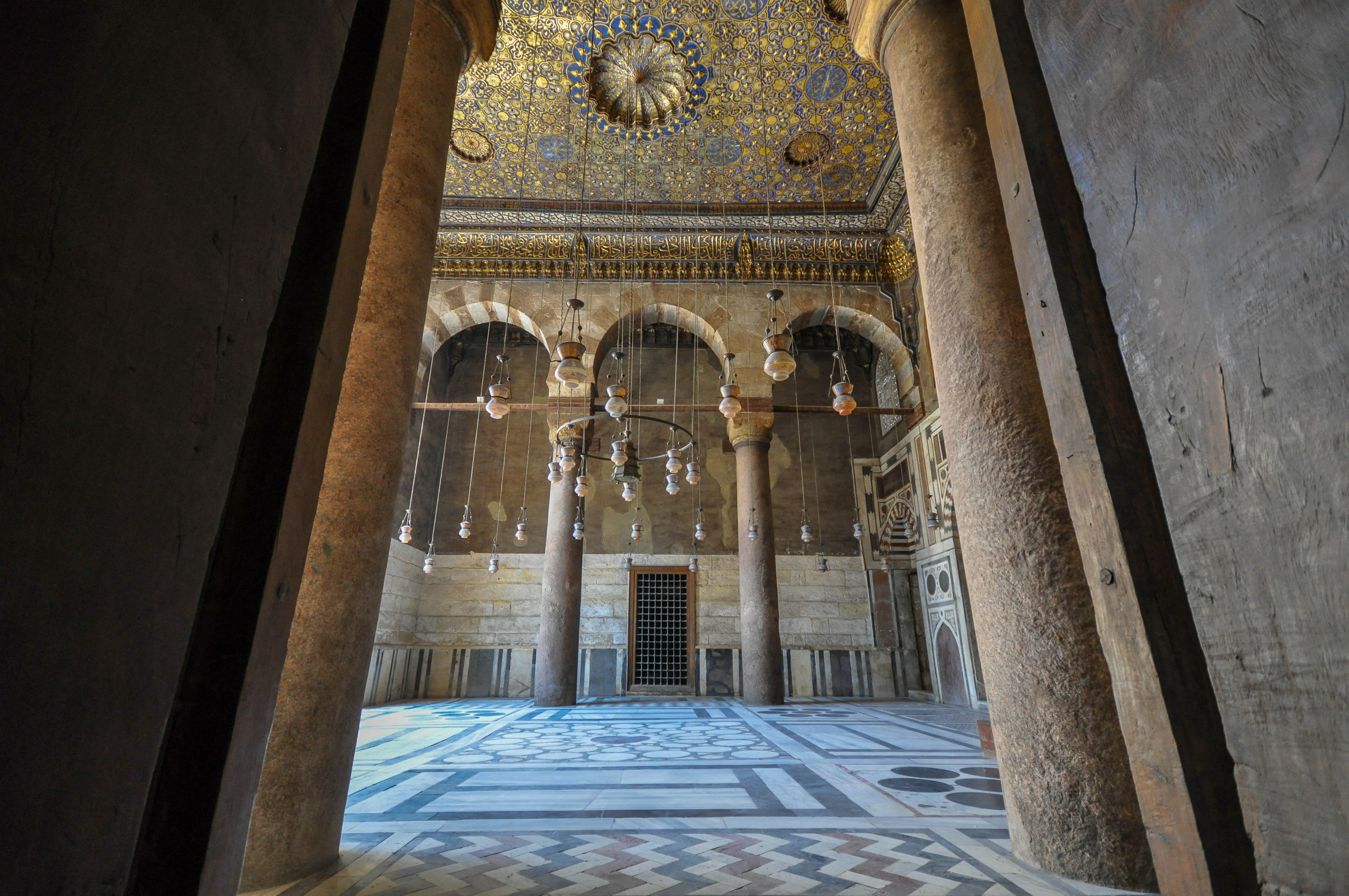
أعمدة إيوان القبلة
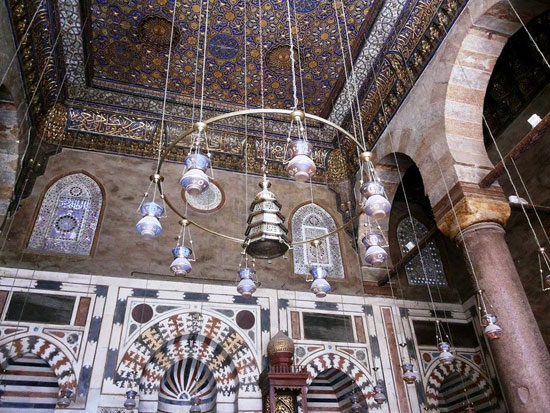
إيوان القبلة وبه المحراب والمنبر
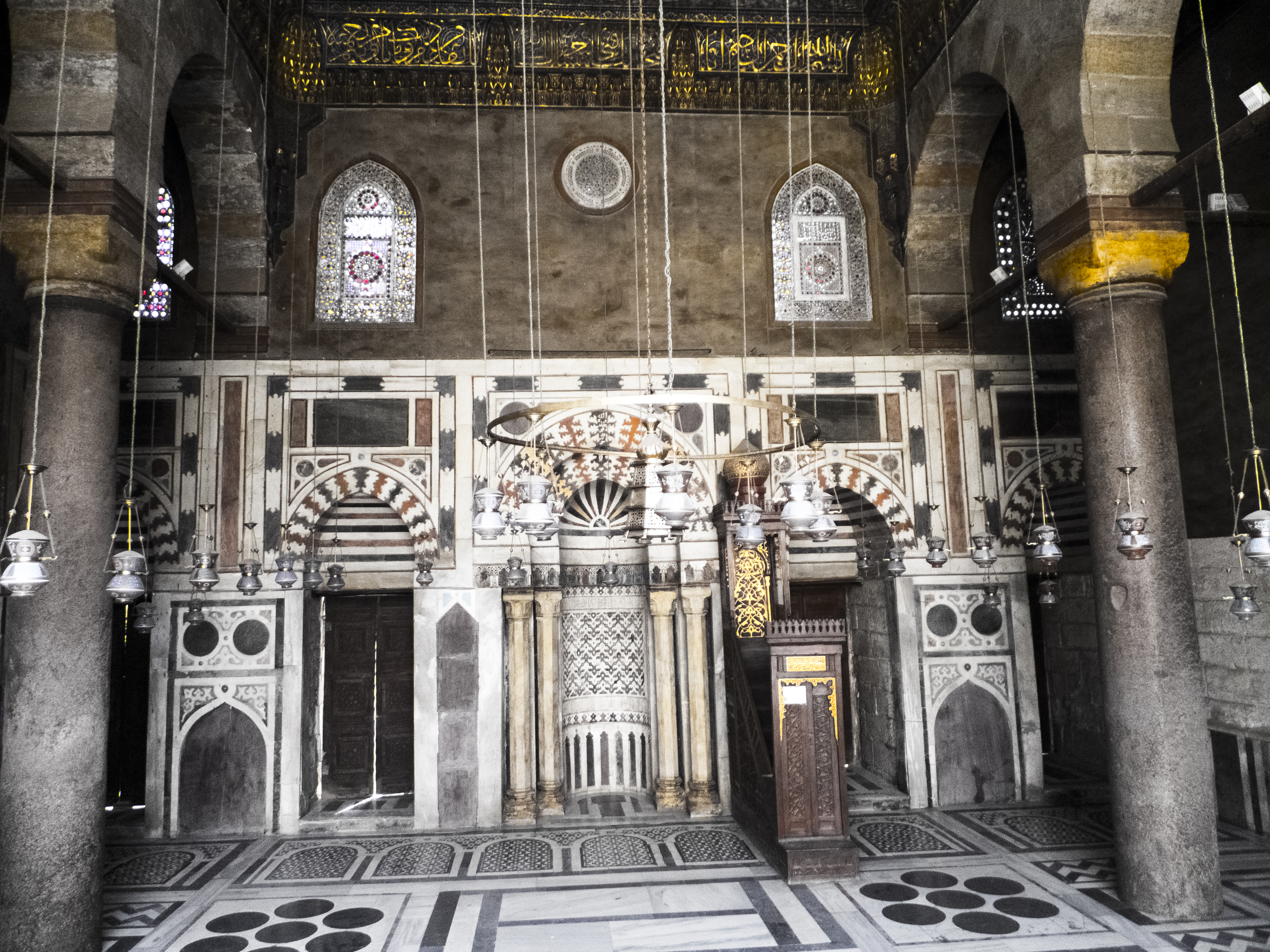
إيوان القبلة وبه المحراب والمنبر
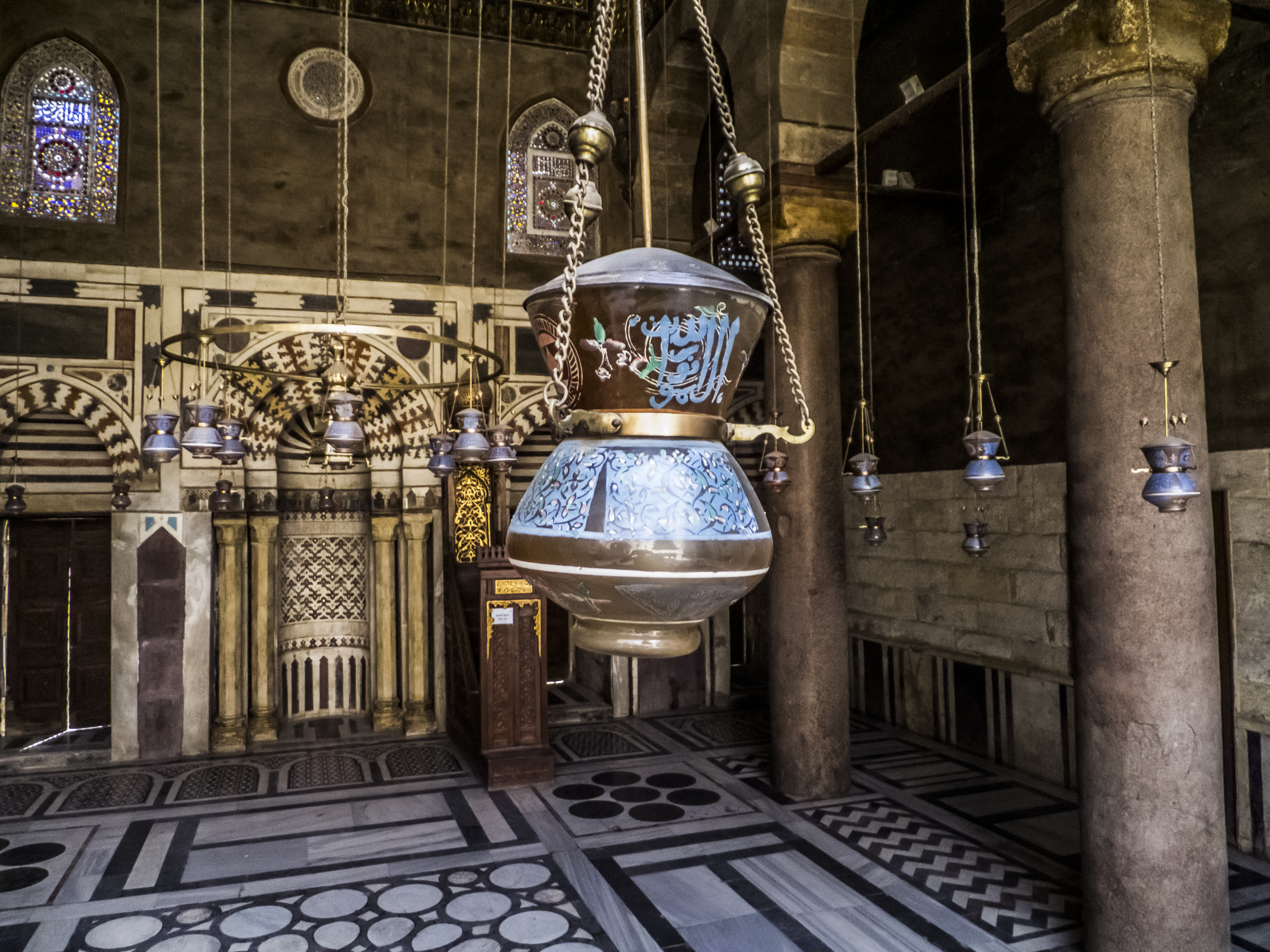
إيوان القبلة وبه المحراب والمنبر
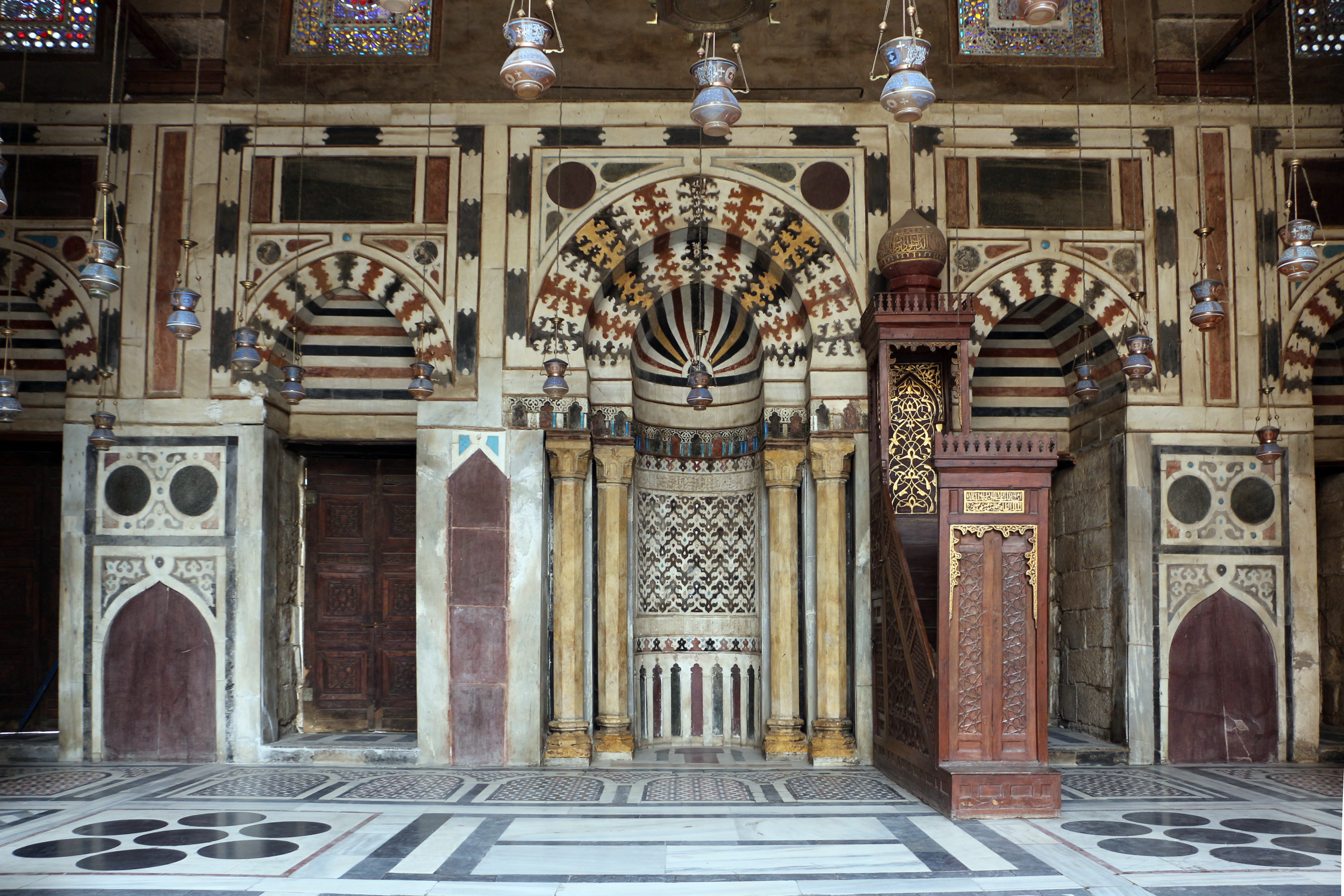
إيوان القبلة وبه المحراب والمنبر
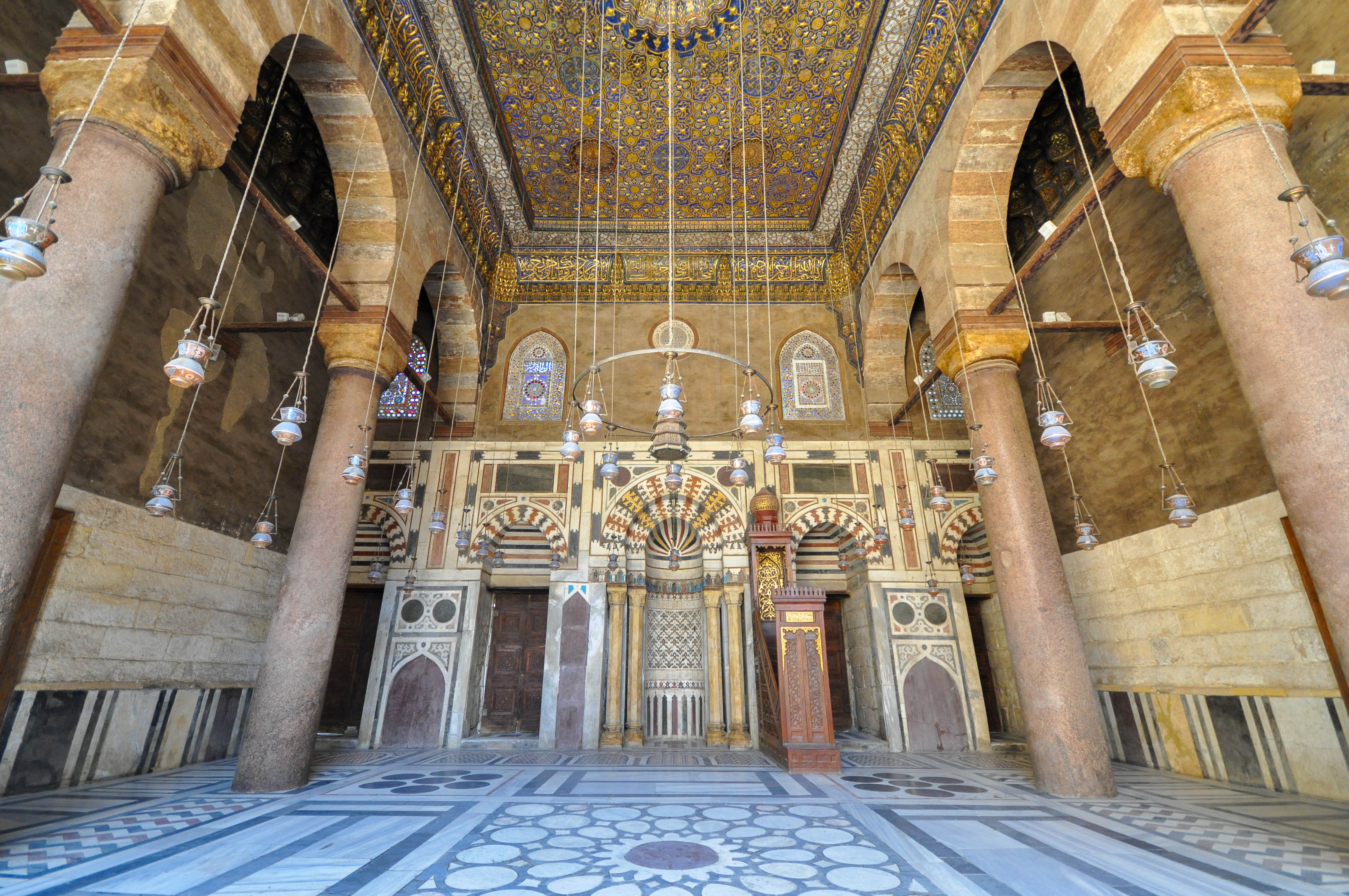
إيوان القبلة وبه المحراب والمنبر
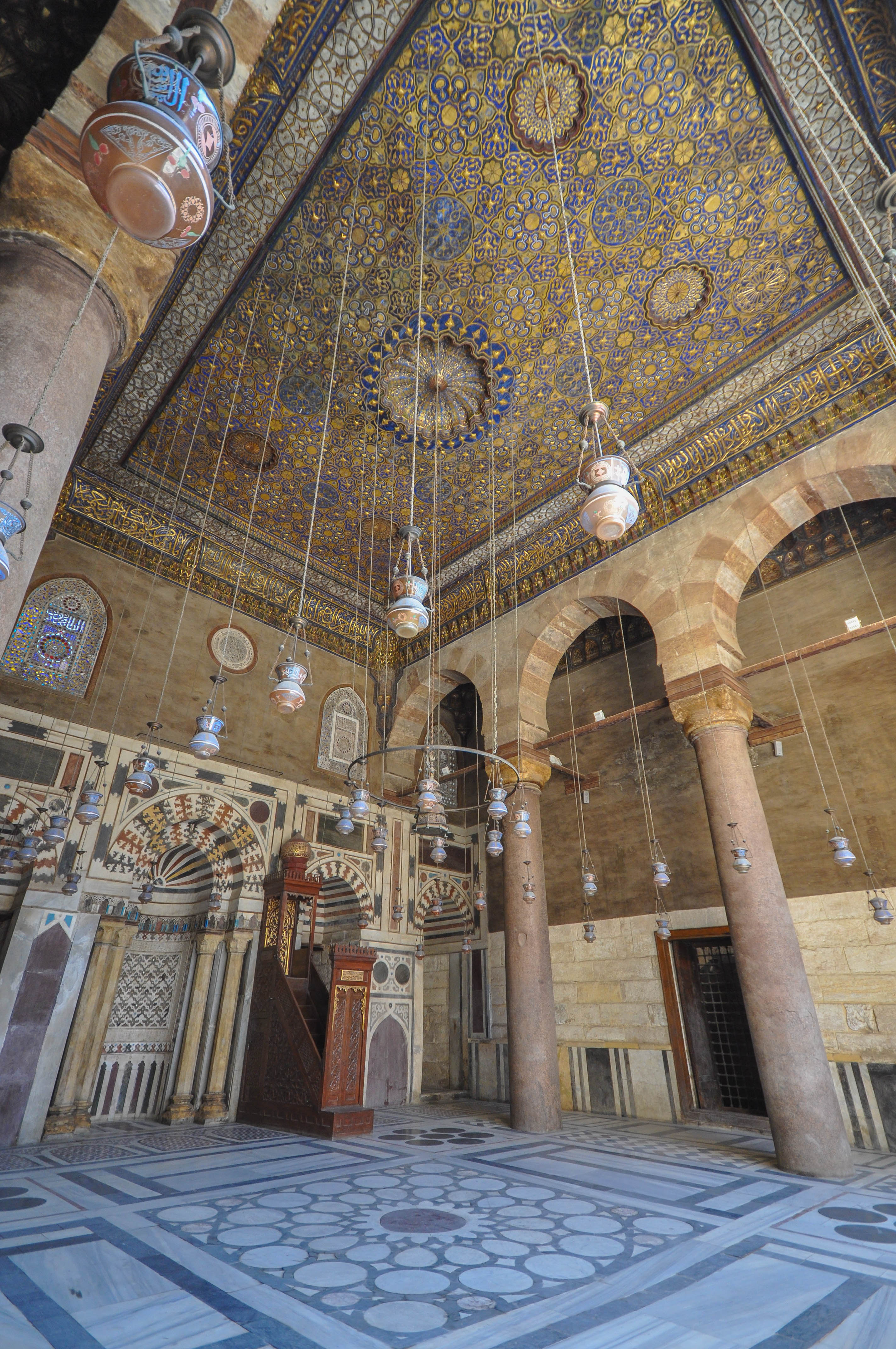
إيوان القبلة وبه المحراب والمنبر
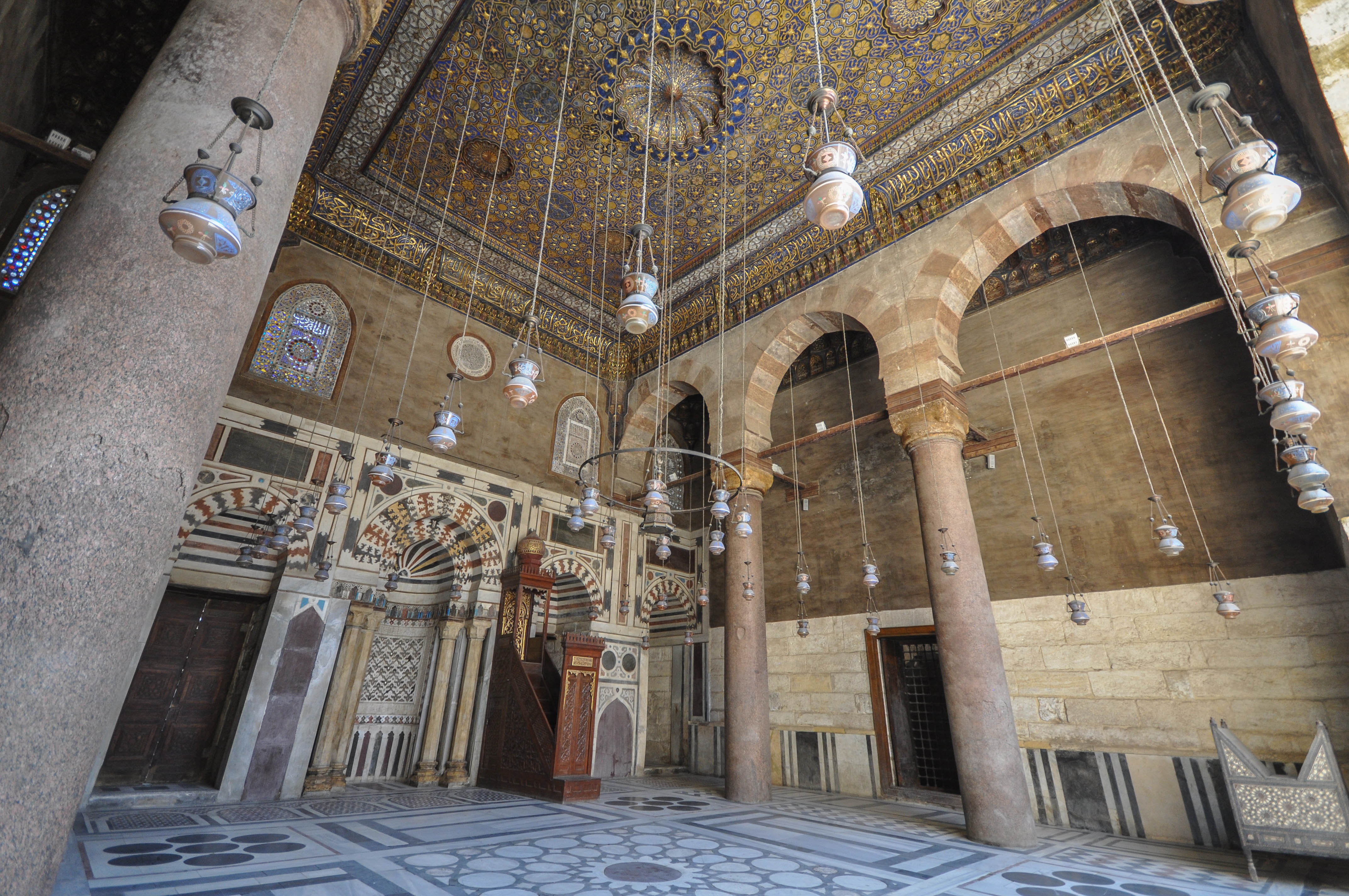
إيوان القبلة وبه المحراب والمنبر
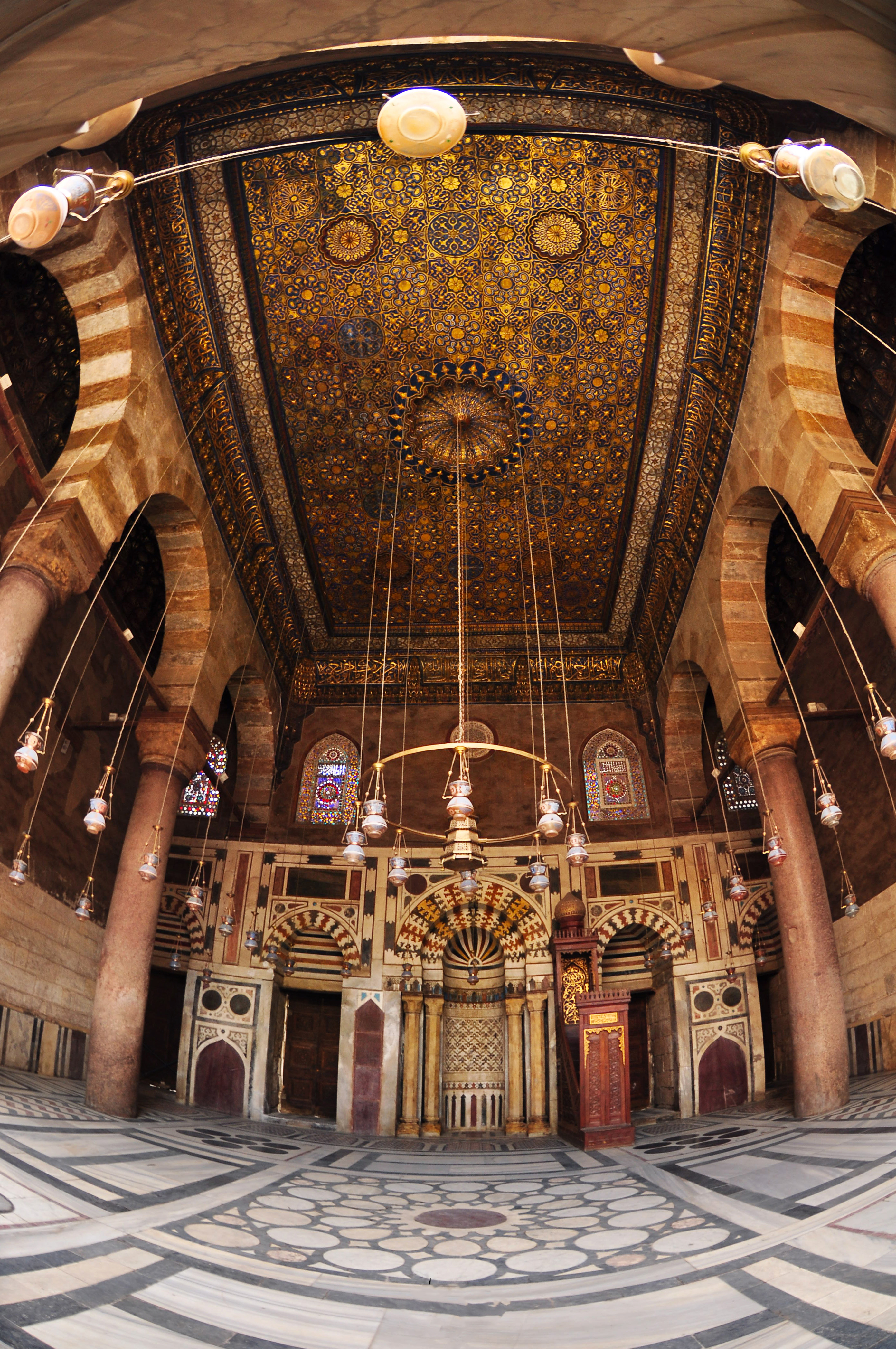
إيوان القبلة وبه المحراب والمنبر
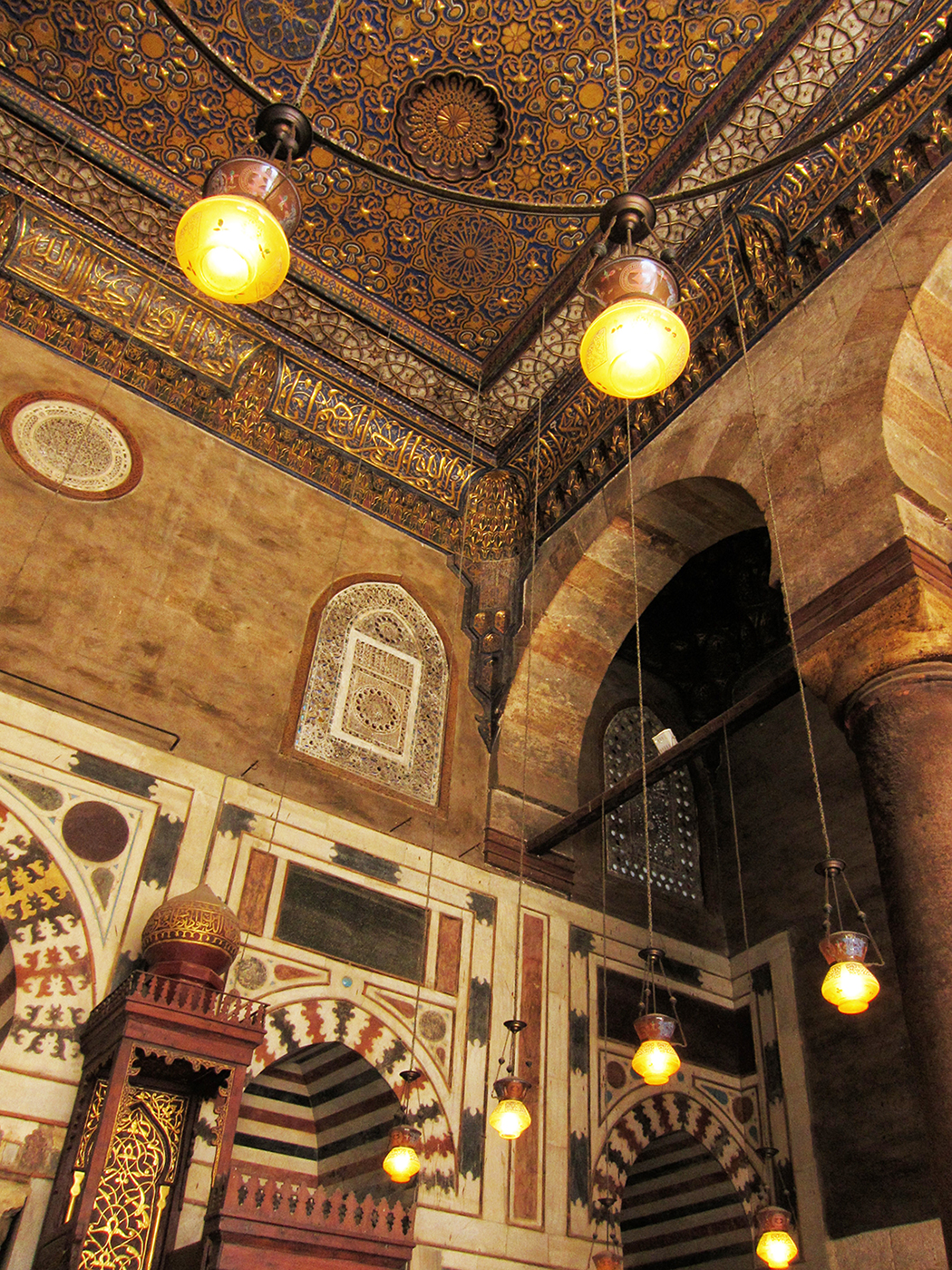
إيوان القبلة وبه المنبر
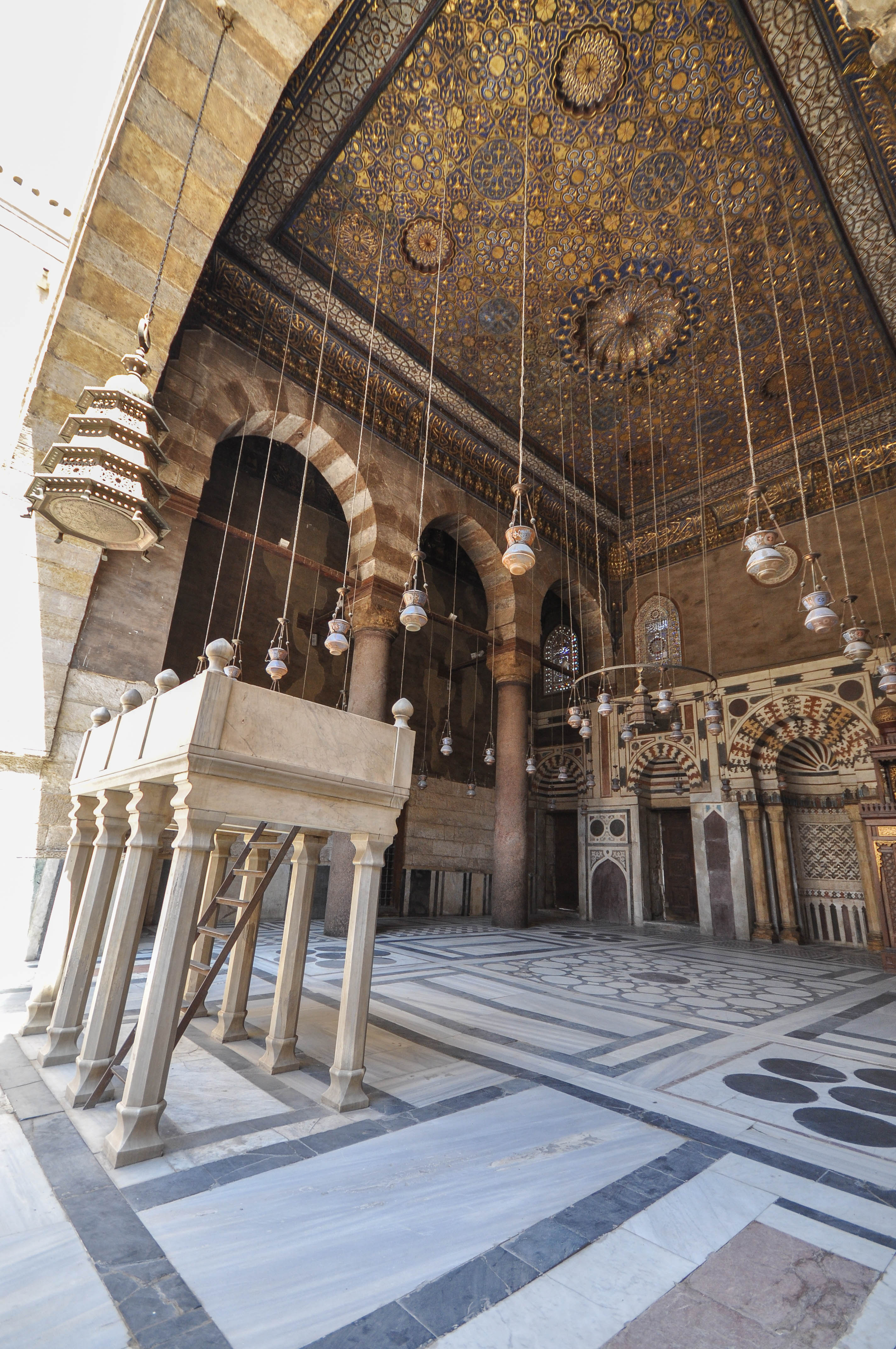
إيوان القبلة وبه المحراب ودكة المبلغ
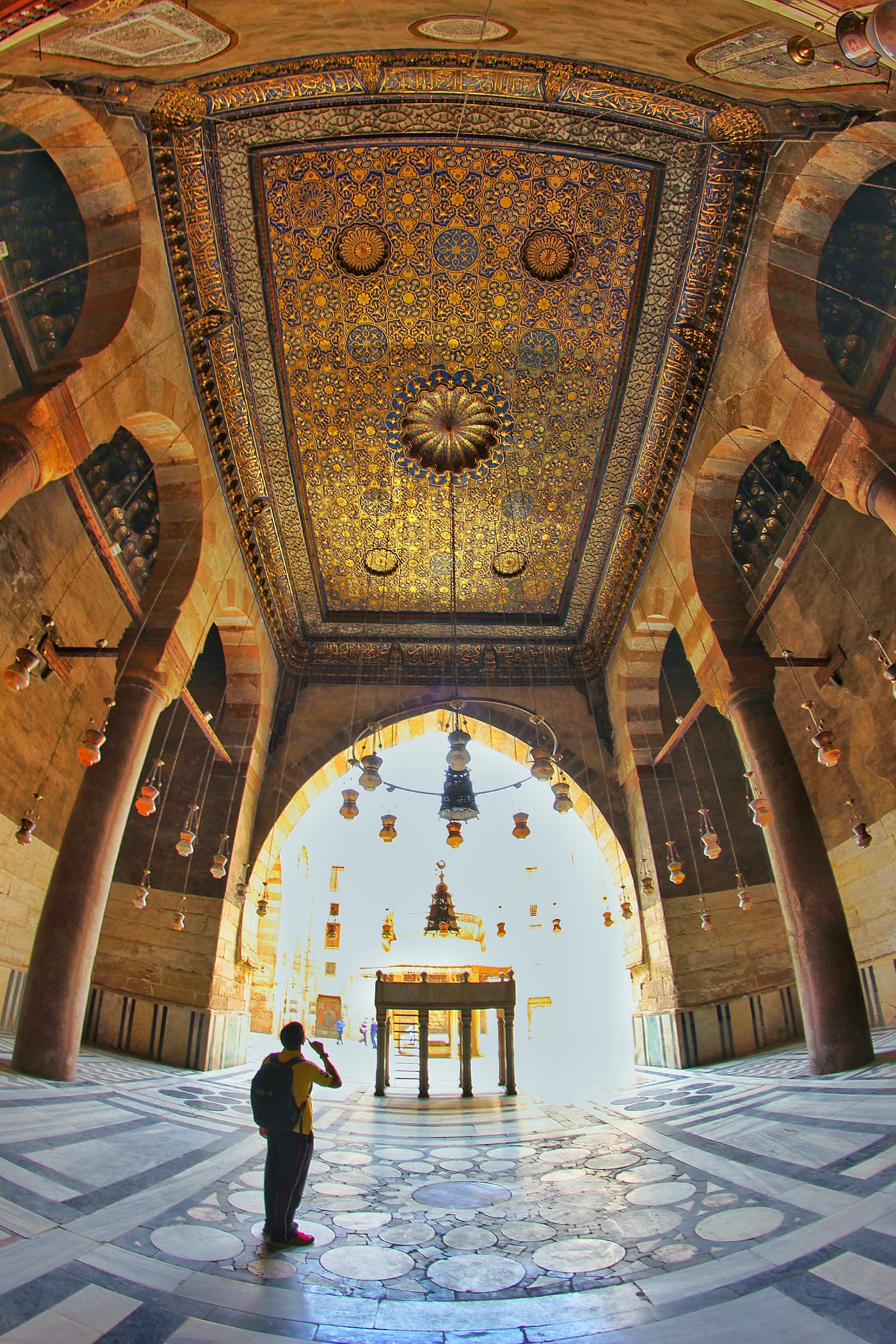
إيوان القبلة وبه دكة المبلغ
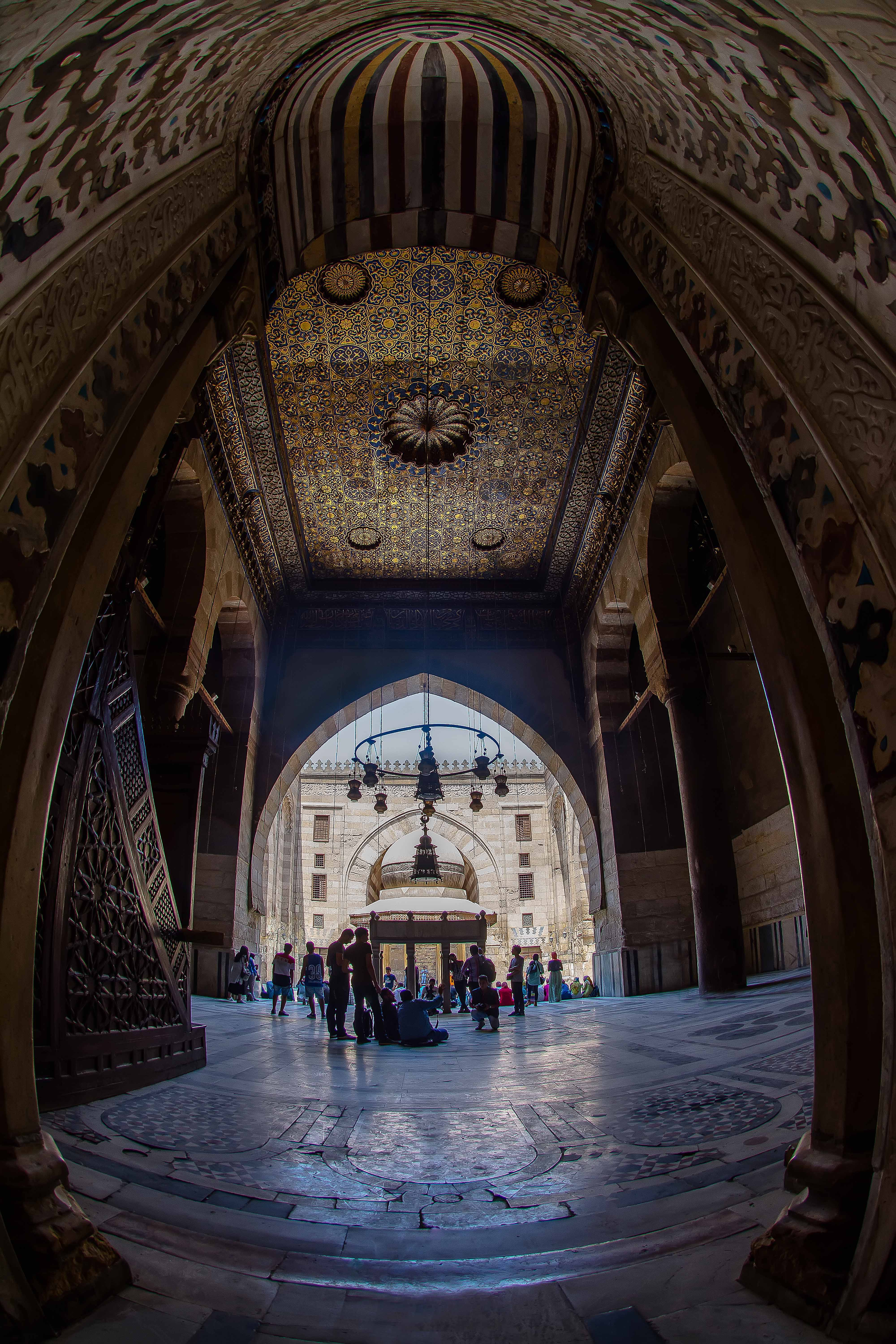
إيوان القبلة وبه دكة المبلغ
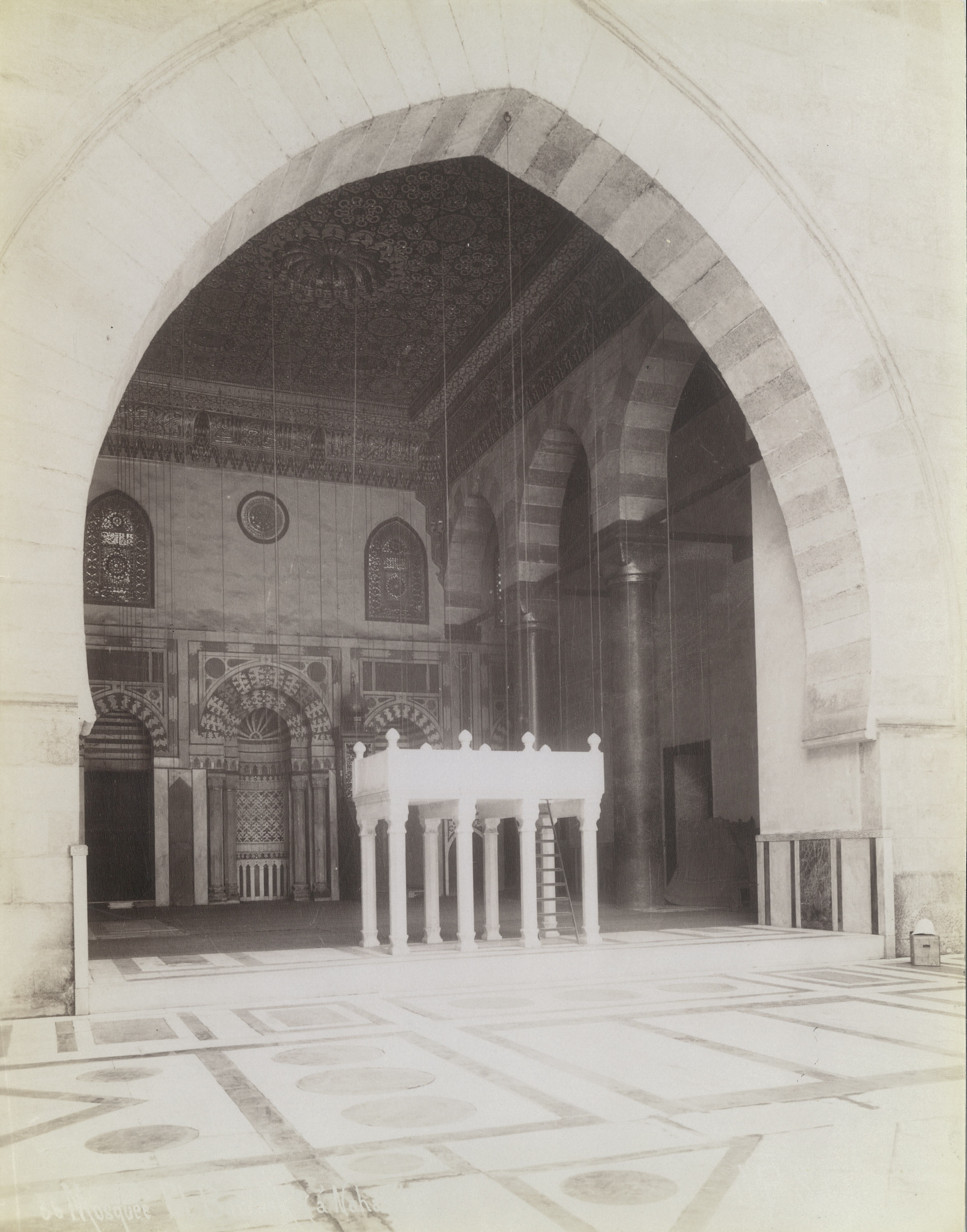
إيوان القبلة وبه دكة المبلغ
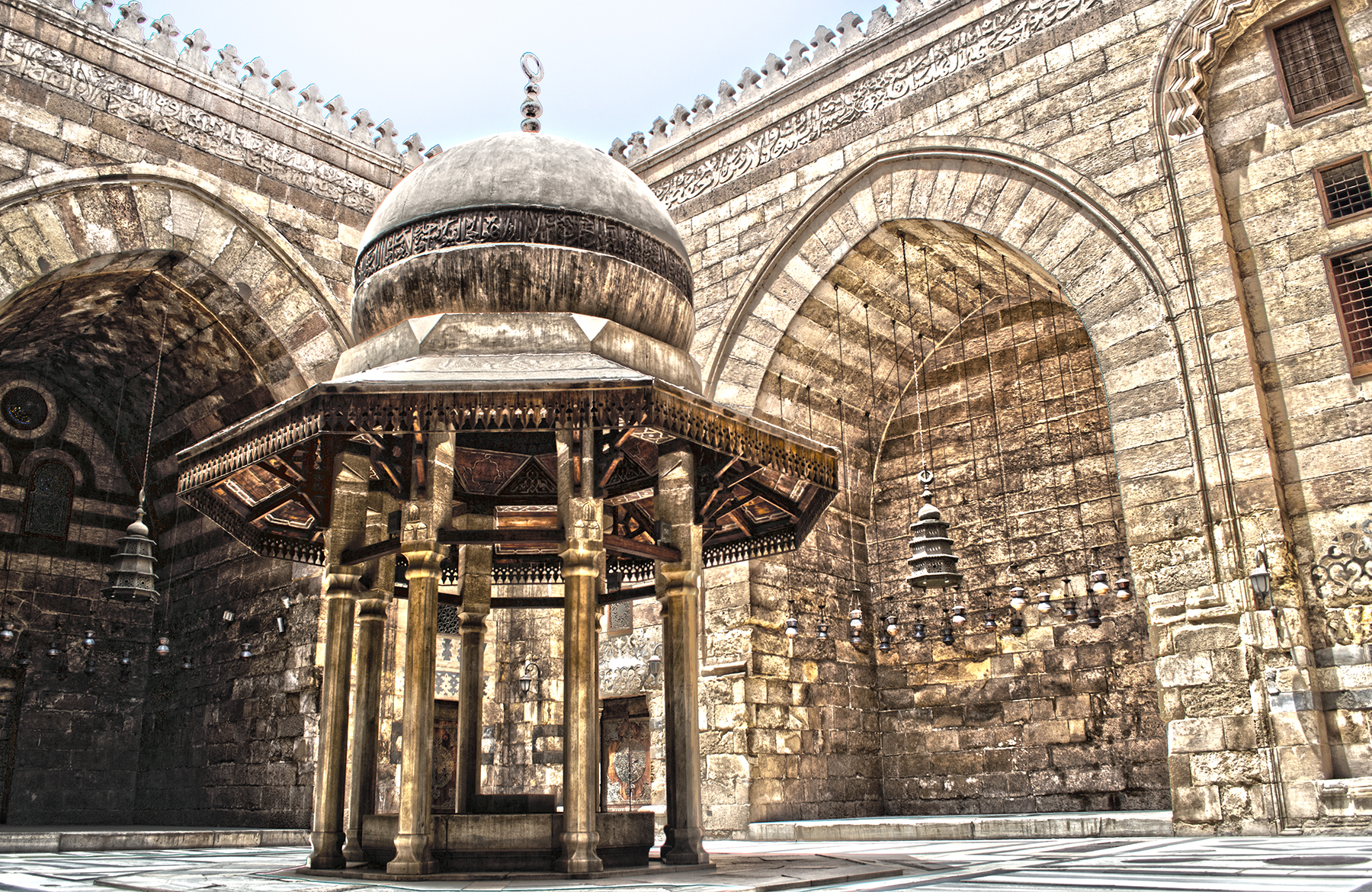
قبة الفسقية وسط الصحن
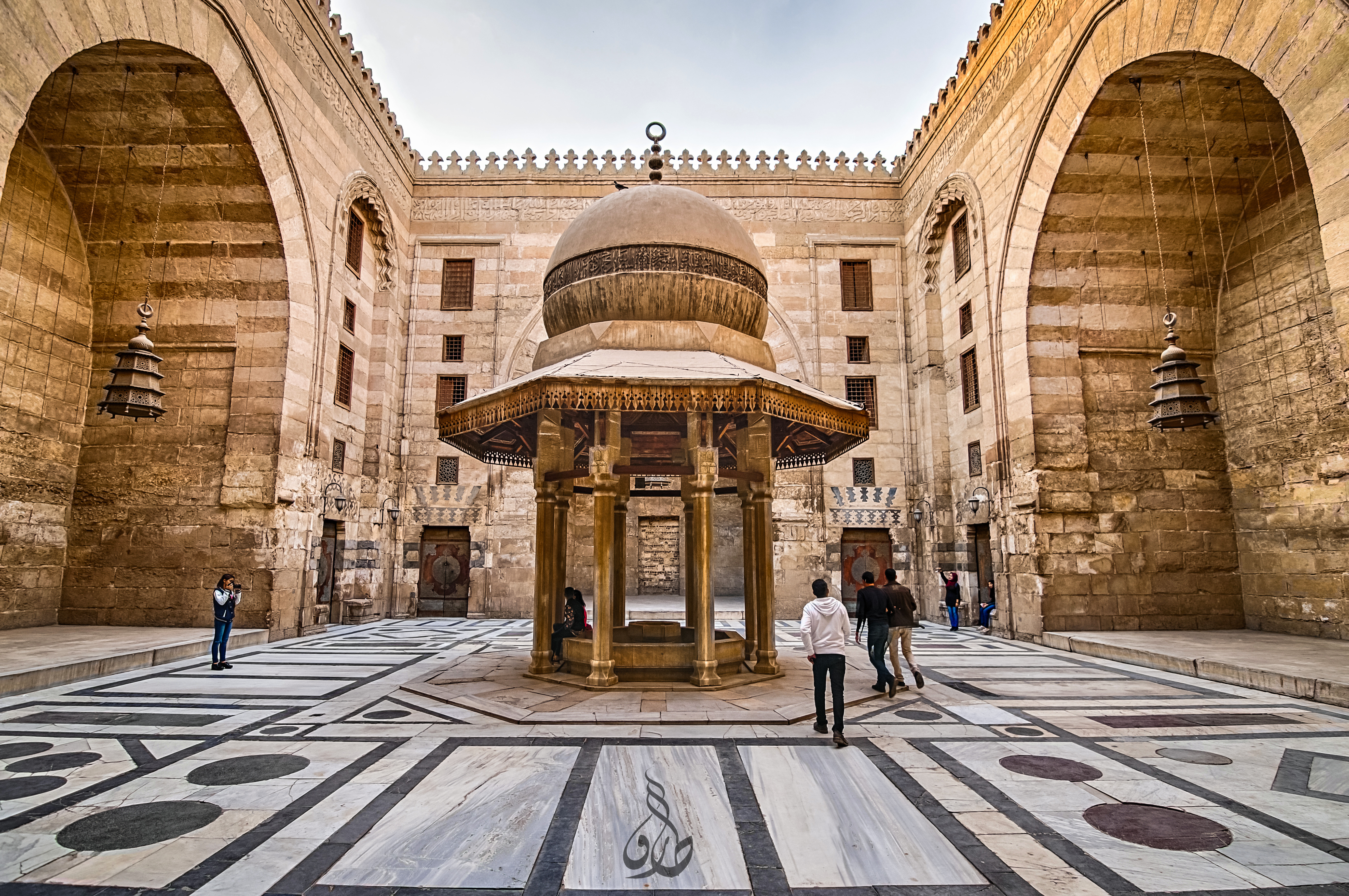
قبة الفسقية وسط الصحن
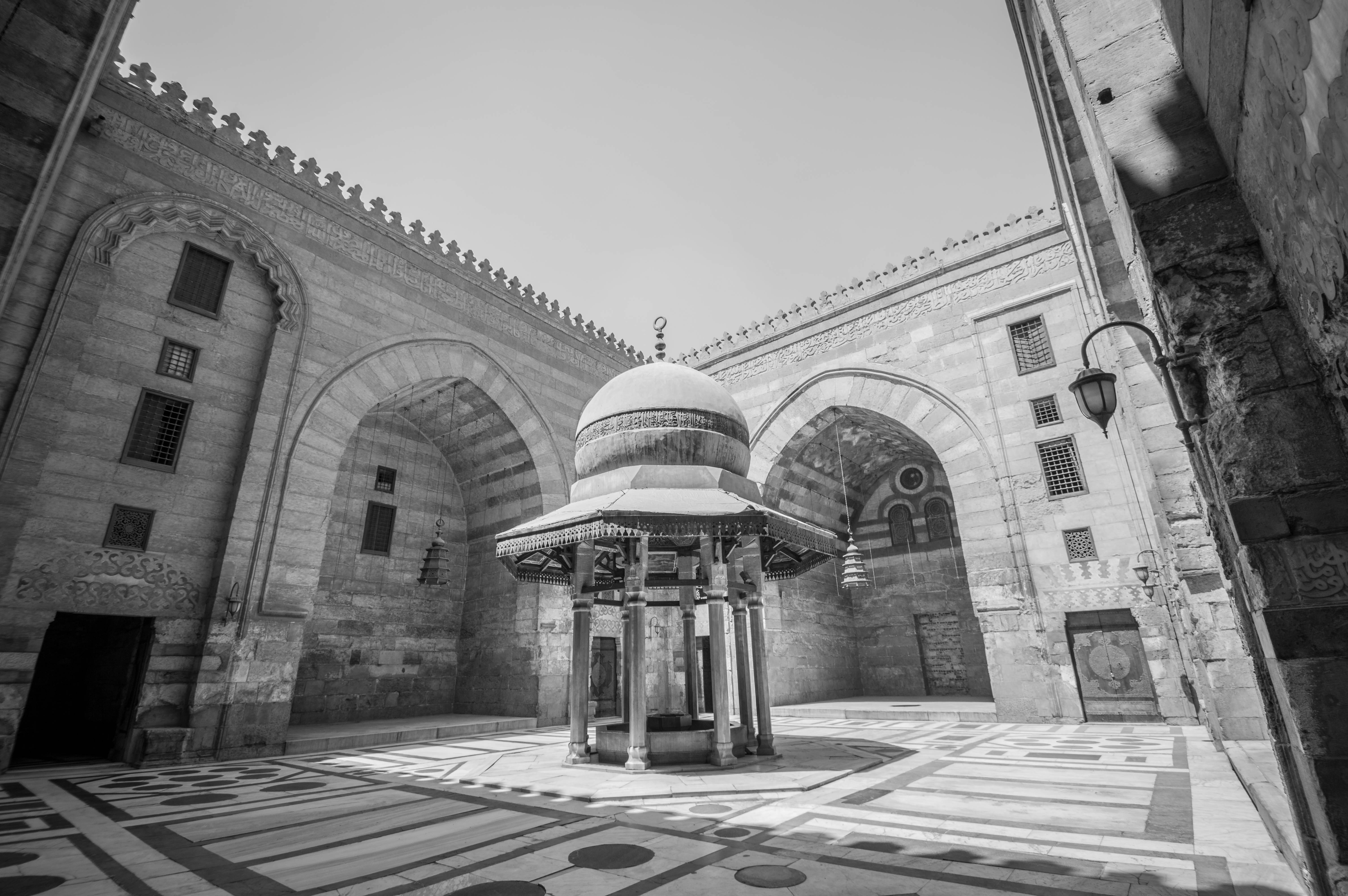
قبة الفسقية وسط الصحن
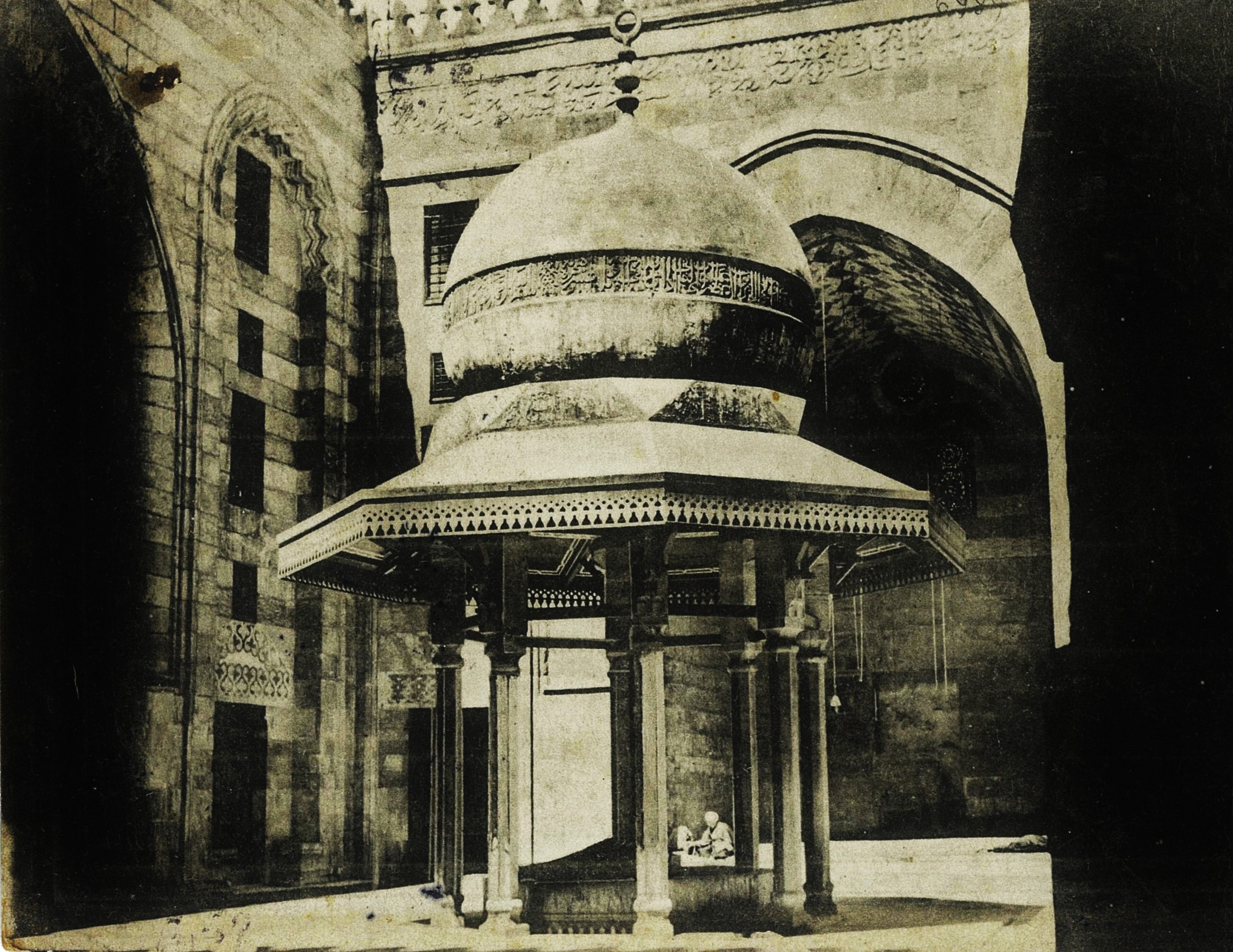
قبة الفسقية وسط الصحن
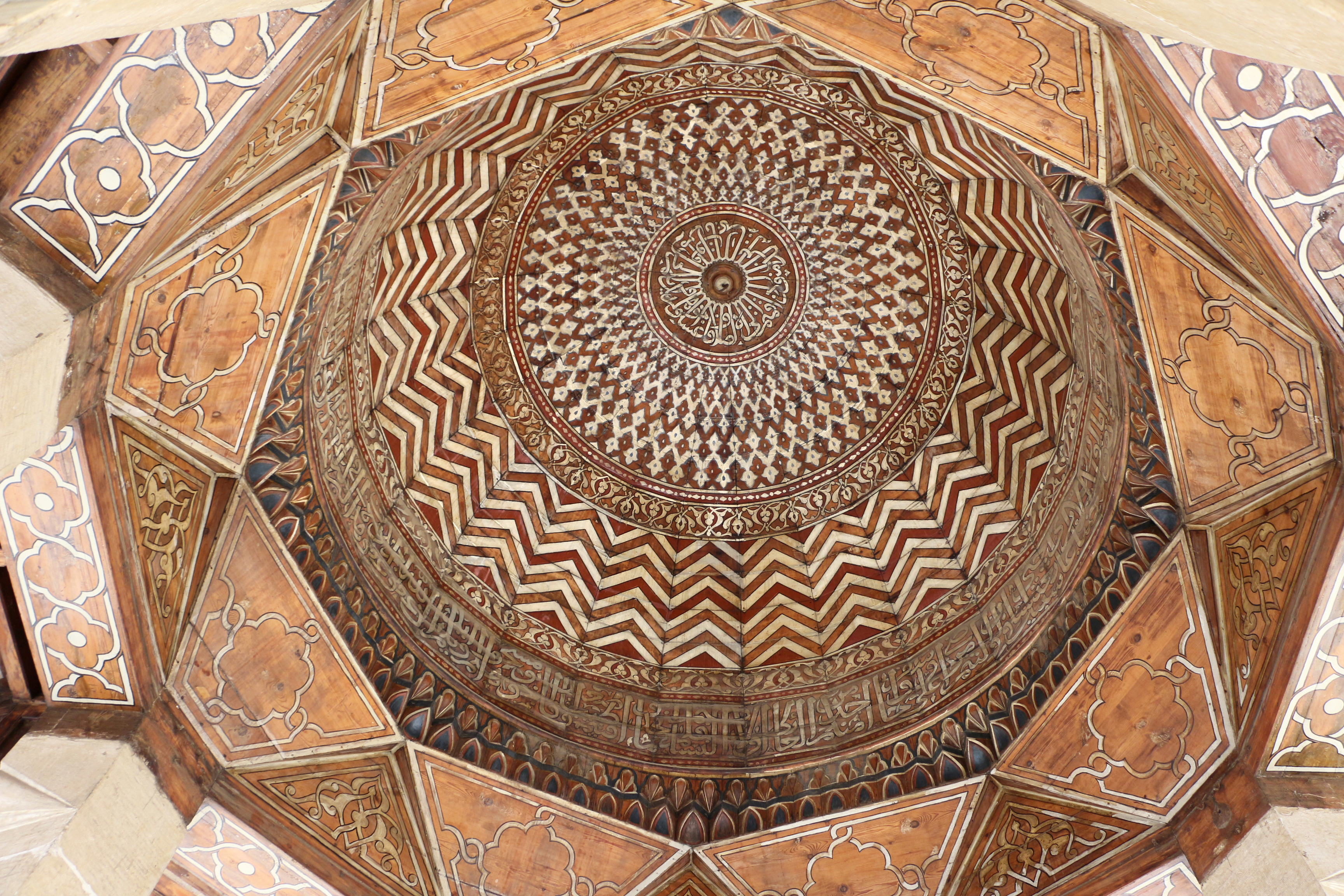
قبة الفسقية من الداخل
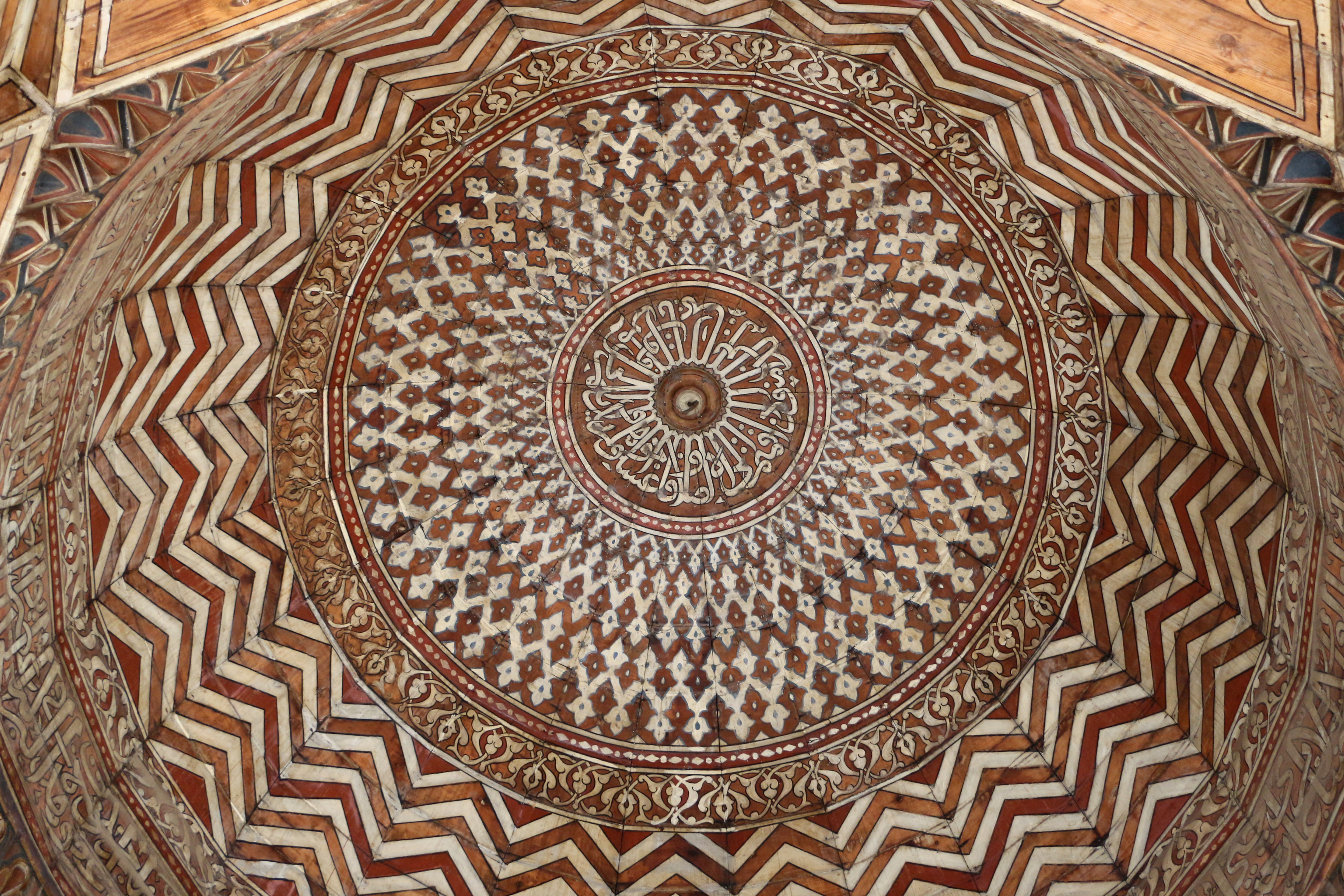
قبة الفسقية من الداخل
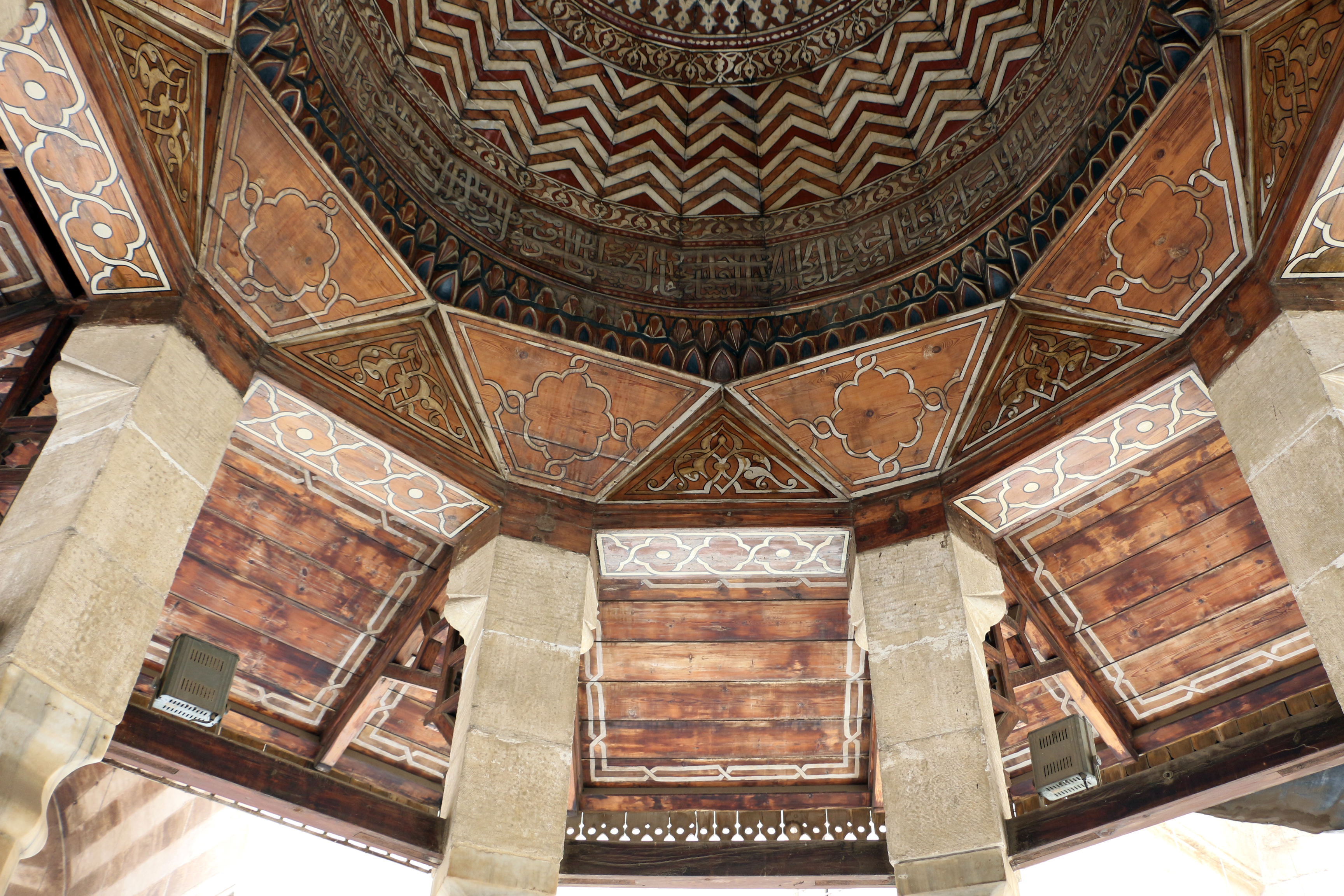
قبة الفسقية من الداخل
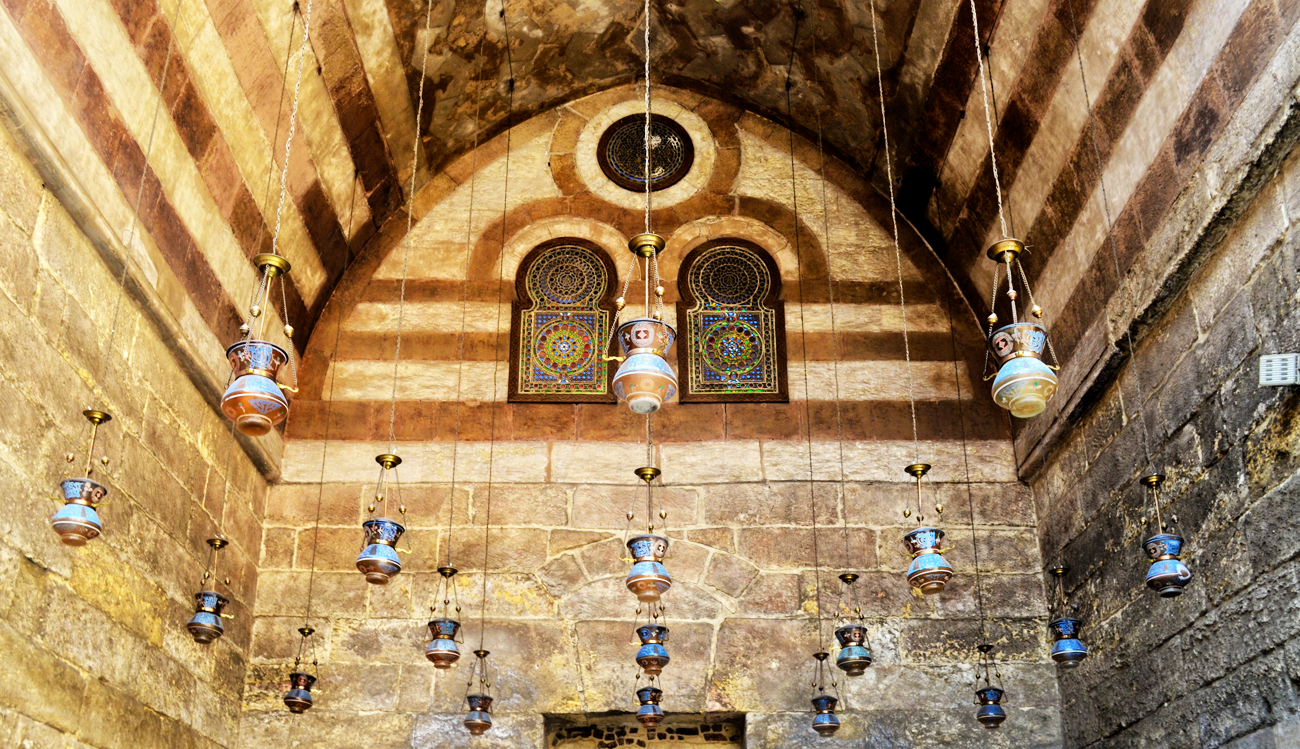
أحد الإيوانات الأربعة
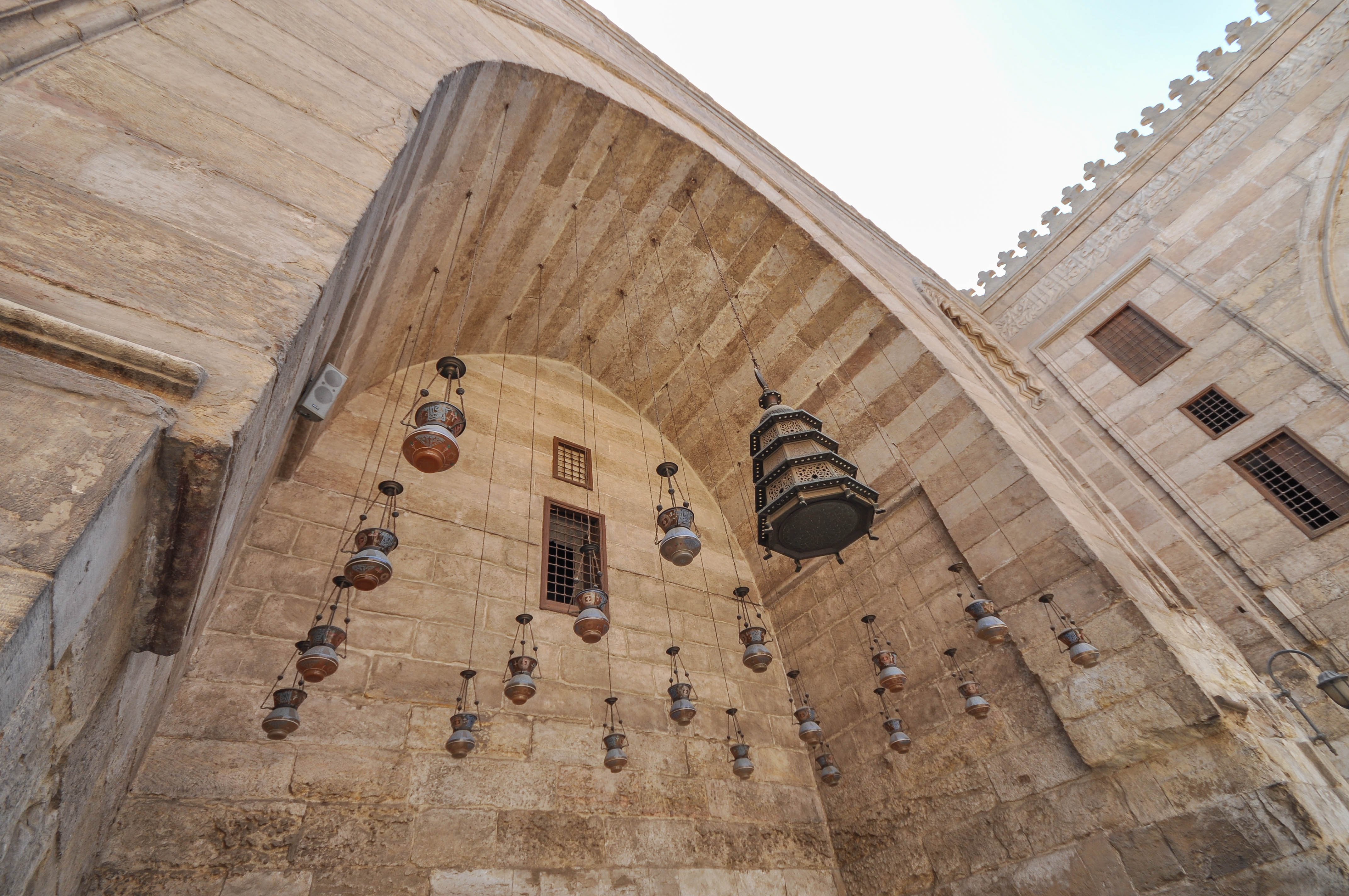
أحد الإيوانات الأربعة
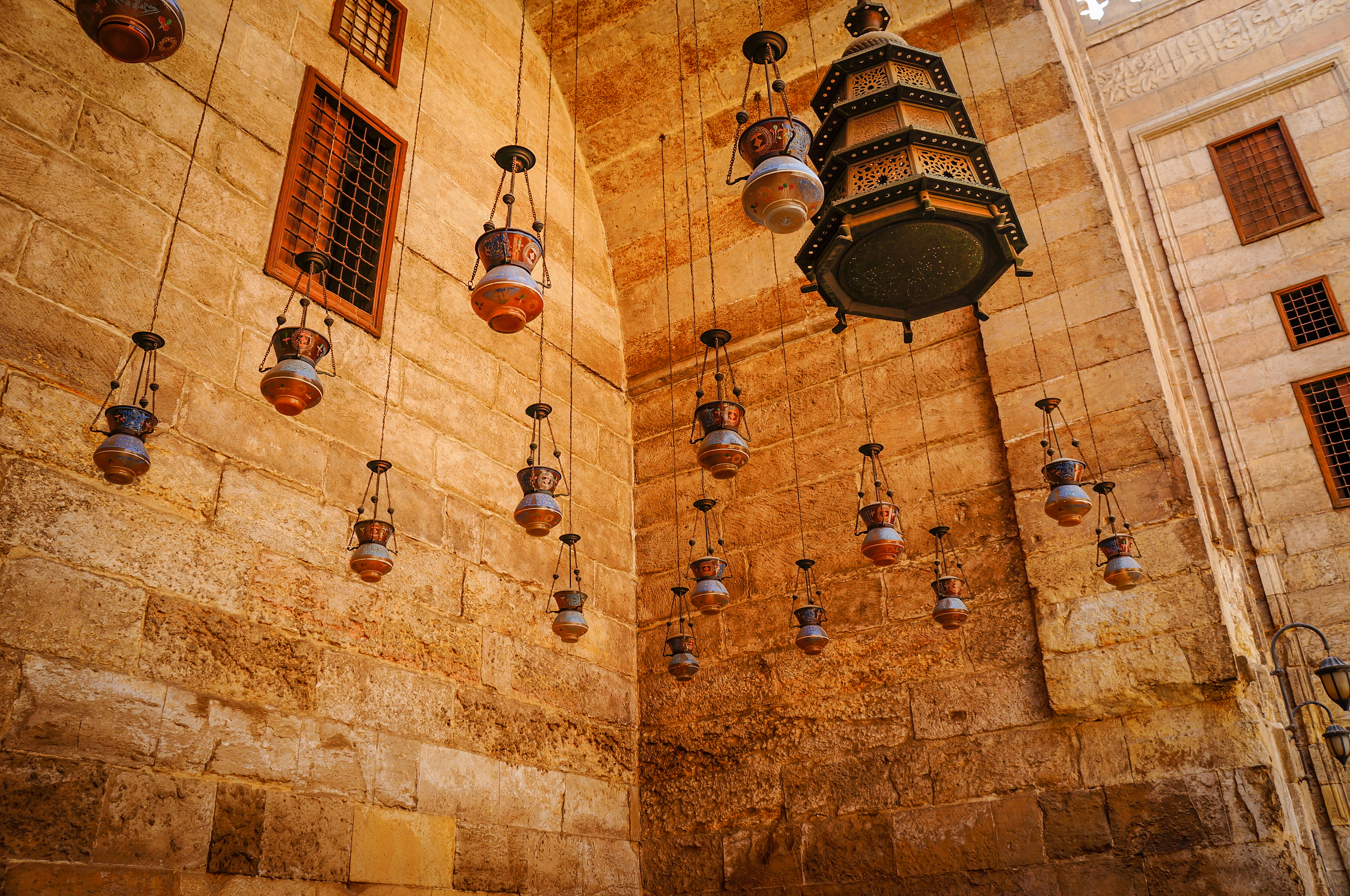
أحد الإيوانات الأربعة
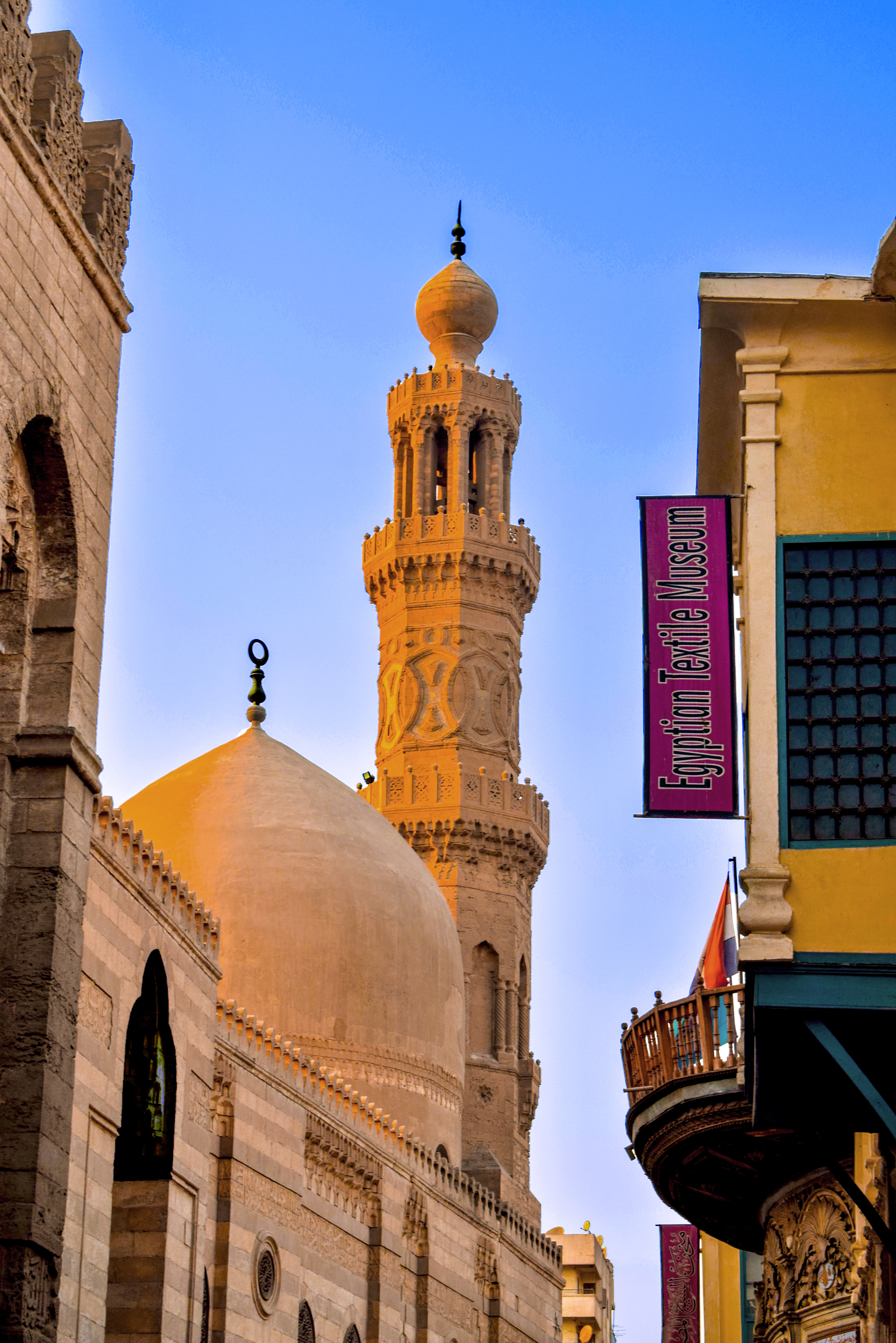
المنارة والقبة
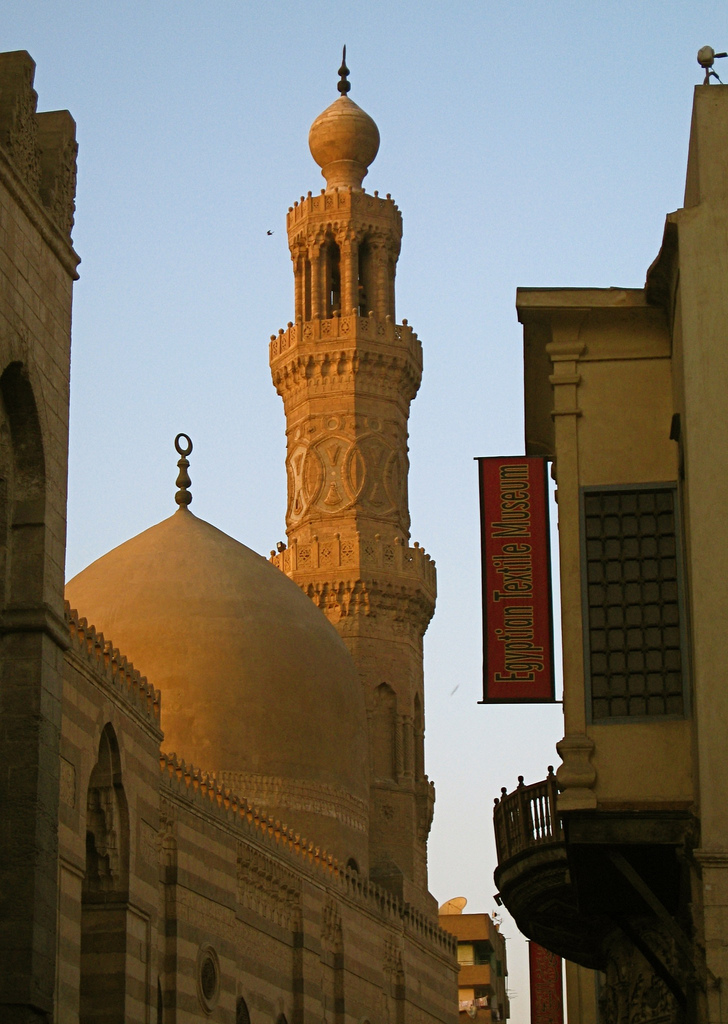
المنارة والقبة
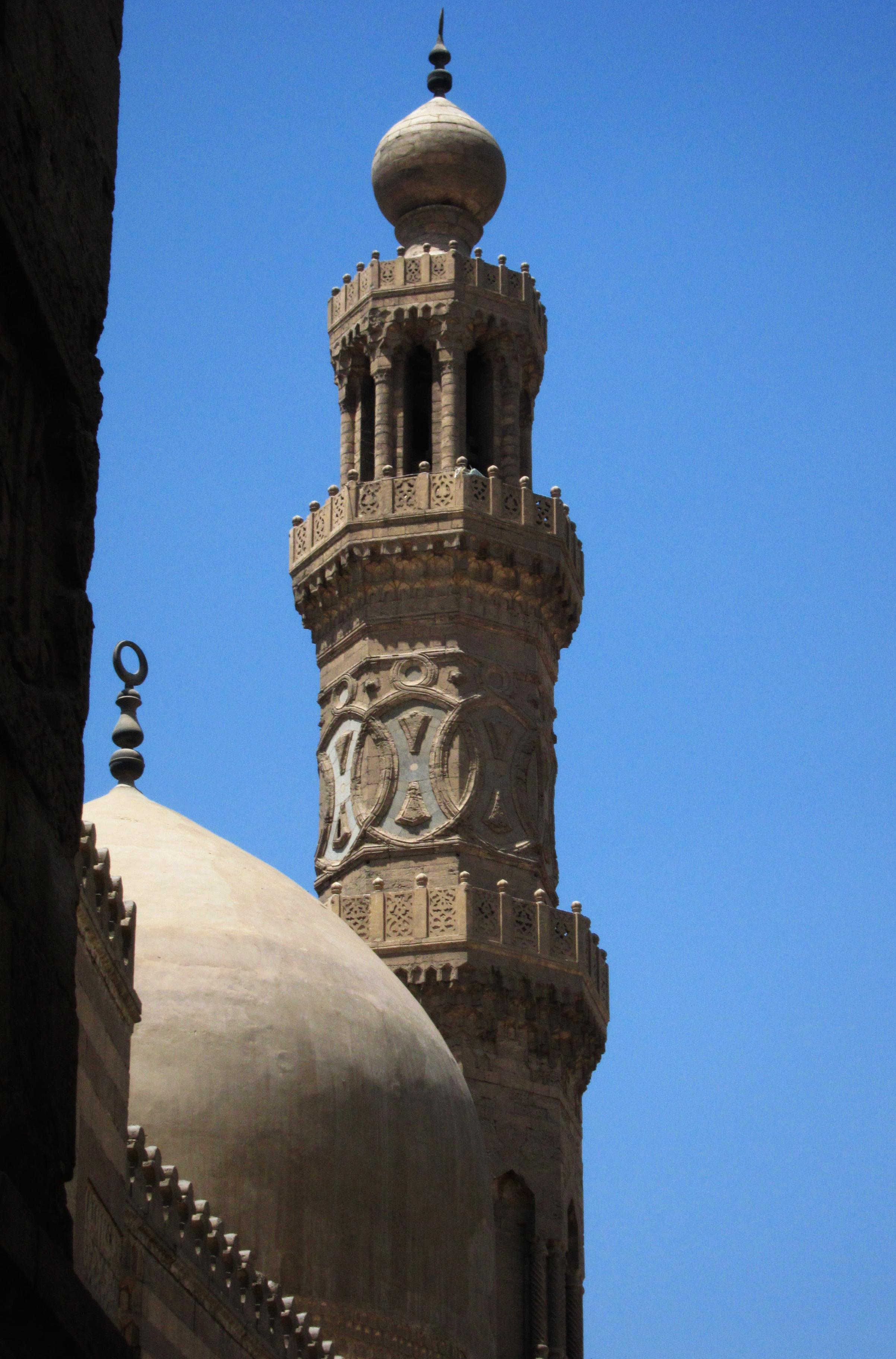
المنارة والقبة
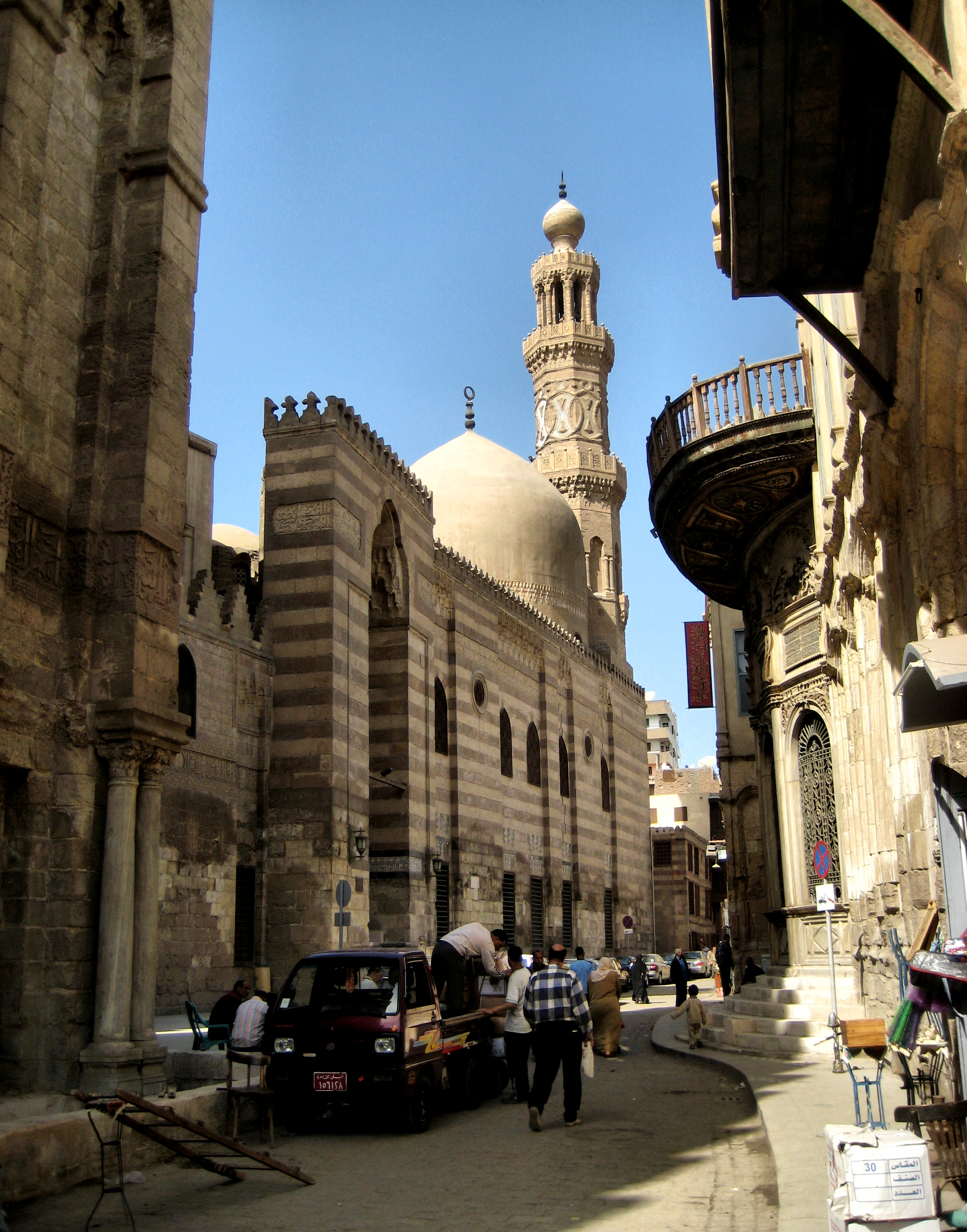
واجهة المجموعة من شارع المعز
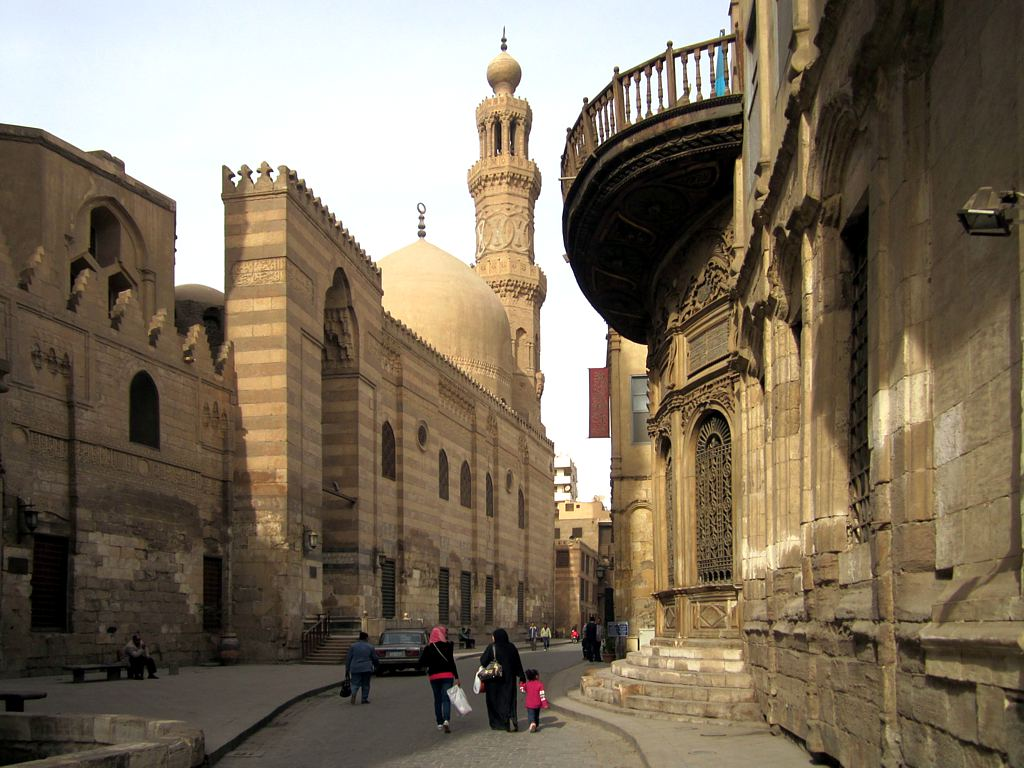
واجهة المجموعة من شارع المعز
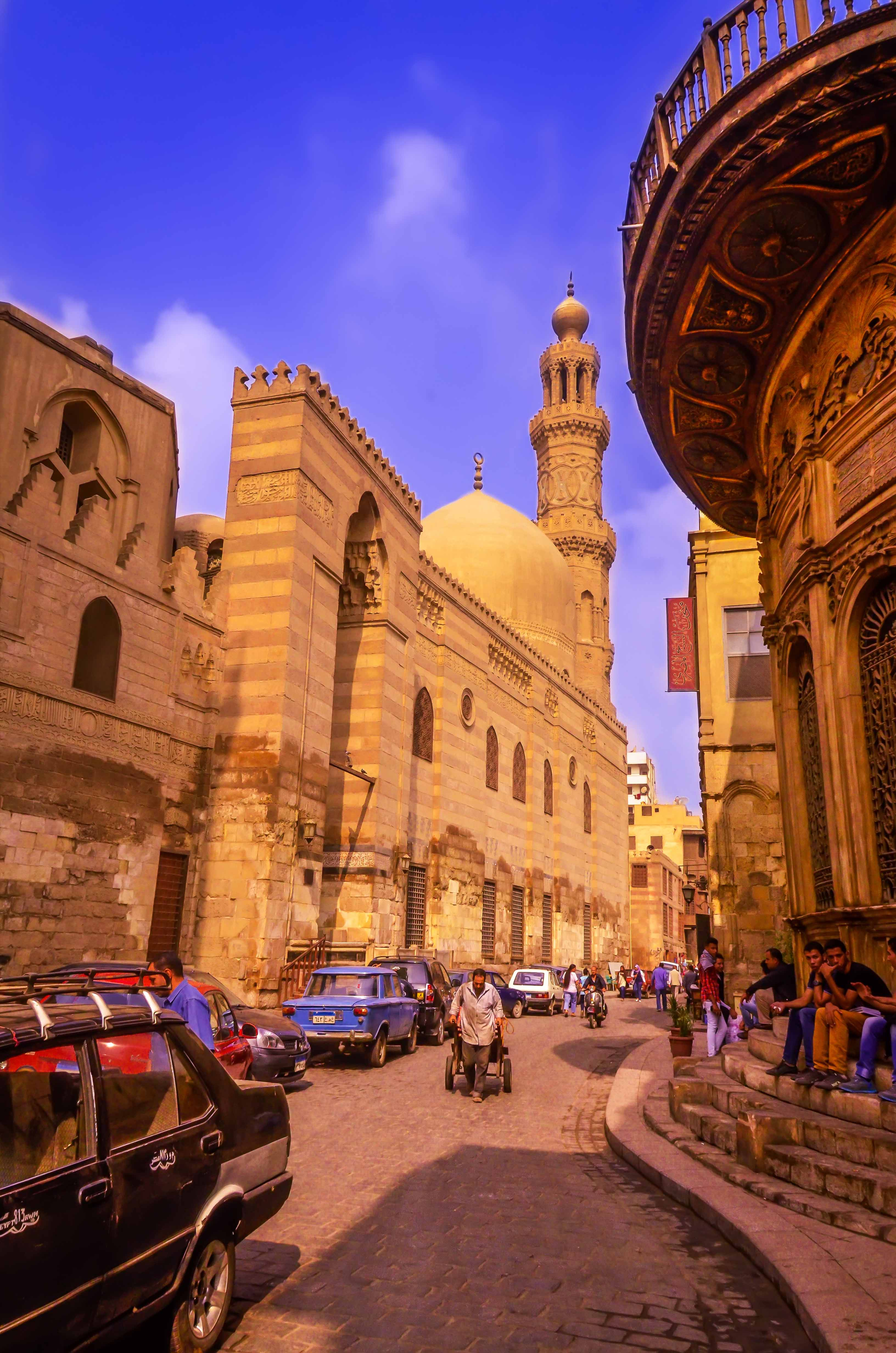
واجهة المجموعة من شارع المعز
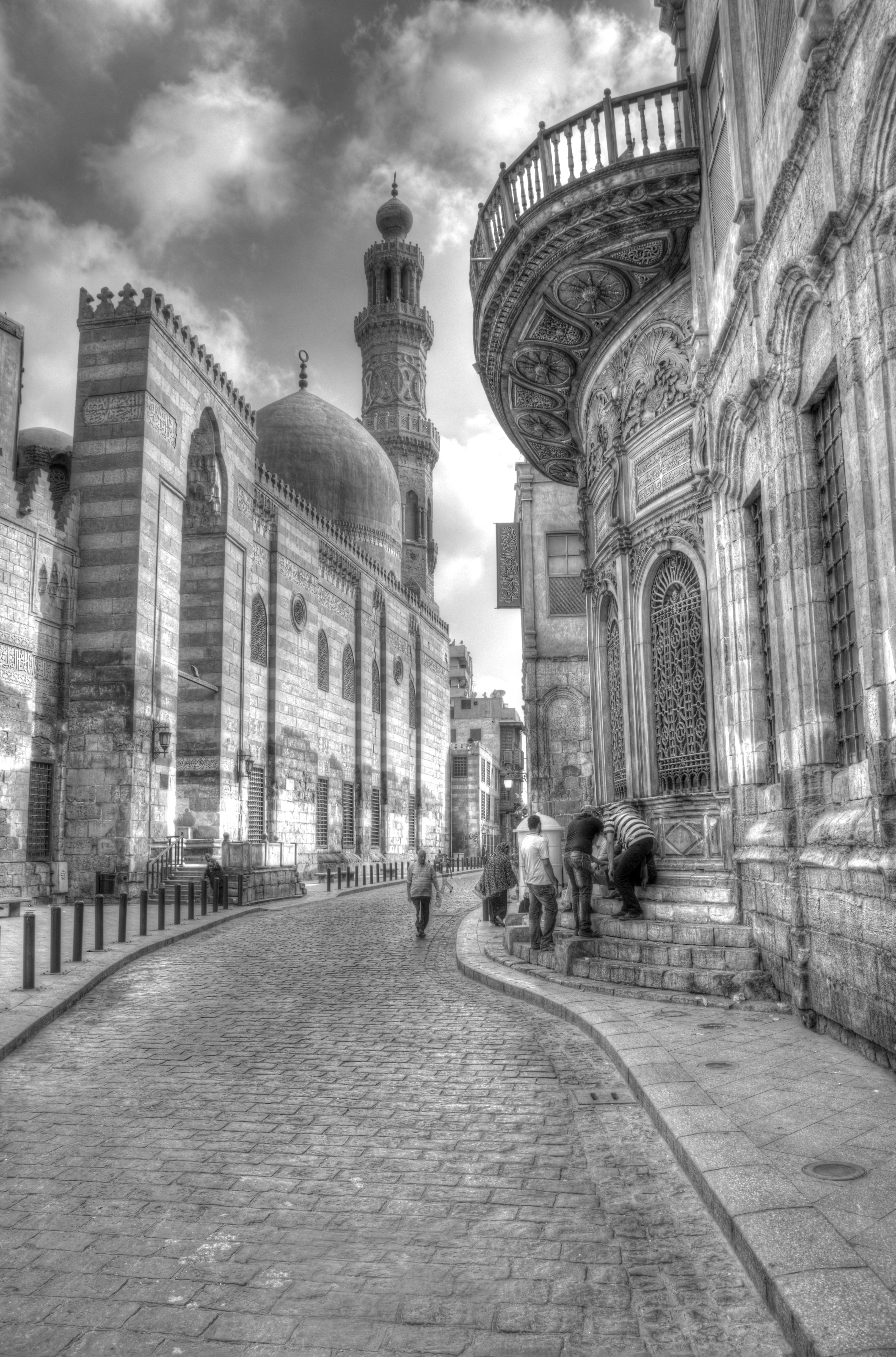
واجهة المجموعة من شارع المعز
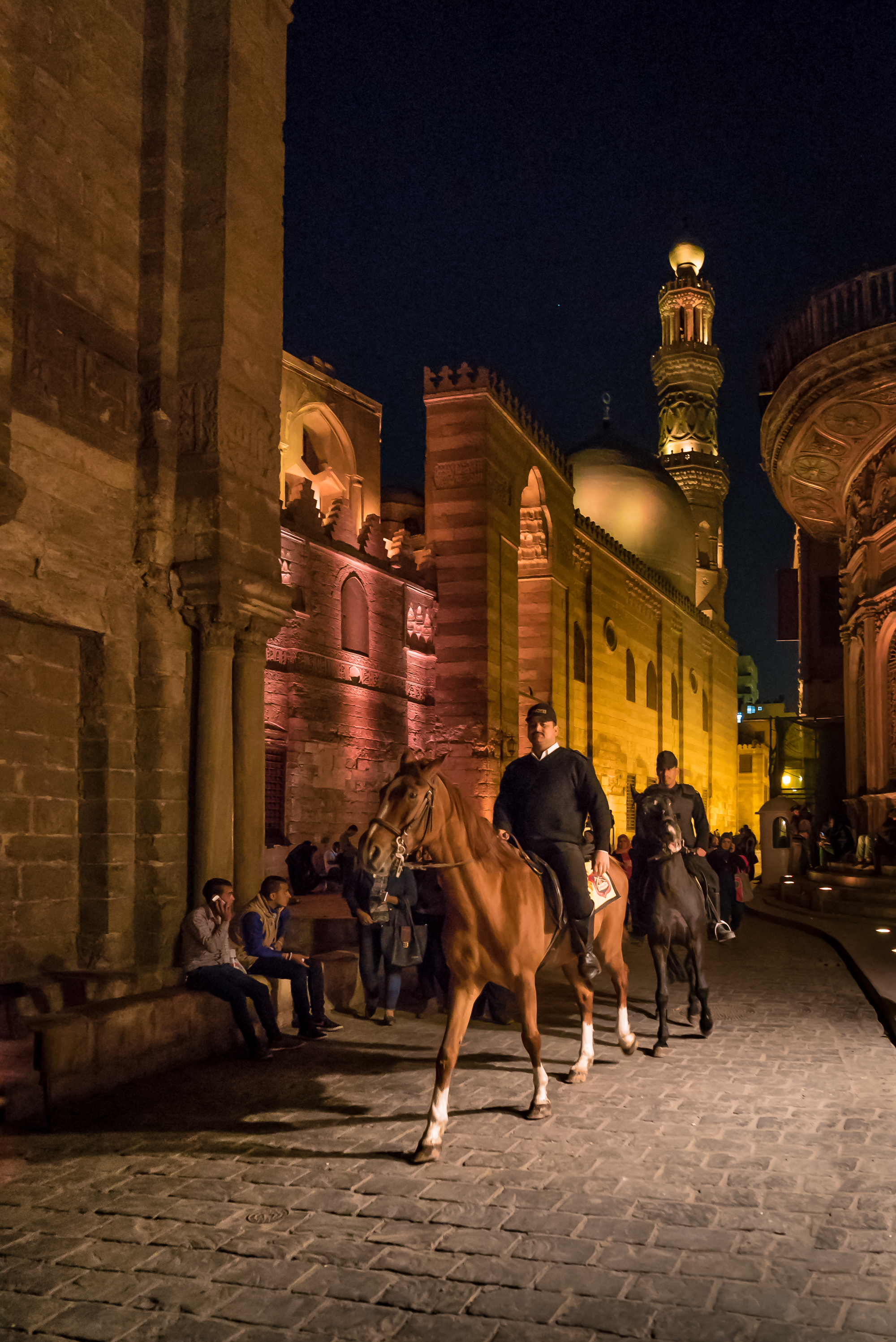
واجهة المجموعة من شارع المعز
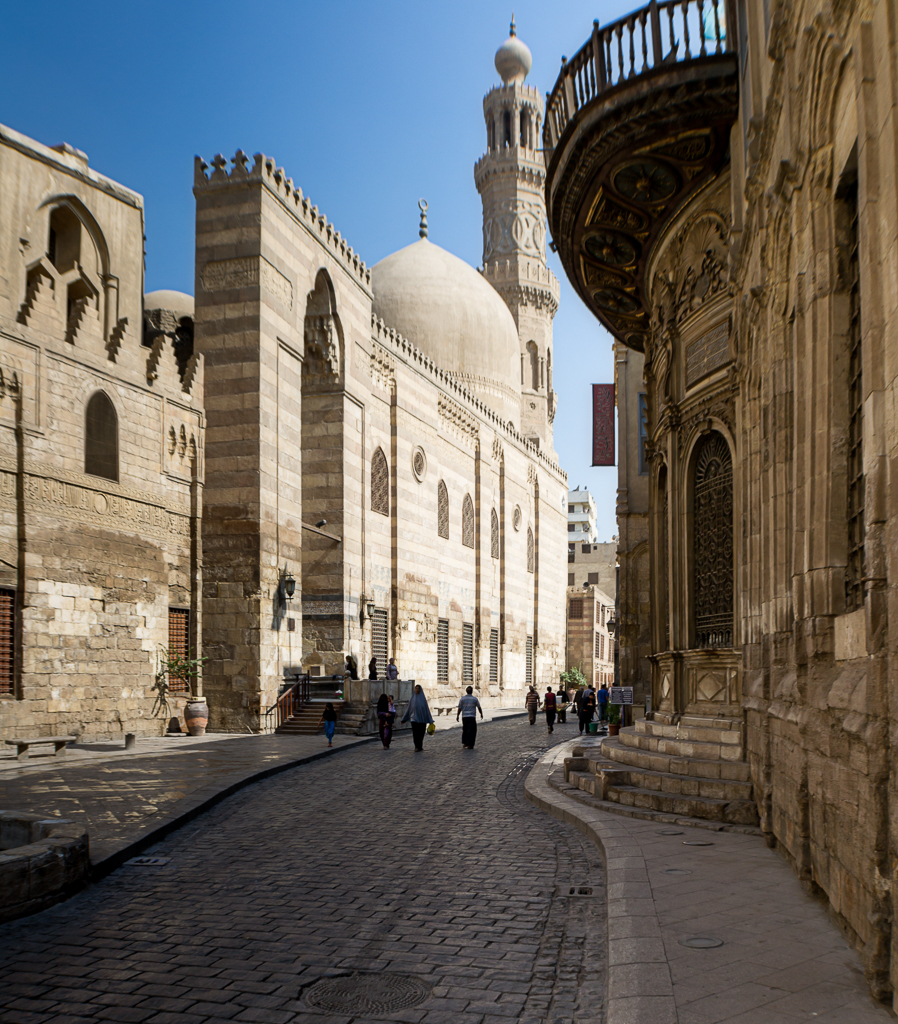
واجهة المجموعة من شارع المعز
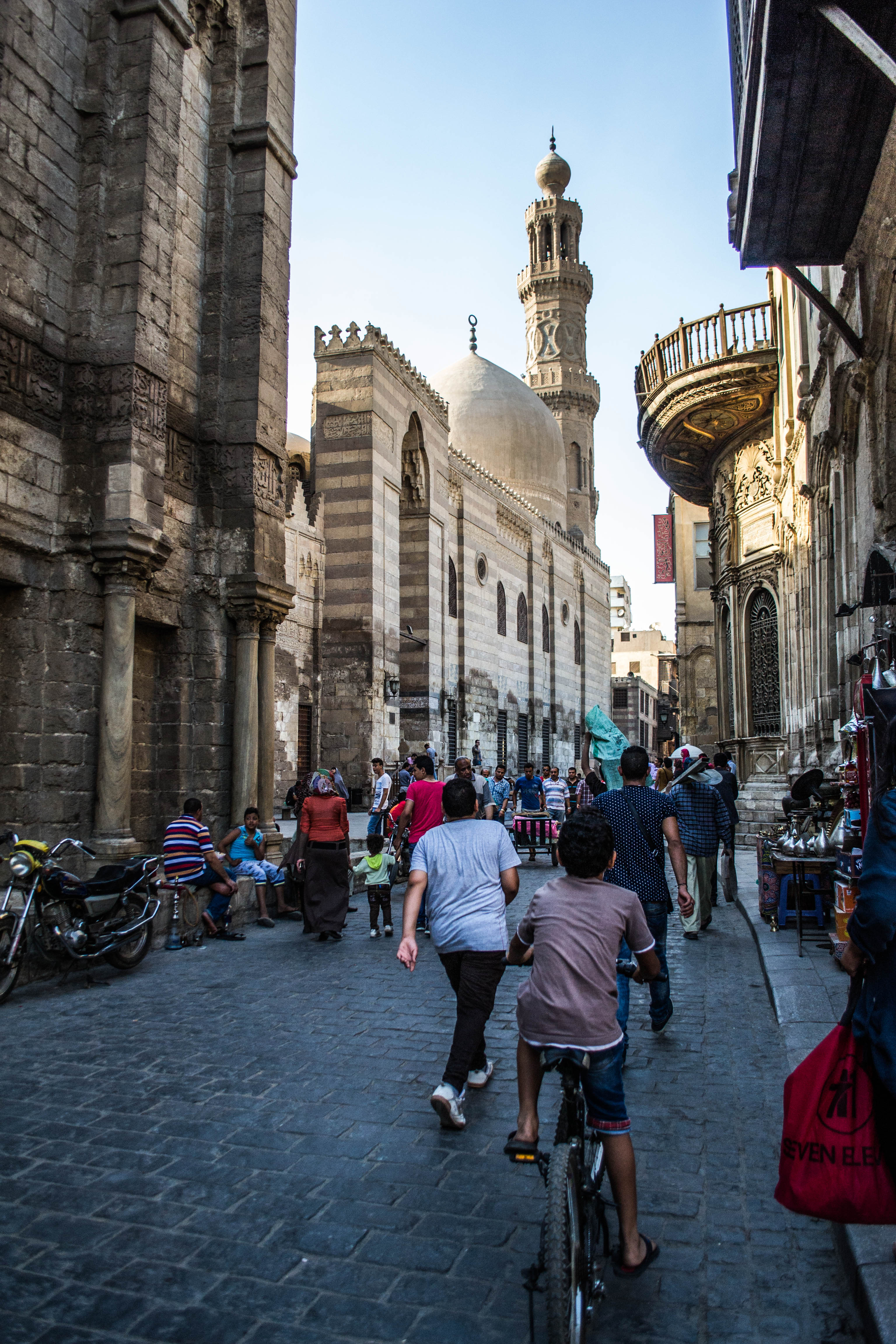
واجهة المجموعة من شارع المعز
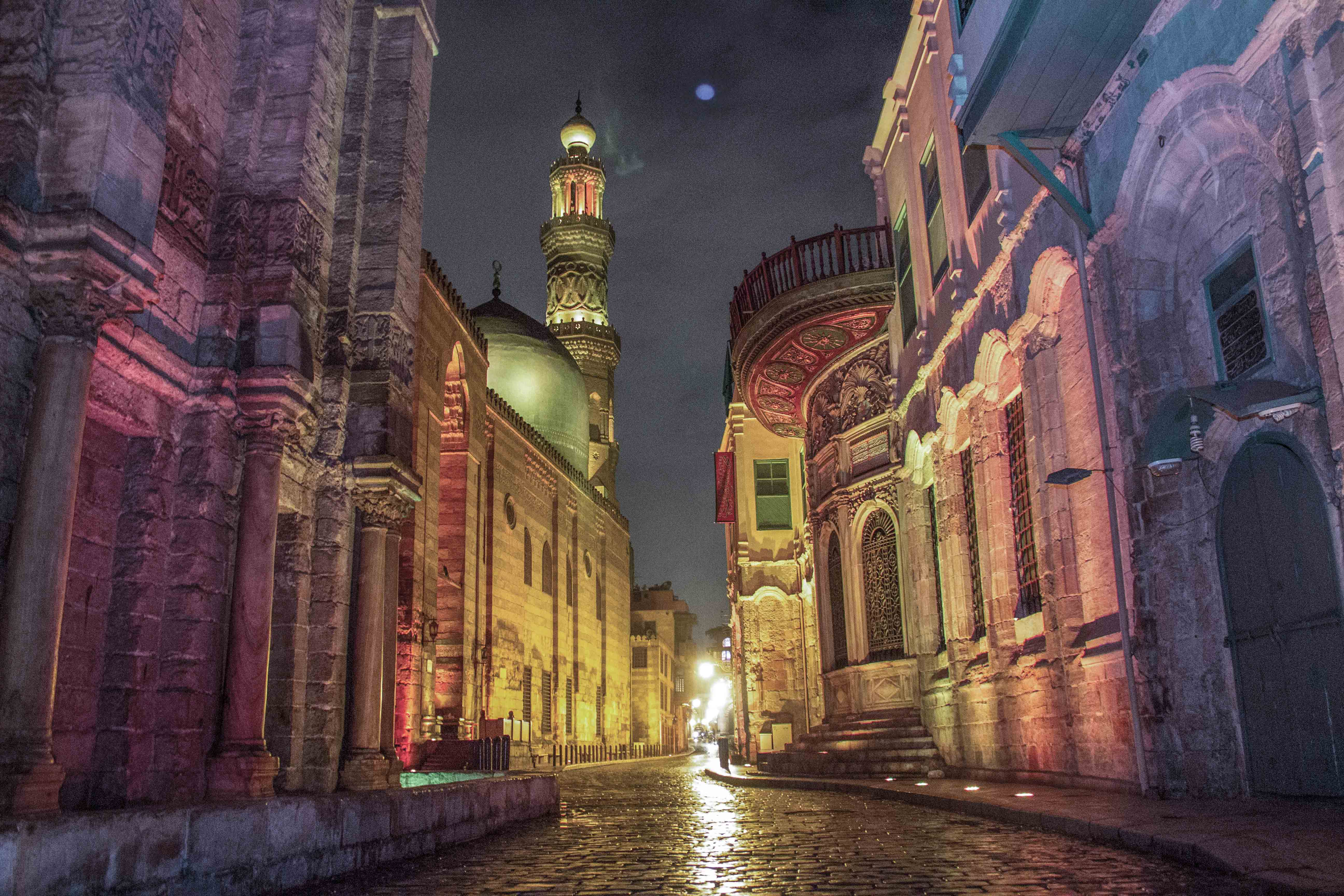
واجهة المجموعة من شارع المعز
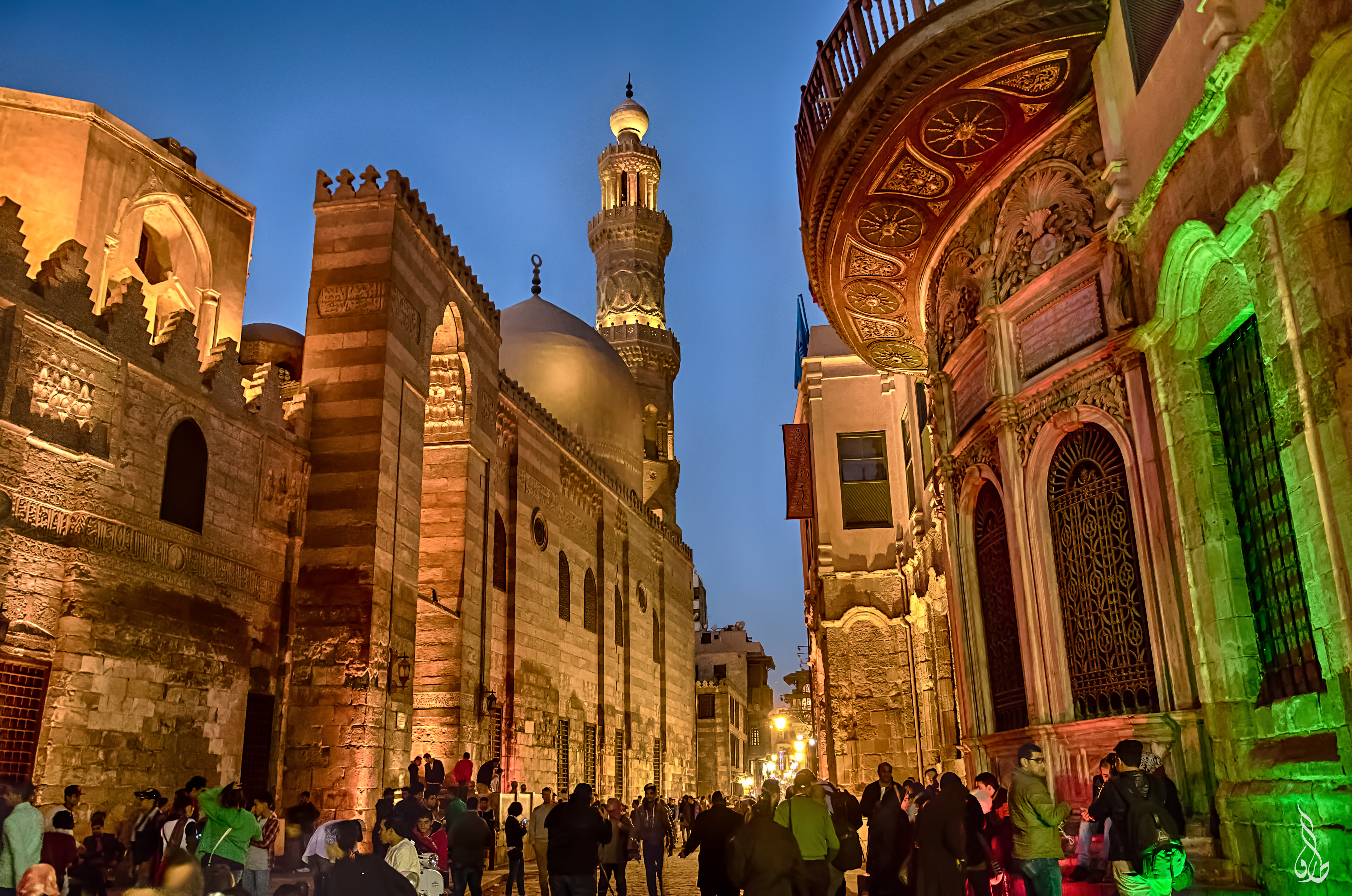
واجهة المجموعة من شارع المعز
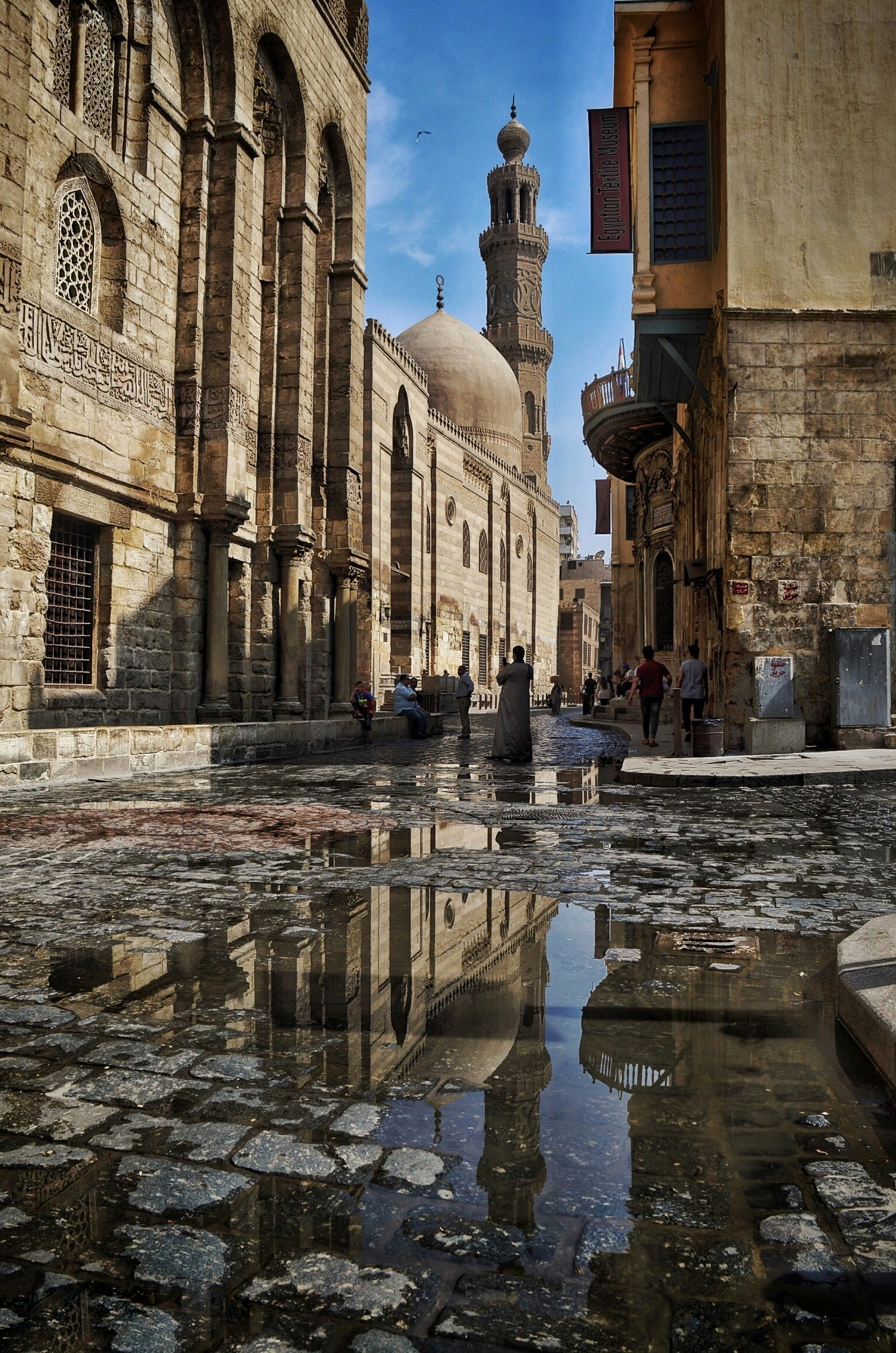
واجهة المجموعة من شارع المعز
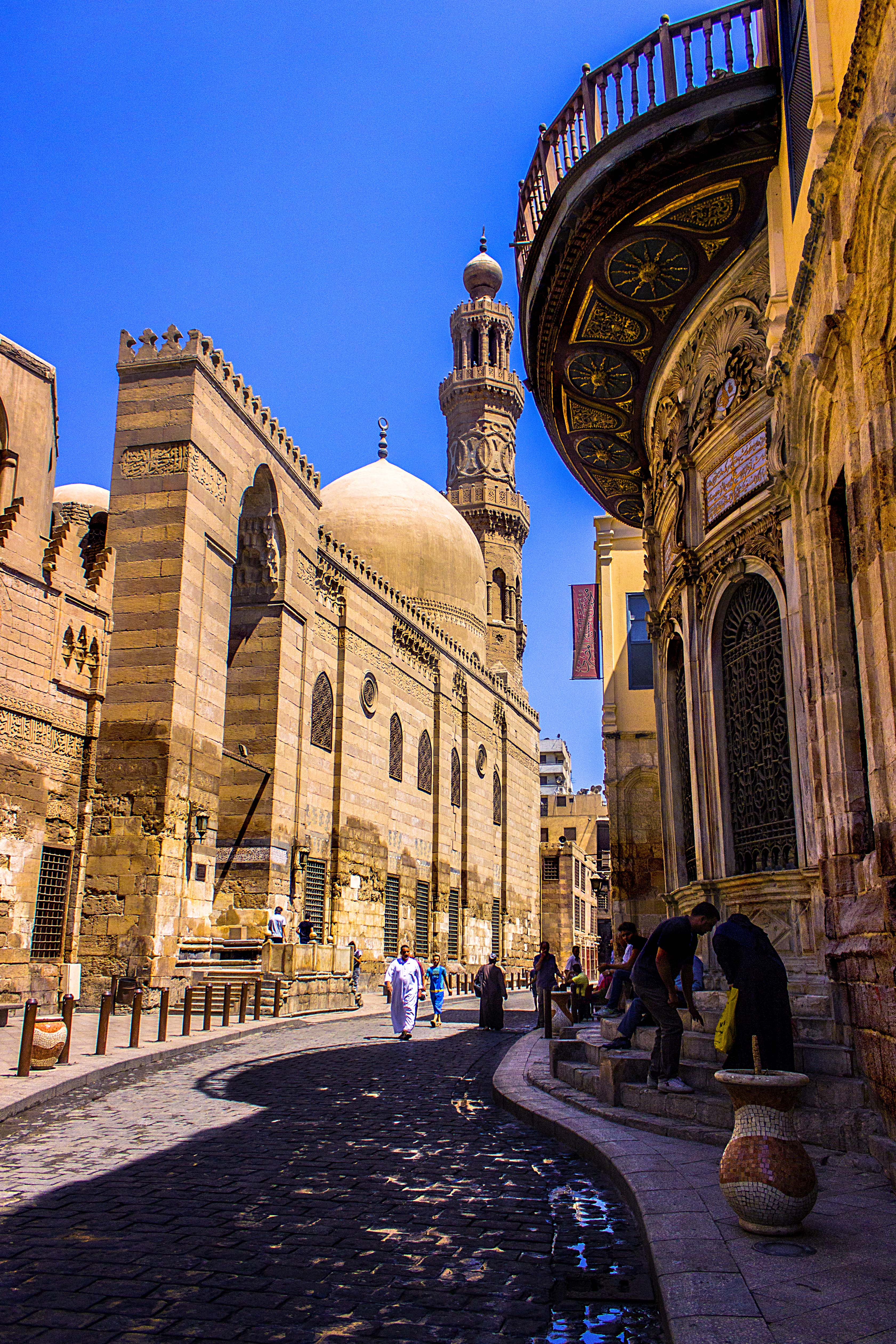
واجهة المجموعة من شارع المعز
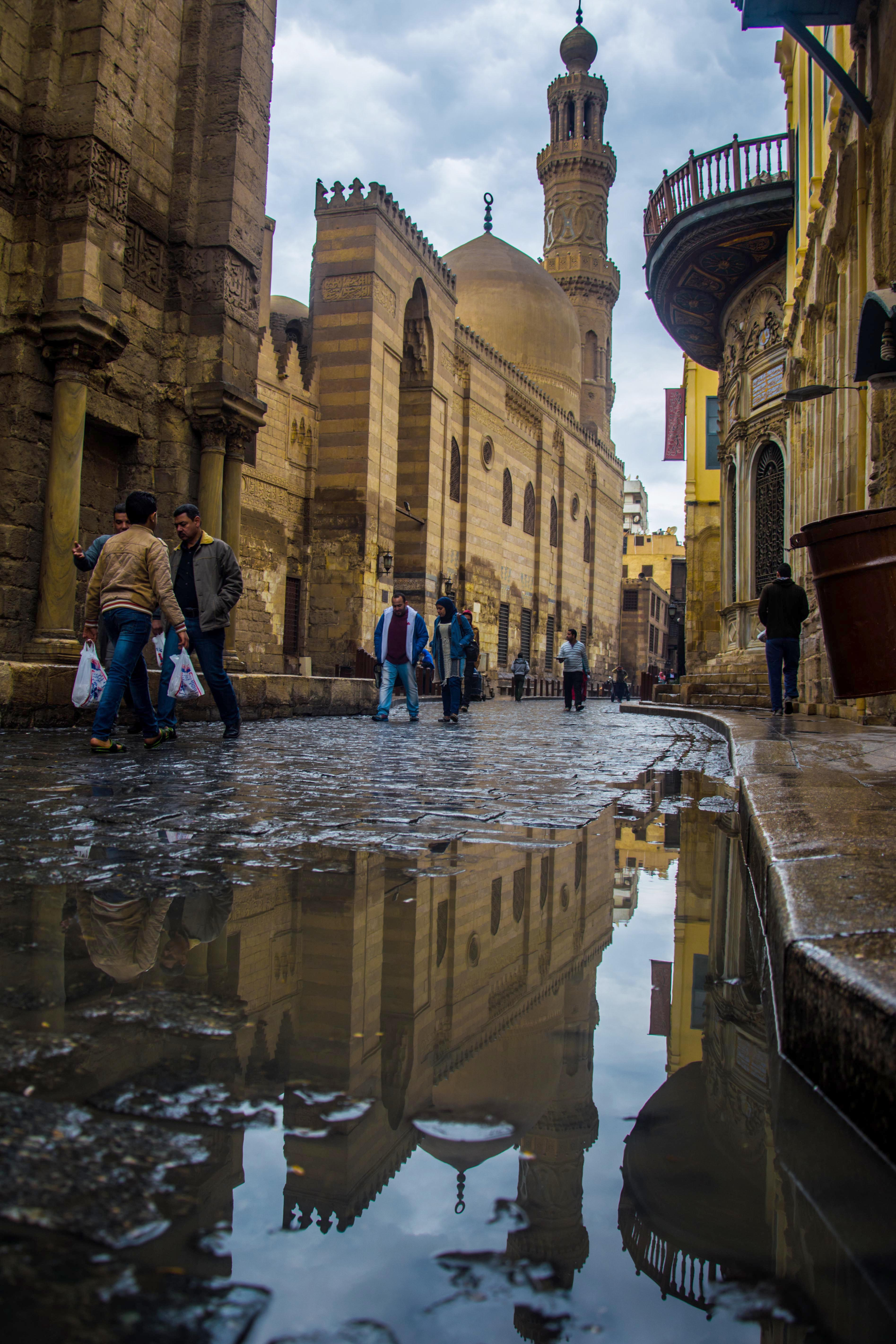
واجهة المجموعة من شارع المعز
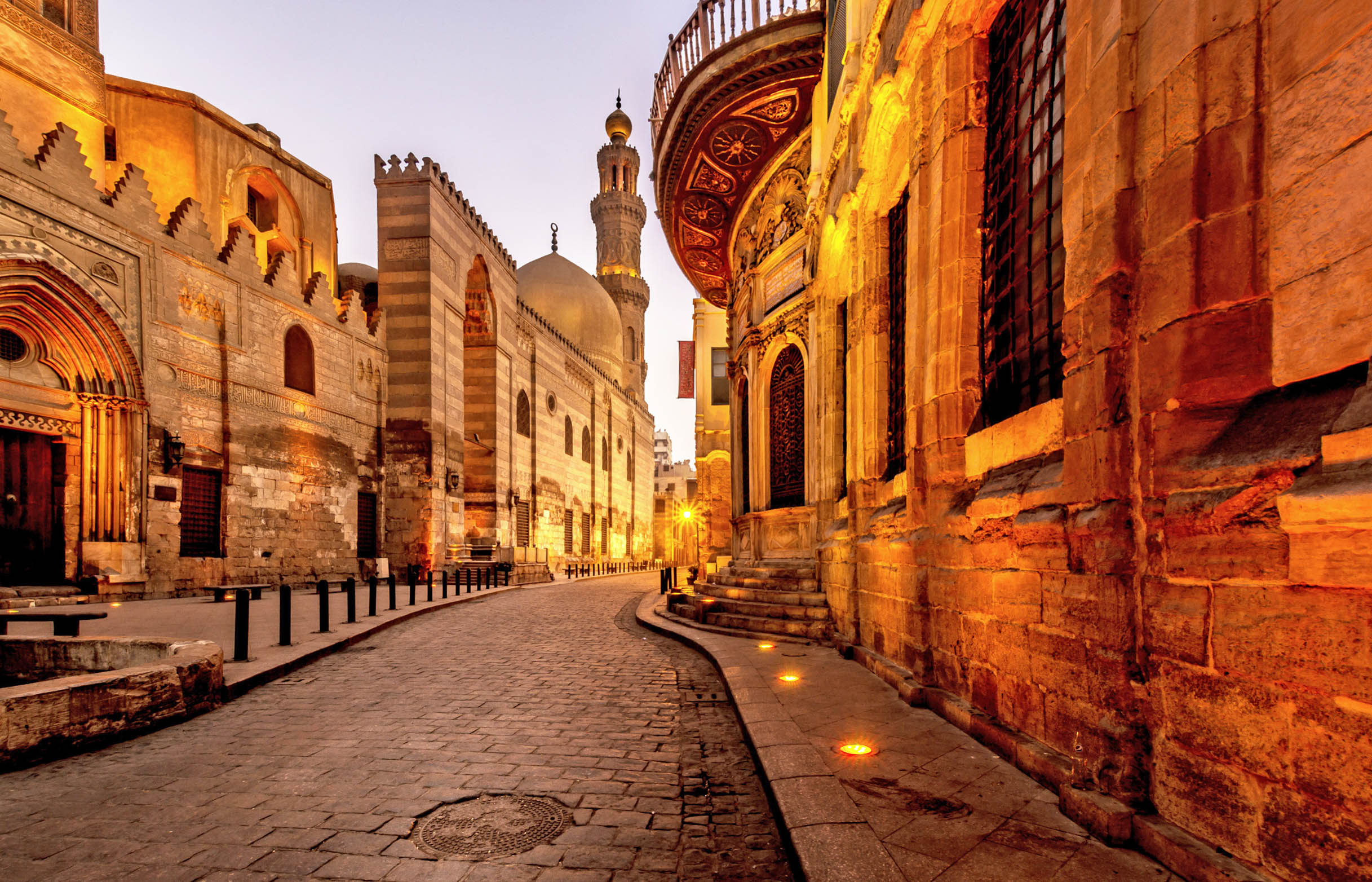
واجهة المجموعة من شارع المعز
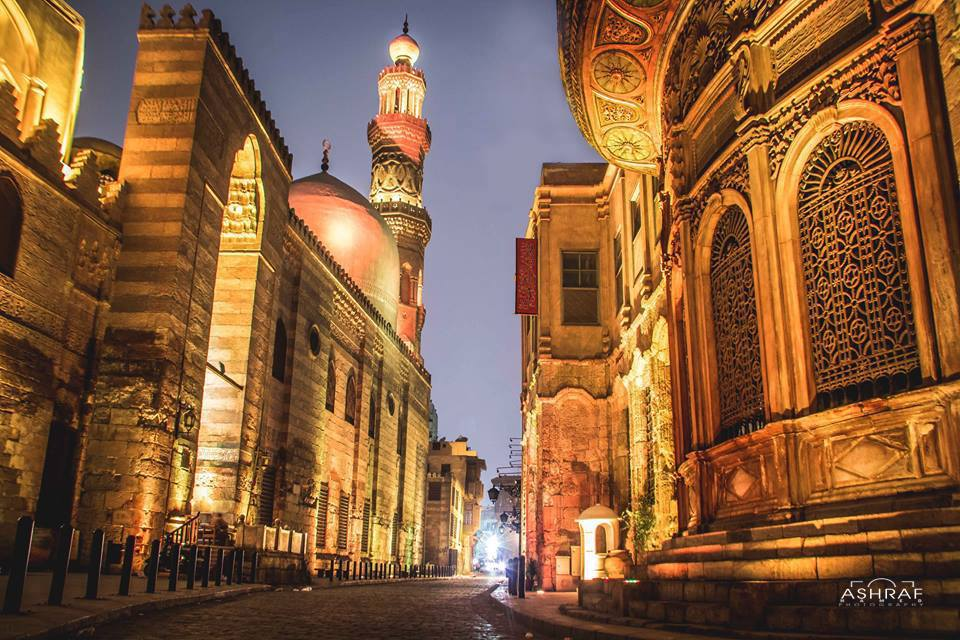
واجهة المجموعة من شارع المعز
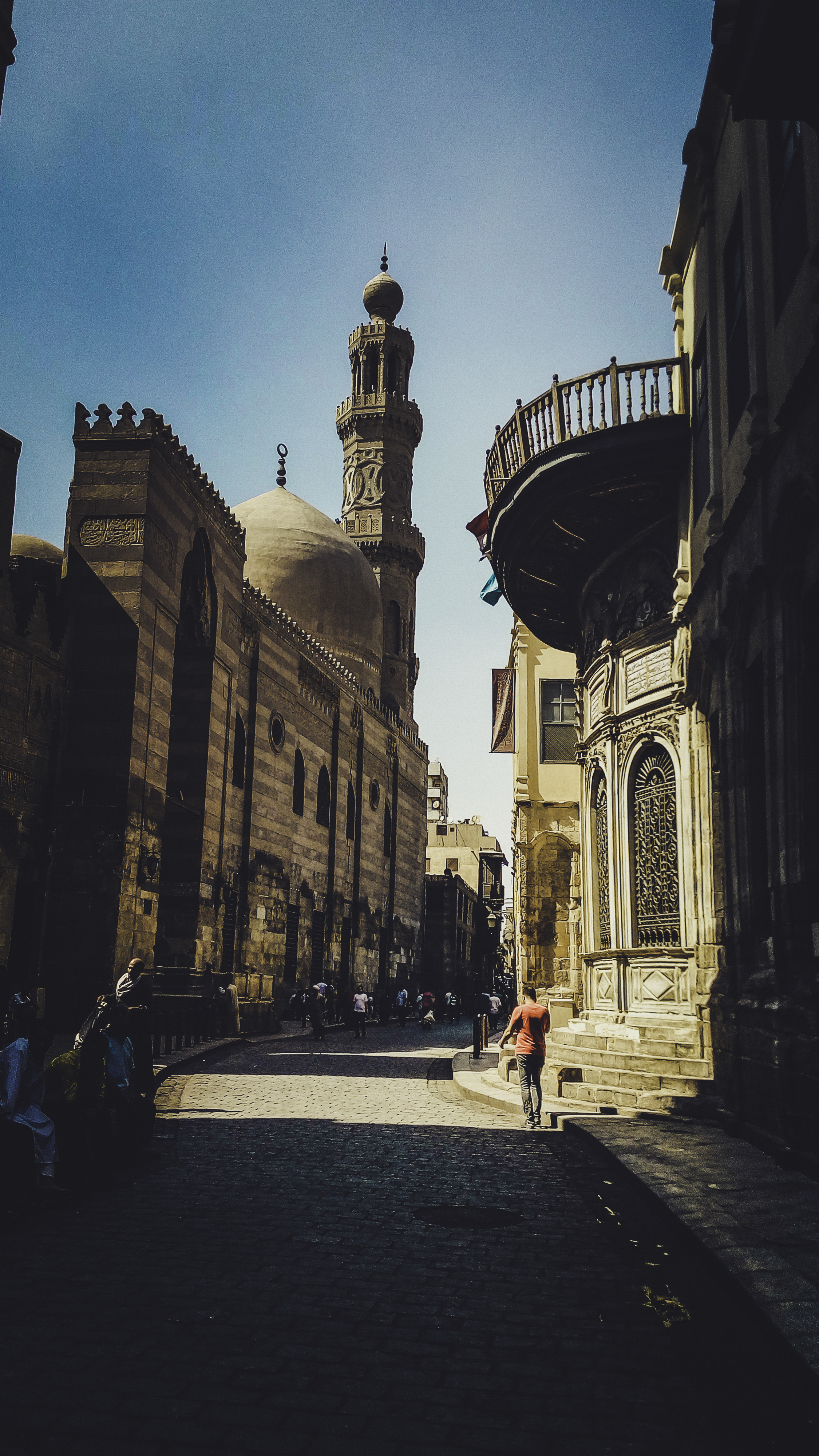
واجهة المجموعة من شارع المعز
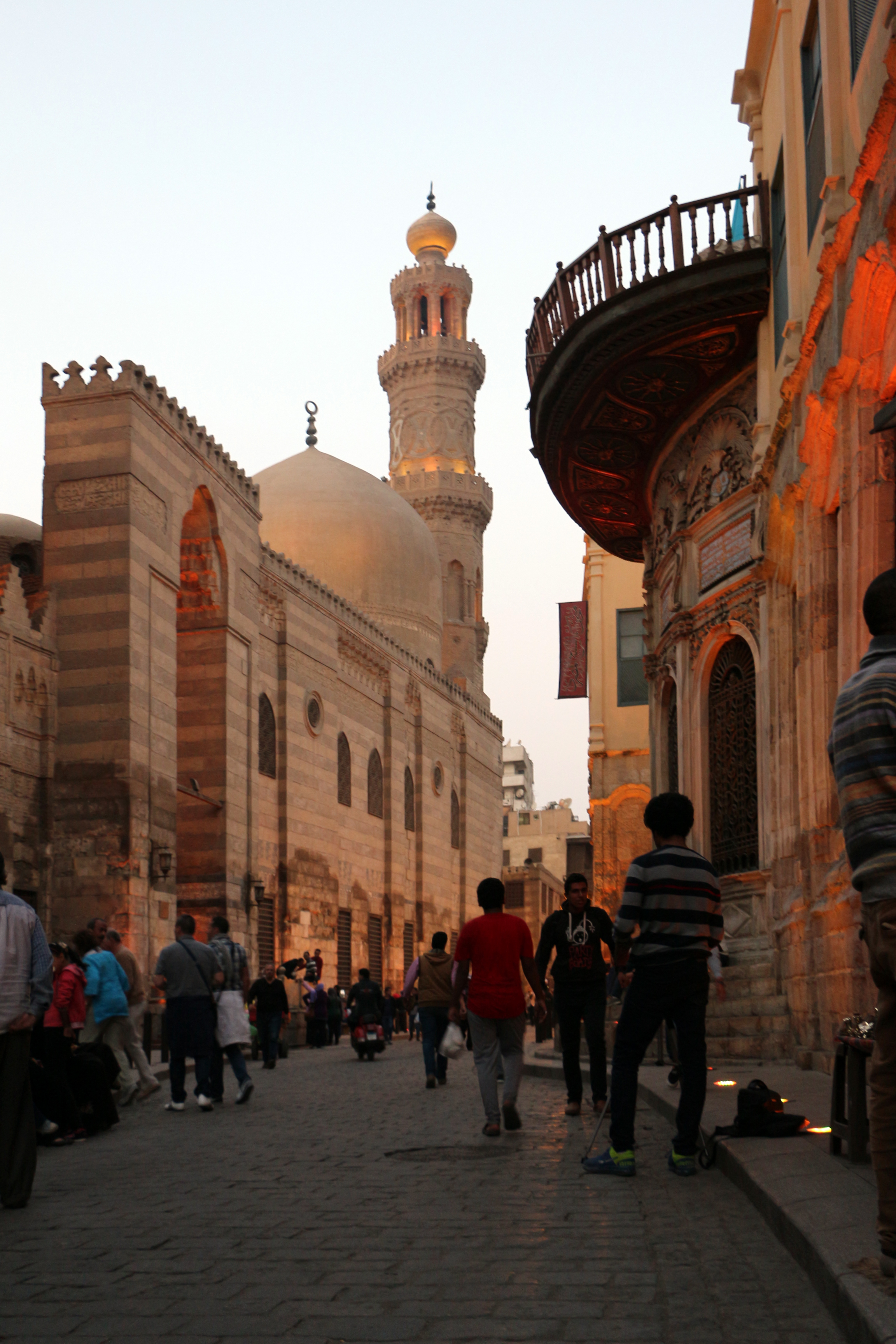
واجهة المجموعة من شارع المعز
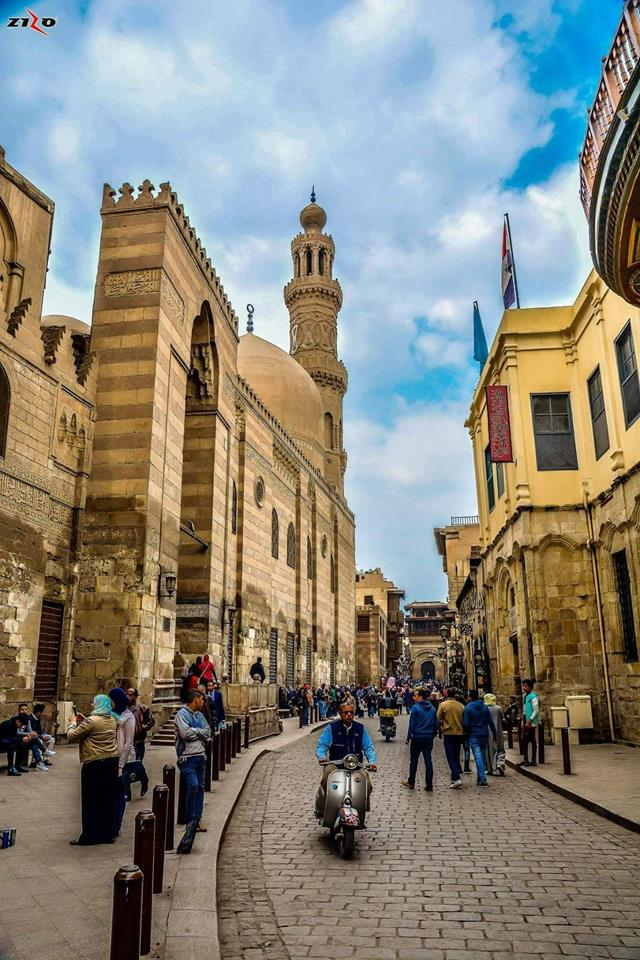
واجهة المجموعة من شارع المعز
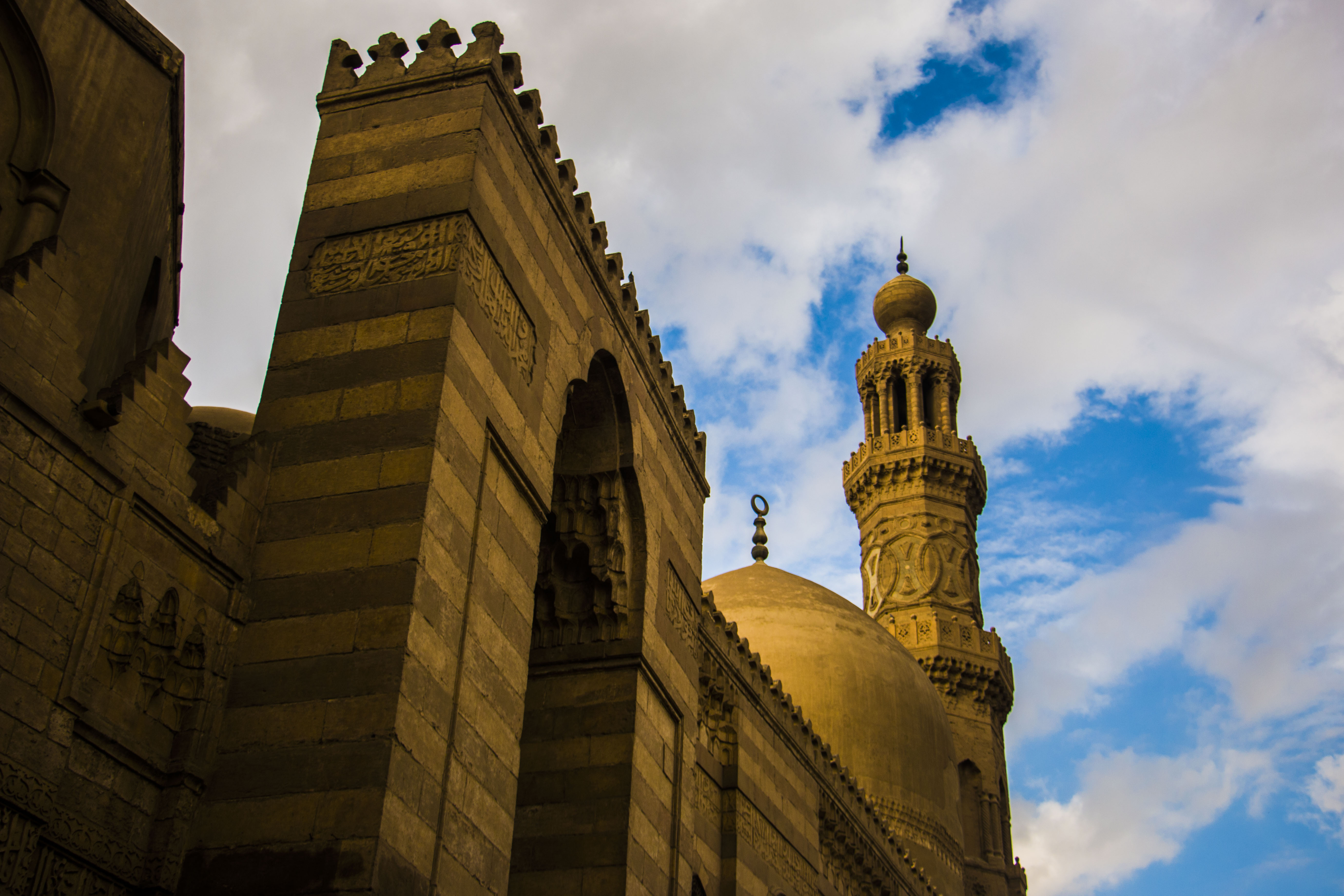
واجهة المجموعة من شارع المعز
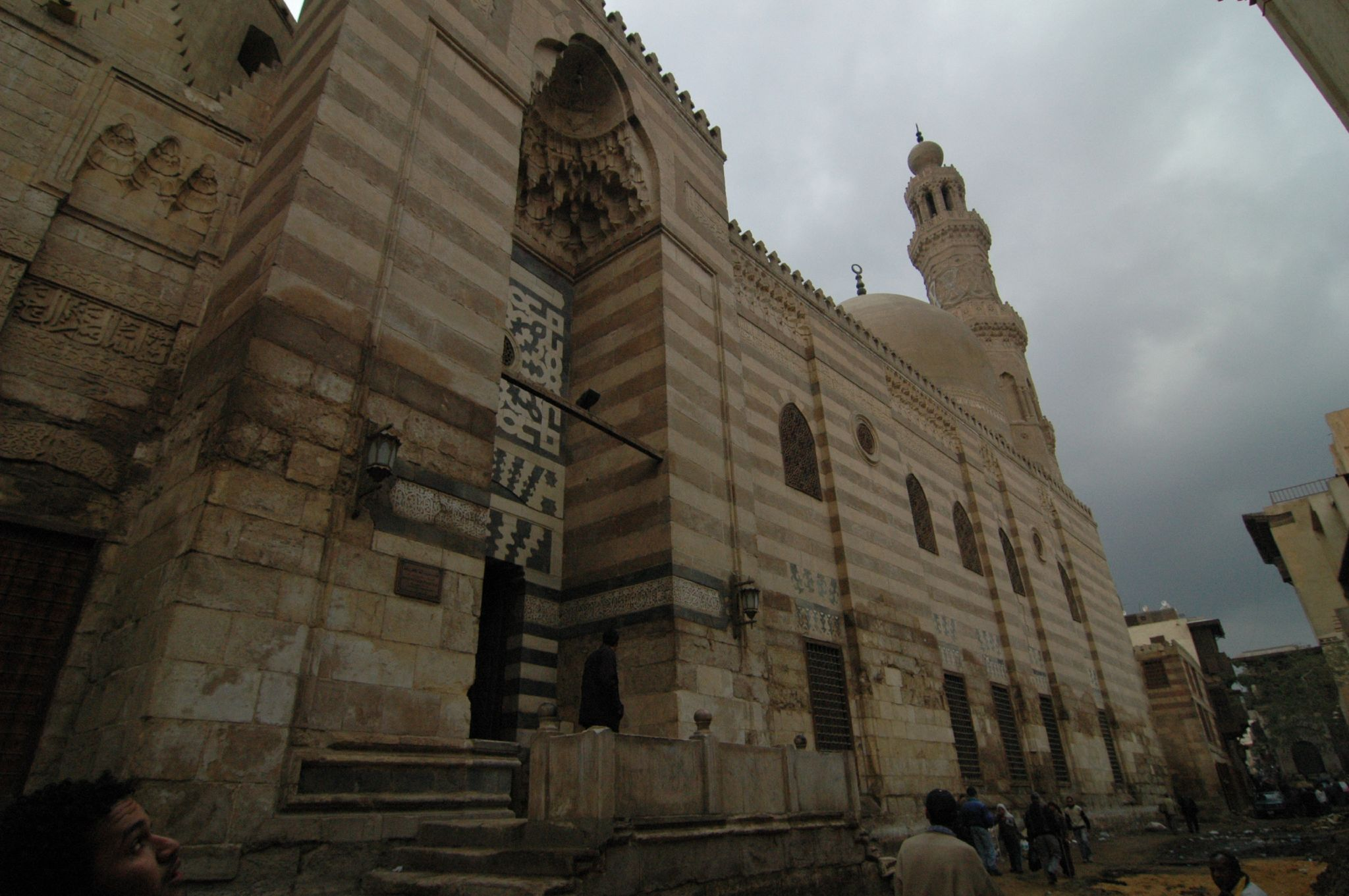
واجهة المجموعة من شارع المعز
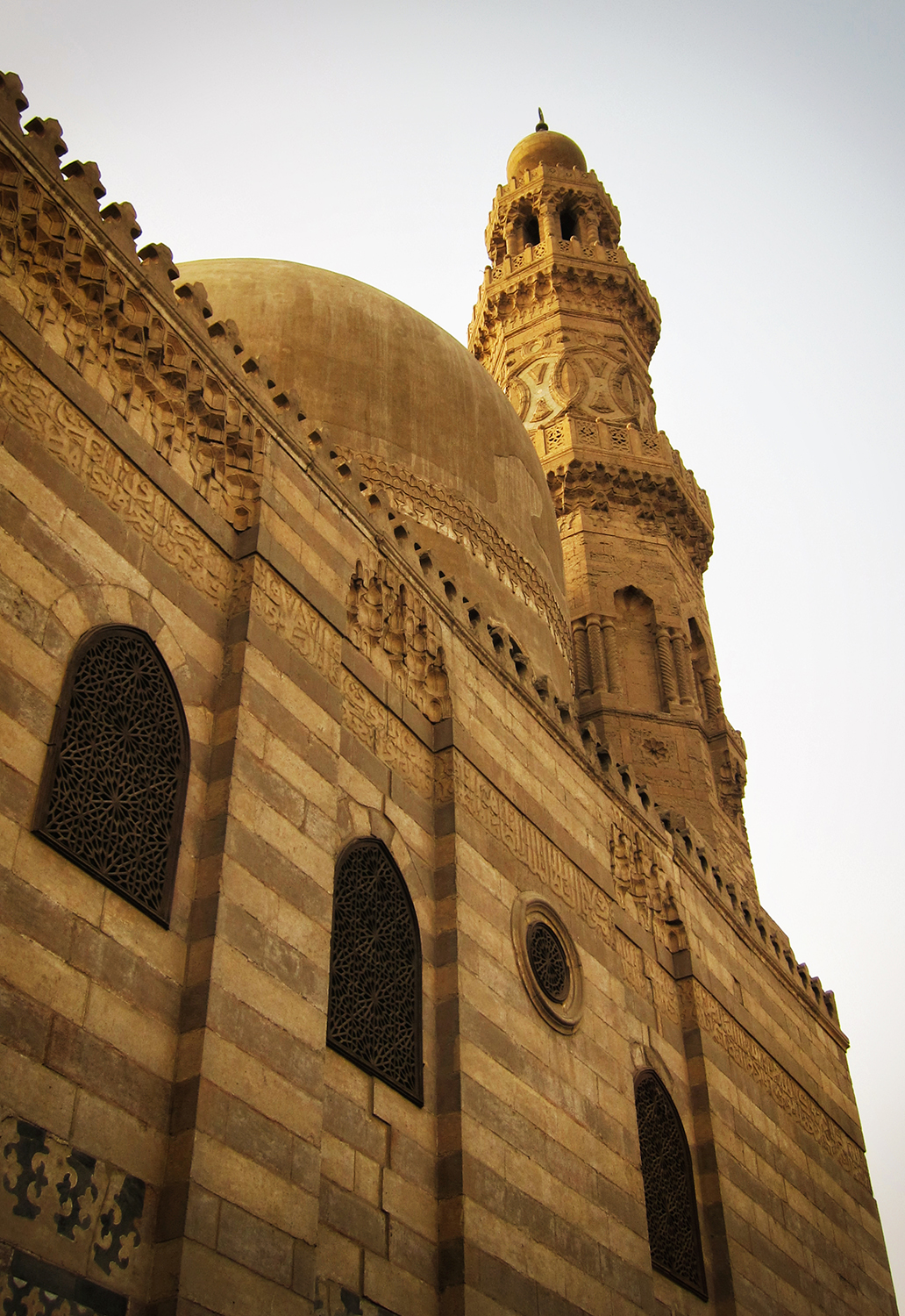
واجهة المجموعة من شارع المعز
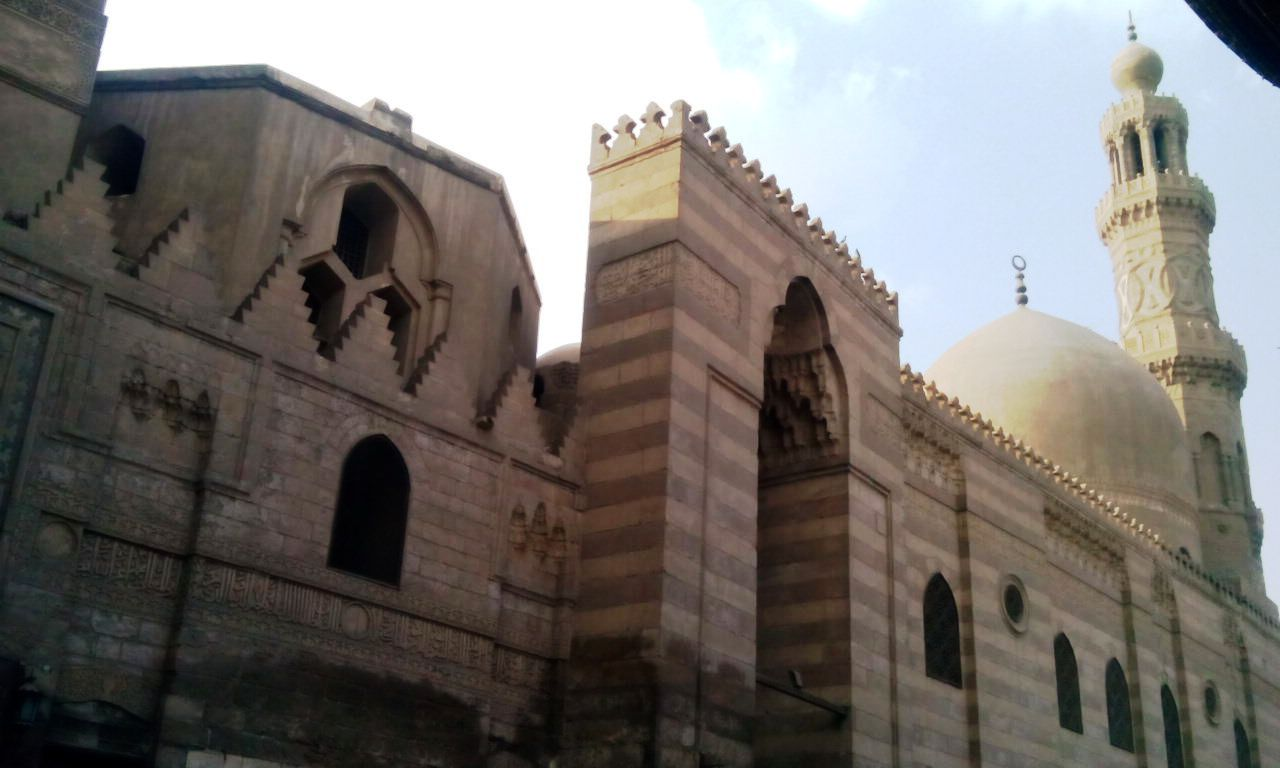
واجهة المجموعة من شارع المعز
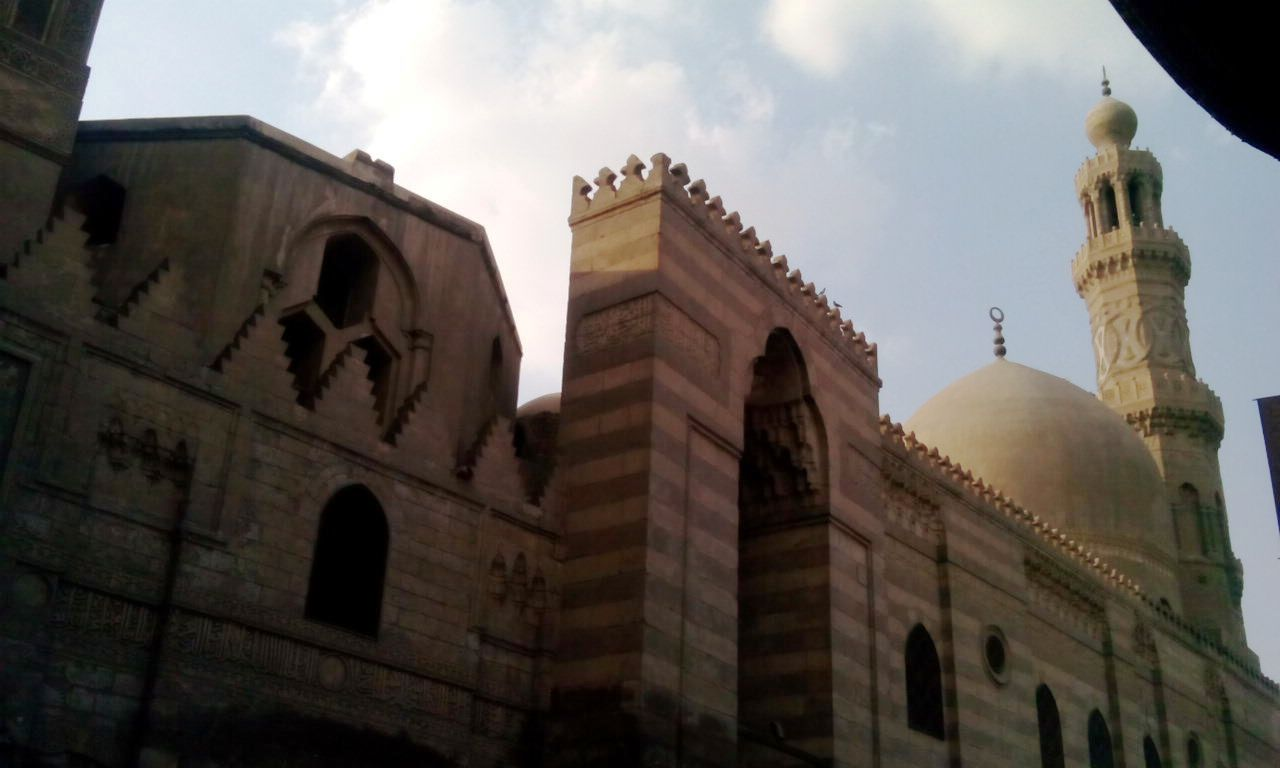
واجهة المجموعة من شارع المعز
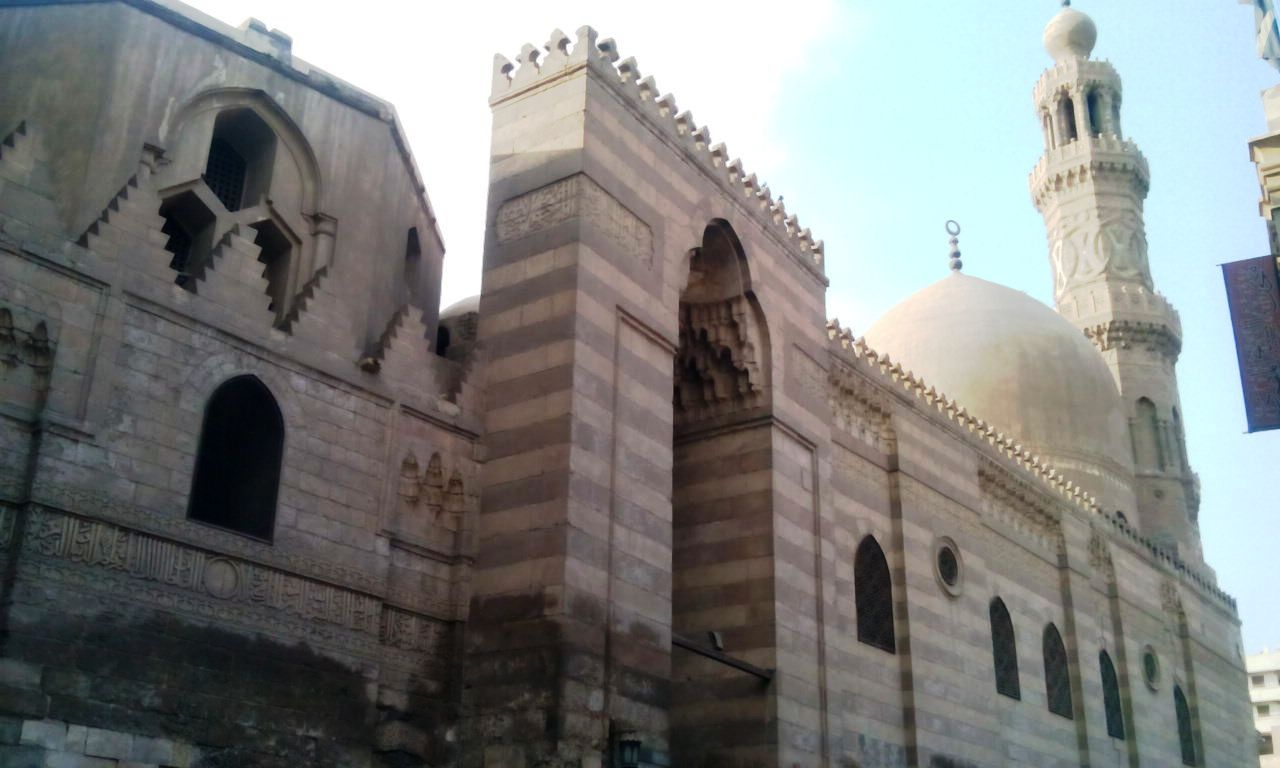
واجهة المجموعة من شارع المعز
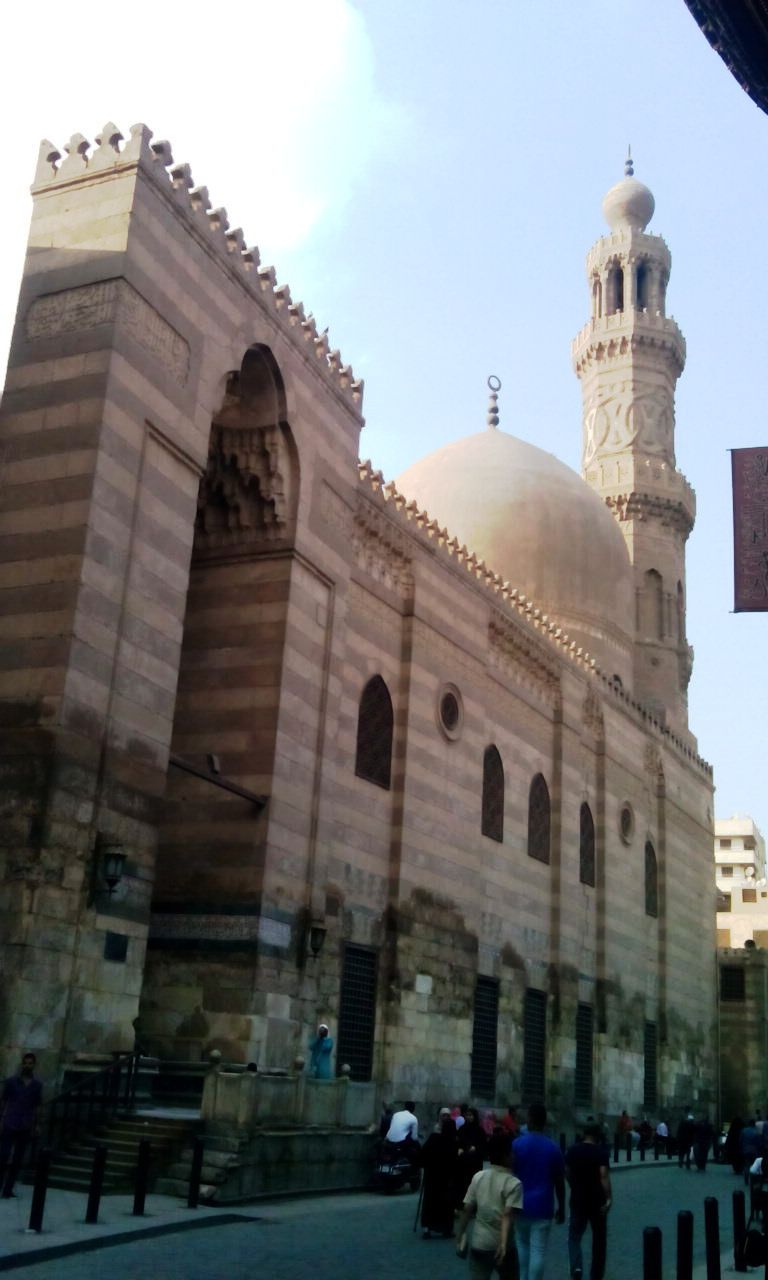
واجهة المجموعة من شارع المعز
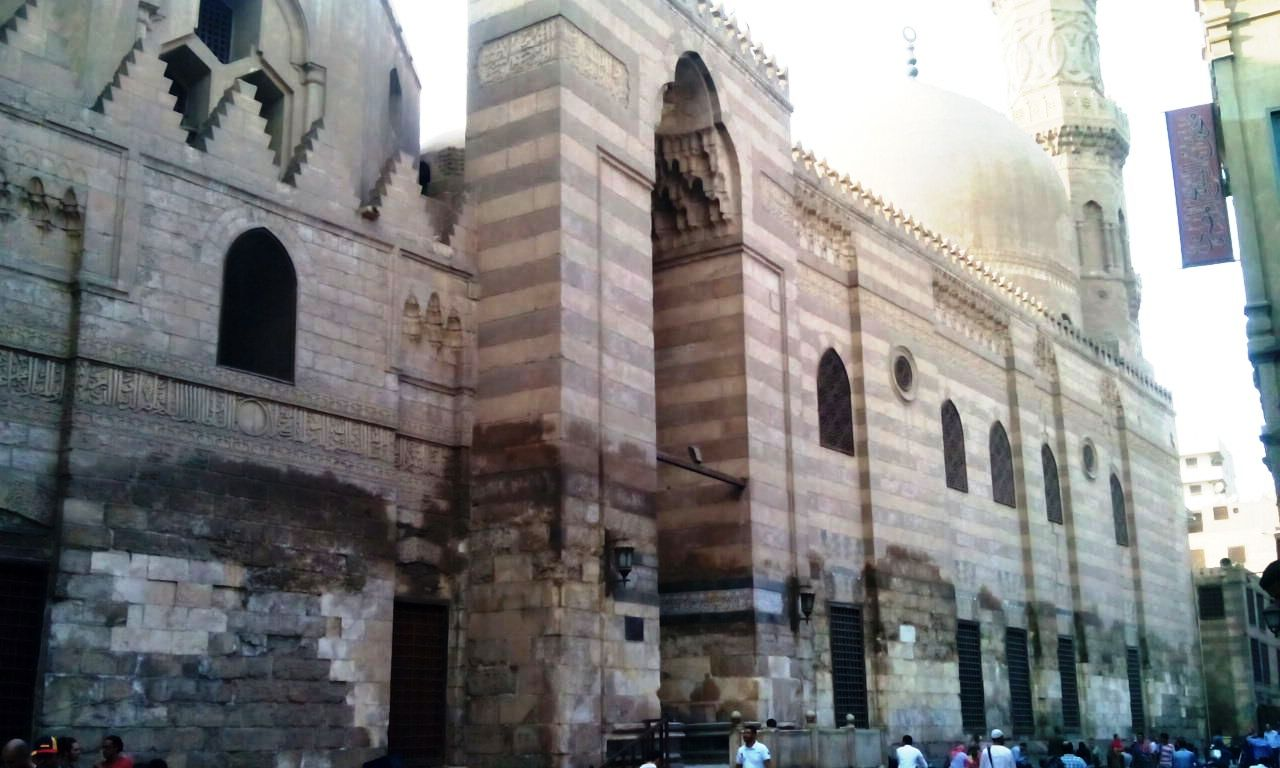
واجهة المجموعة من شارع المعز
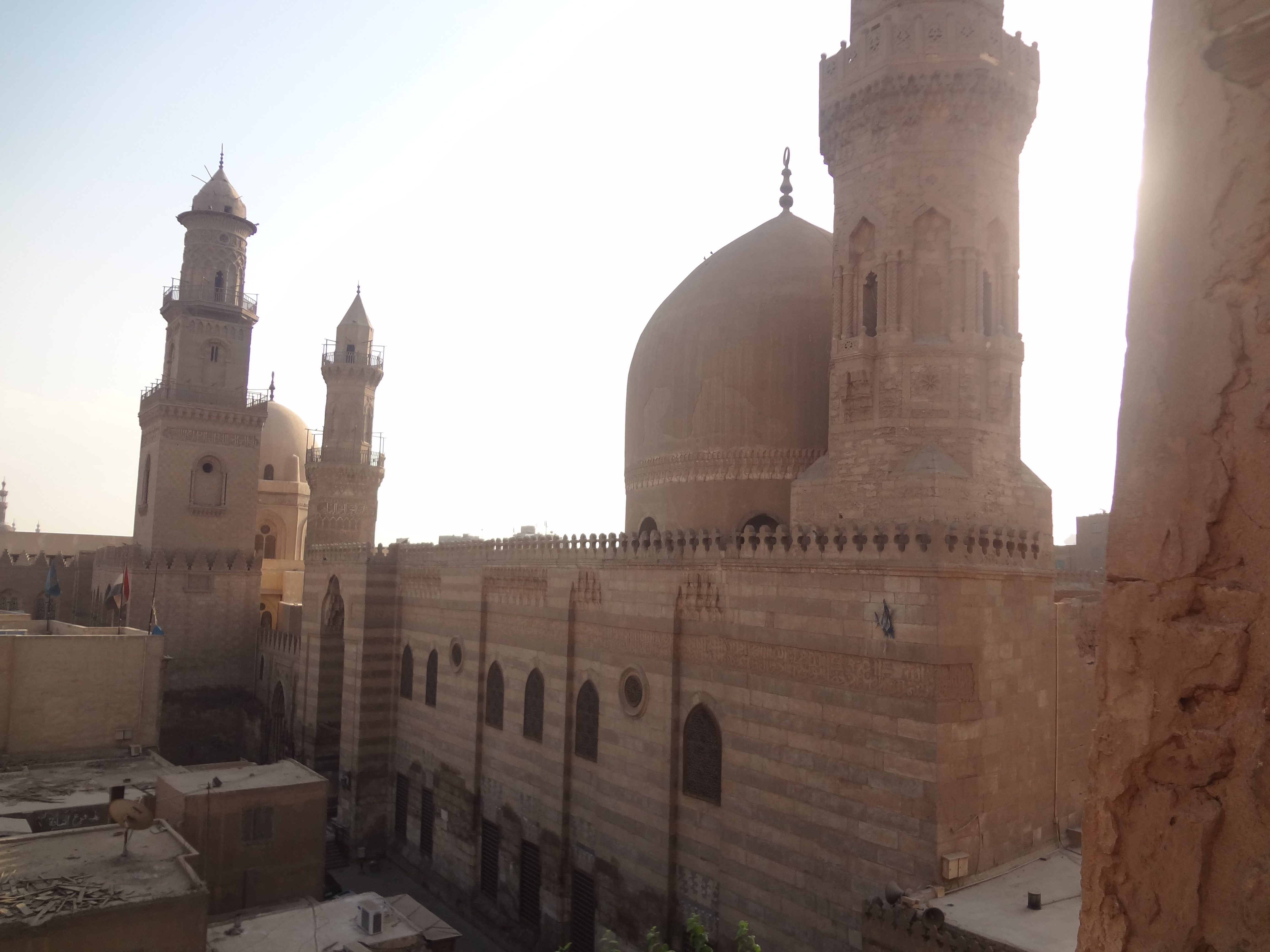
واجهة المجموعة من شارع المعز
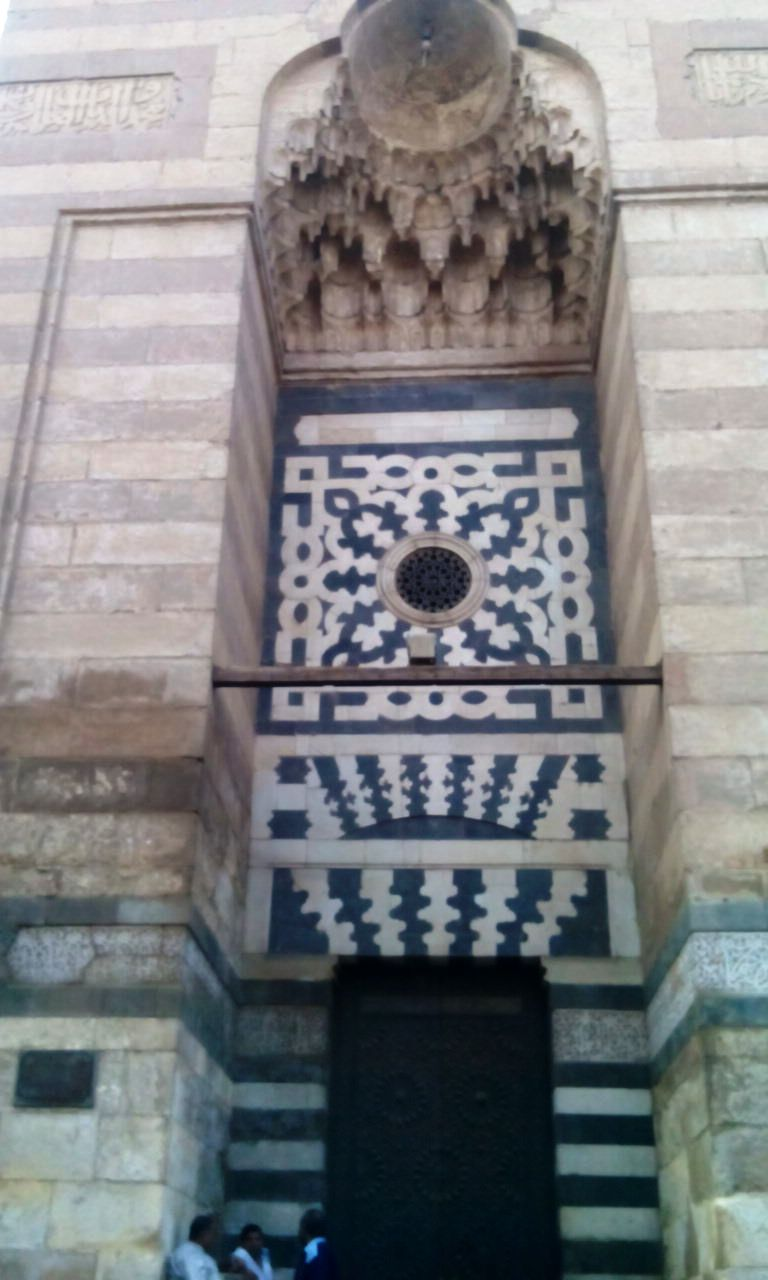
المدخل الرئيسي
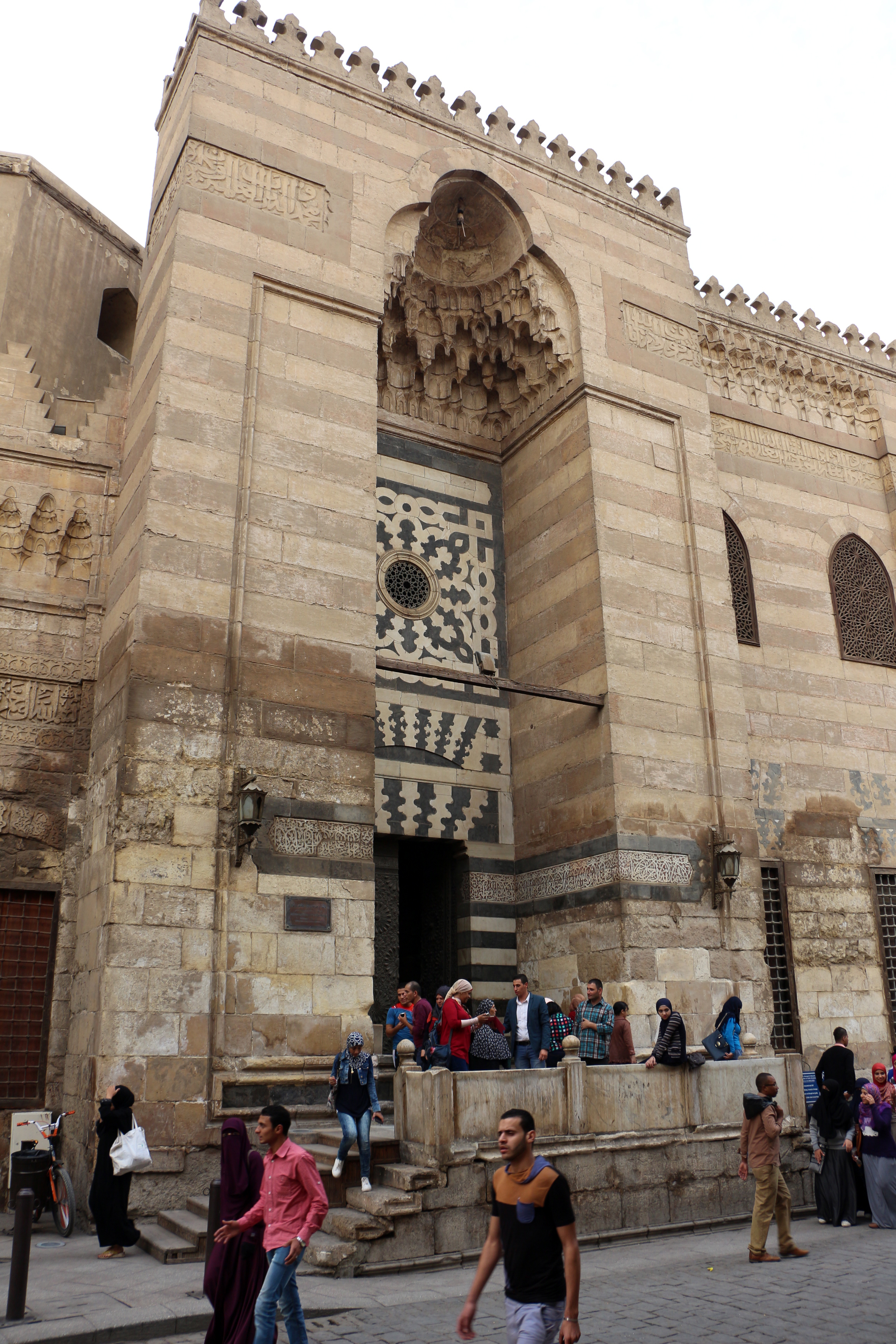
المدخل الرئيسي
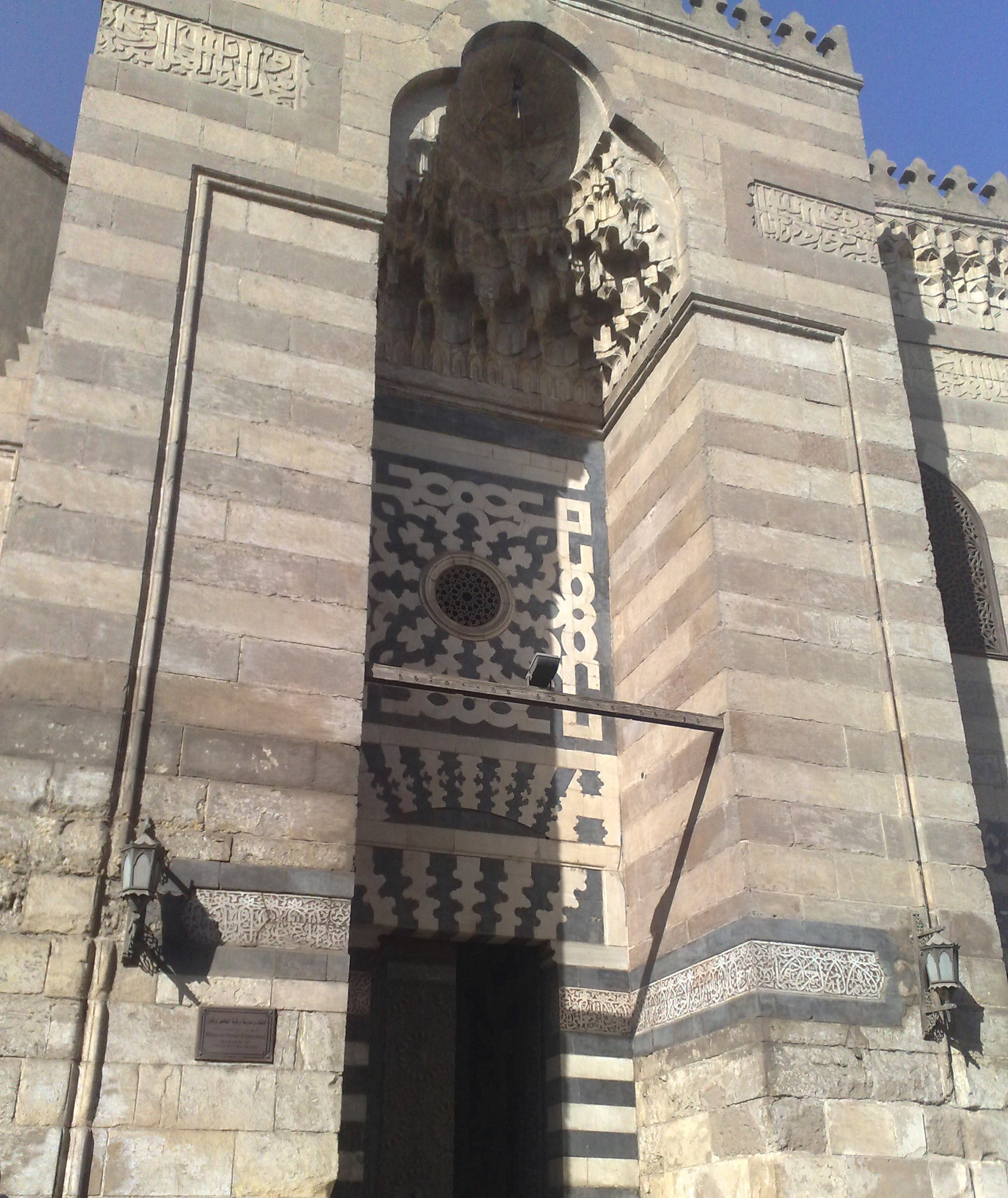
المدخل الرئيسي
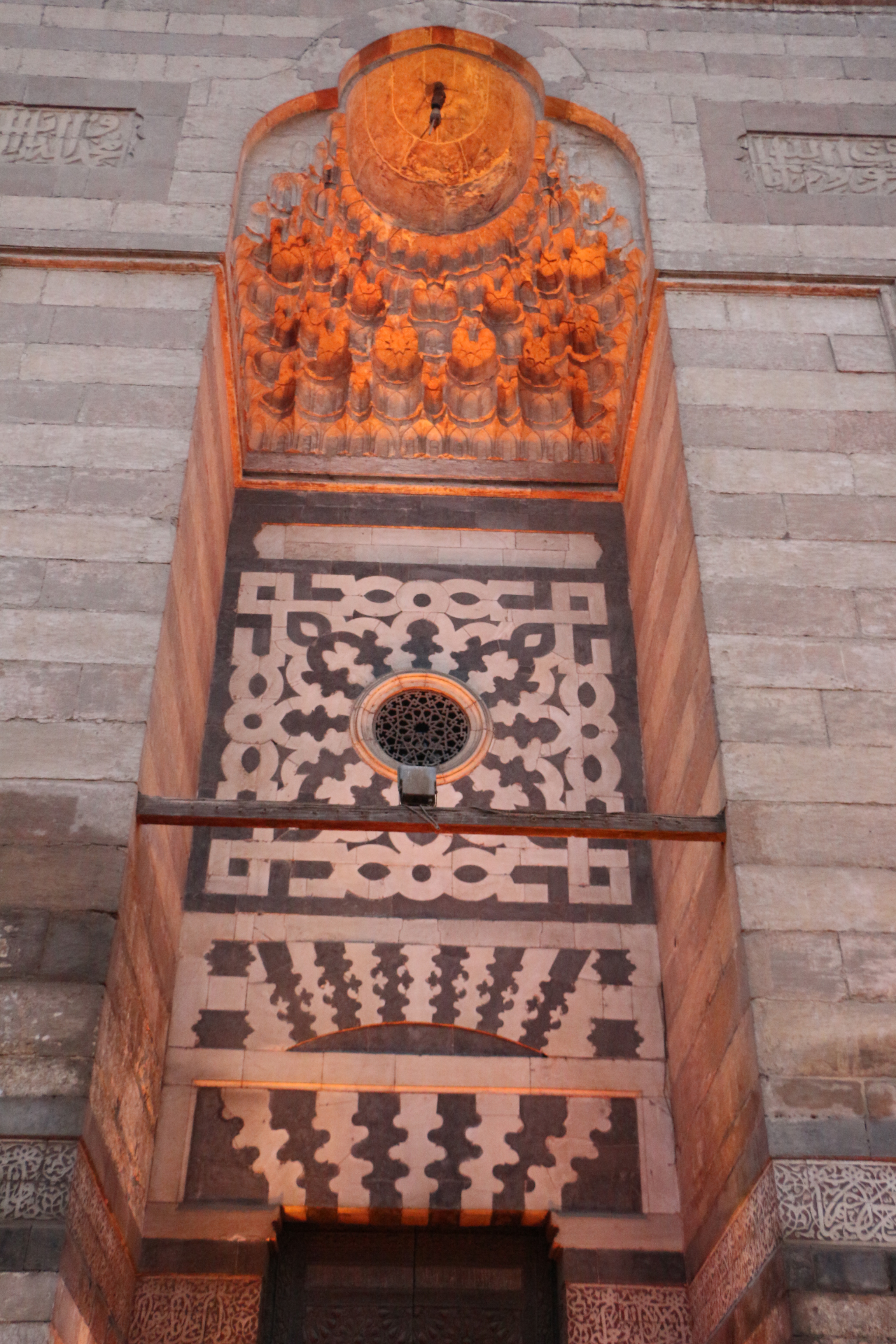
المدخل الرئيسي
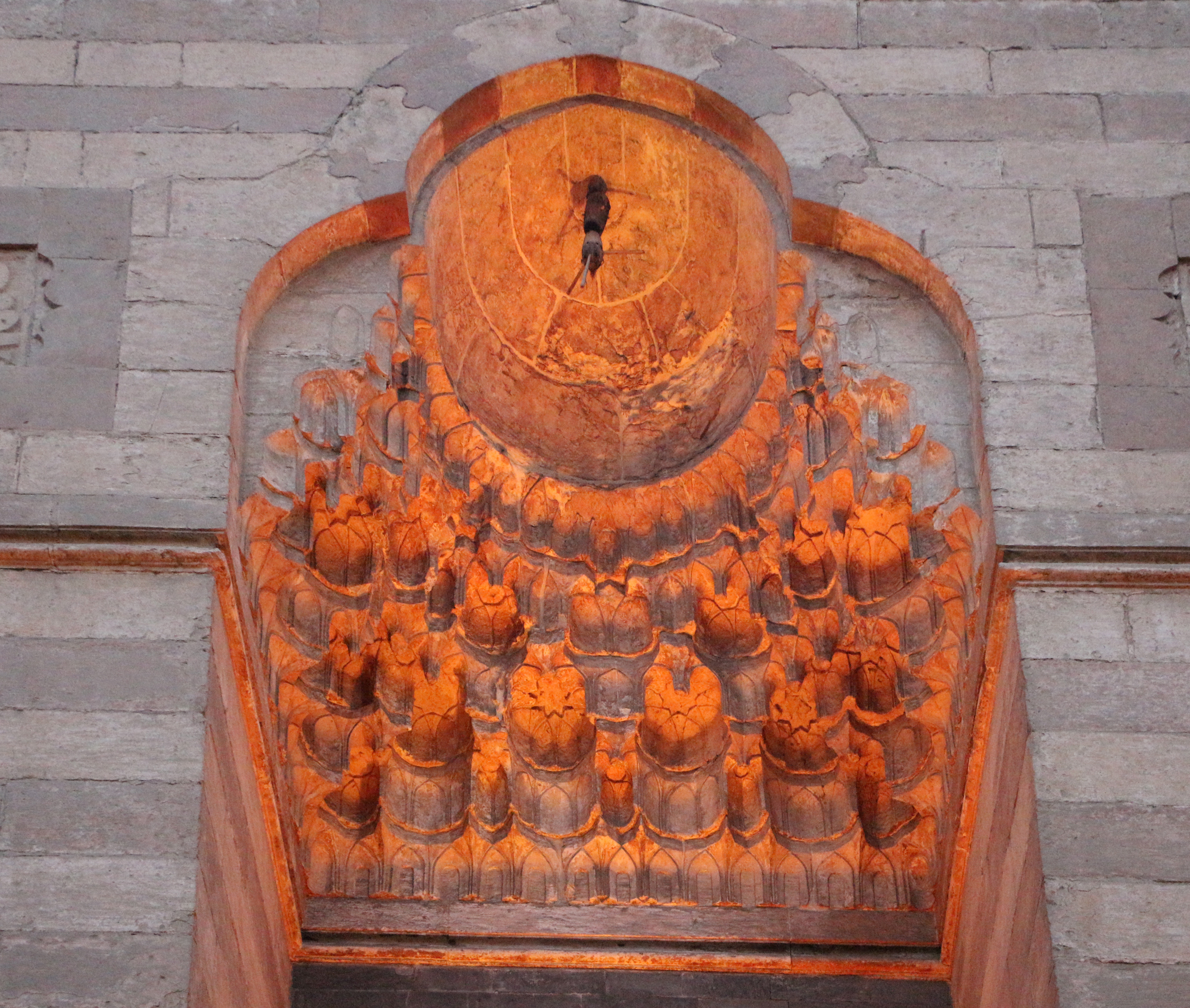
المدخل الرئيسي
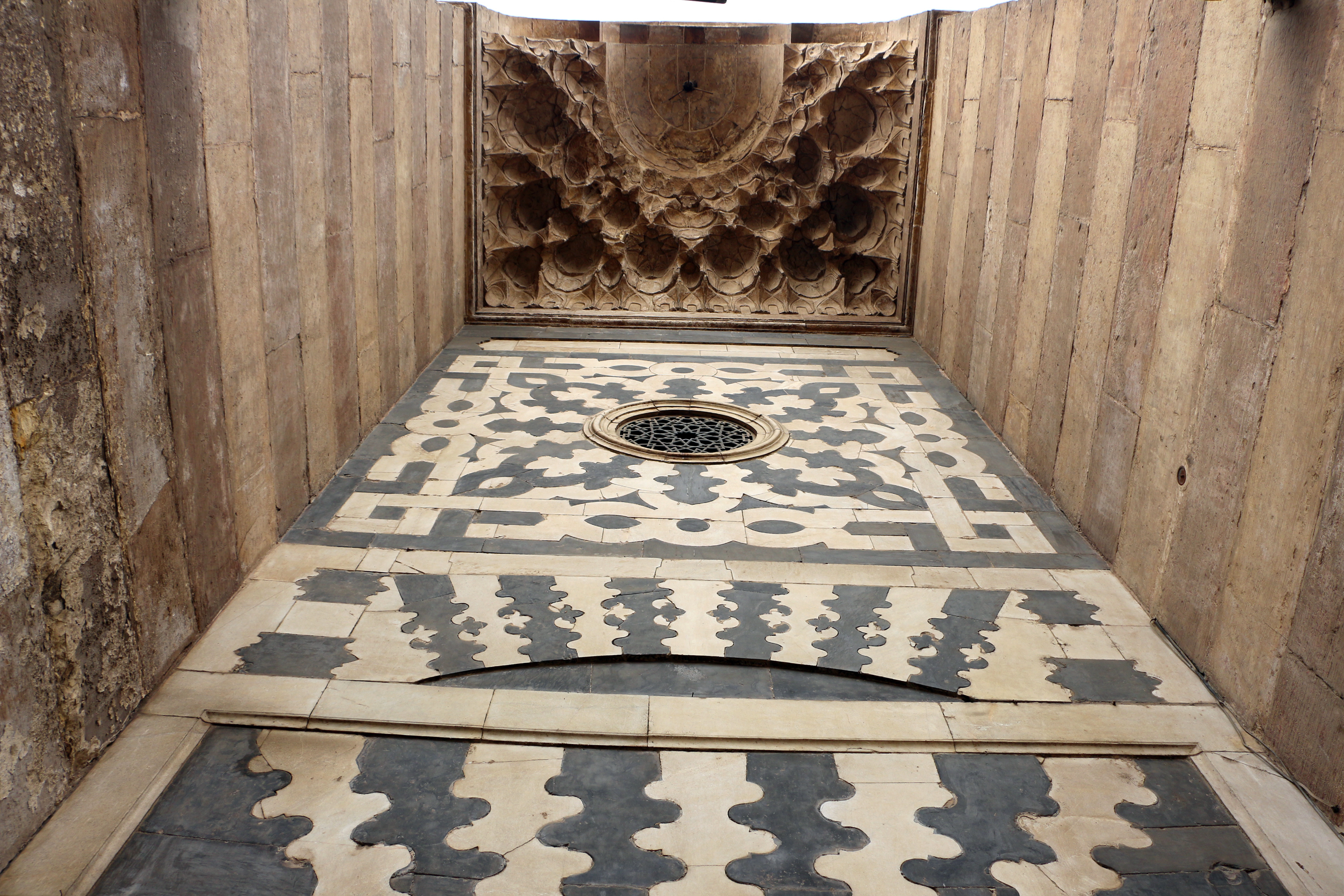
المدخل الرئيسي
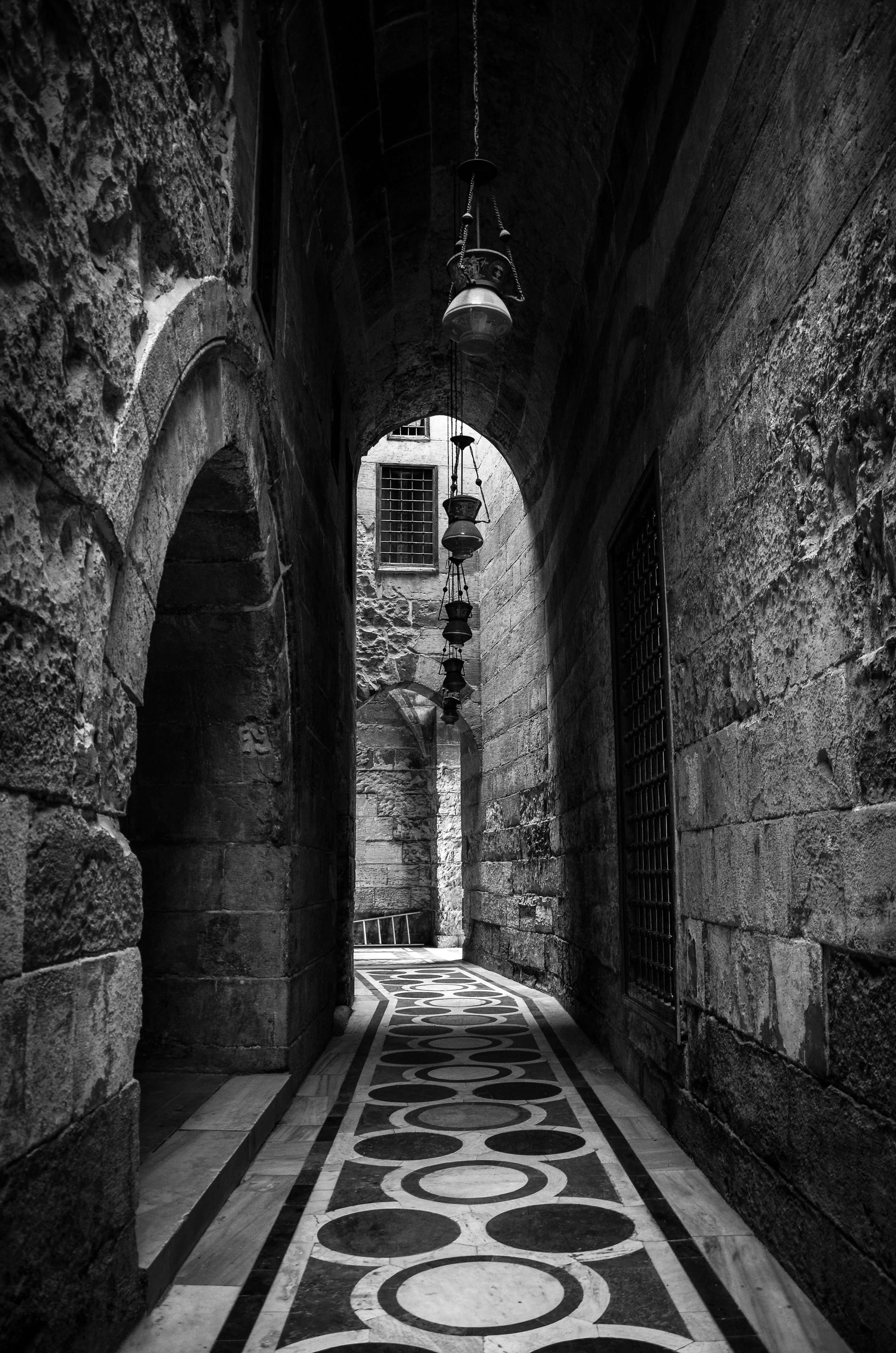
طرقة داخلية
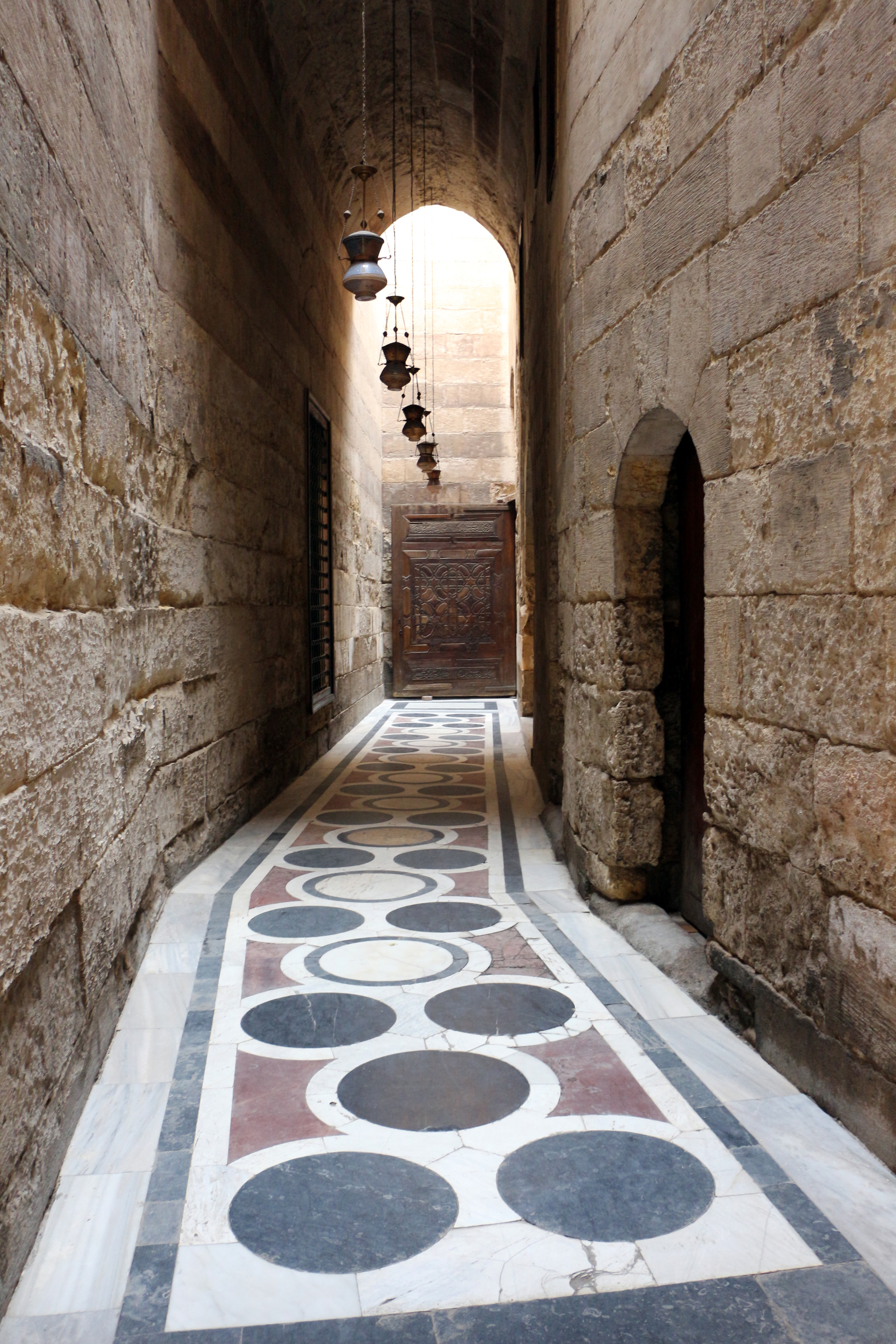
طرقة داخلية
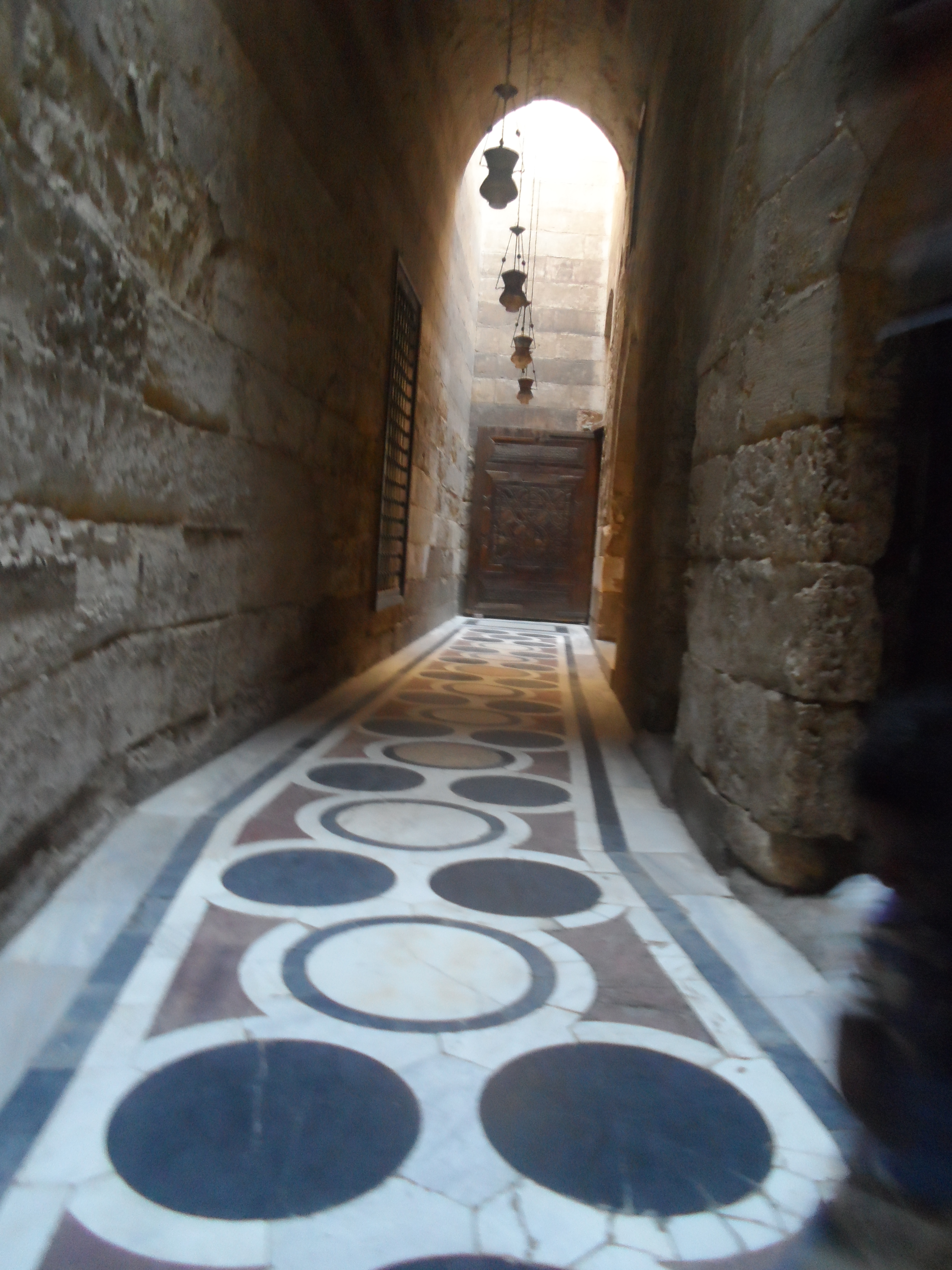
طرقة داخلية
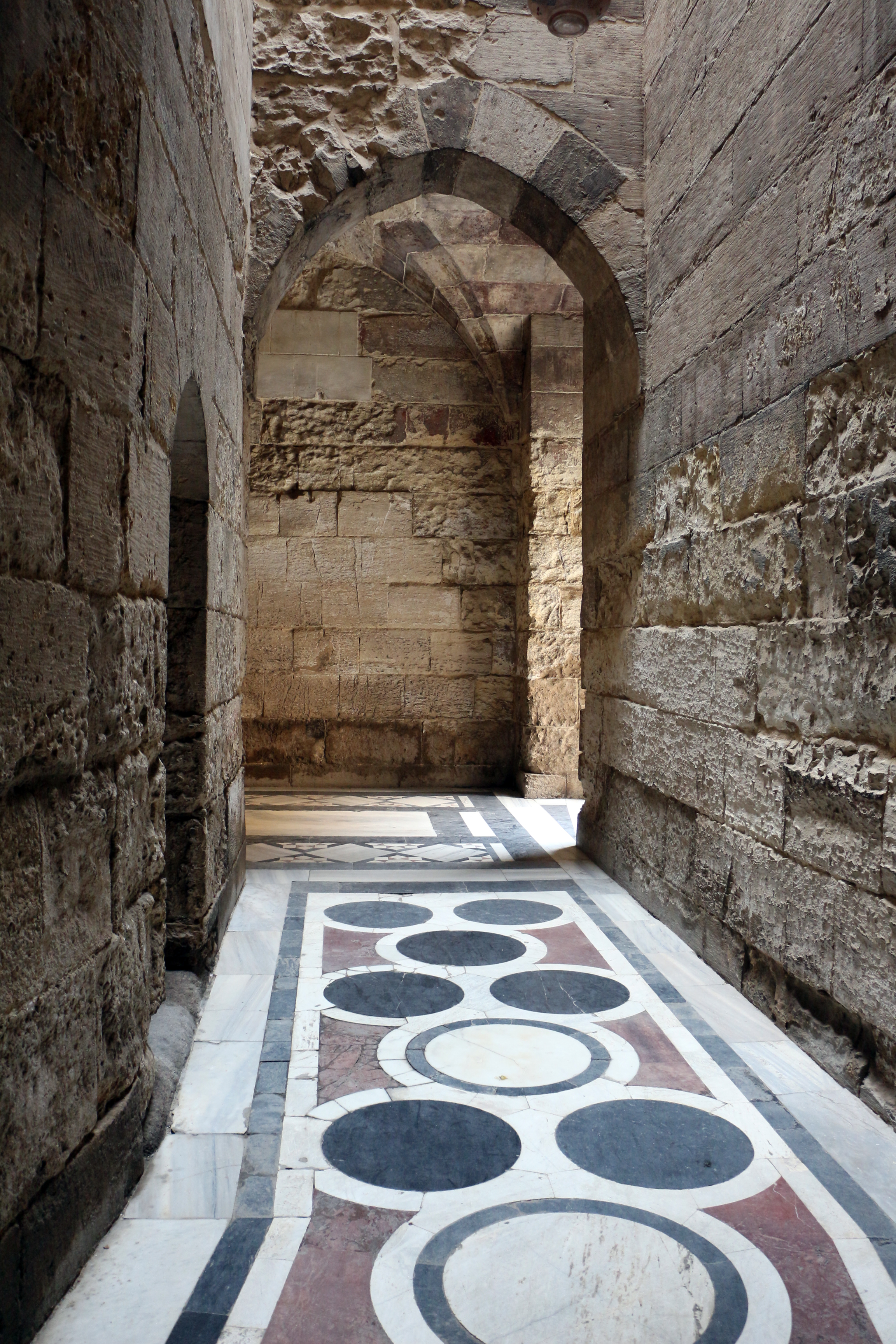
طرقة داخلية
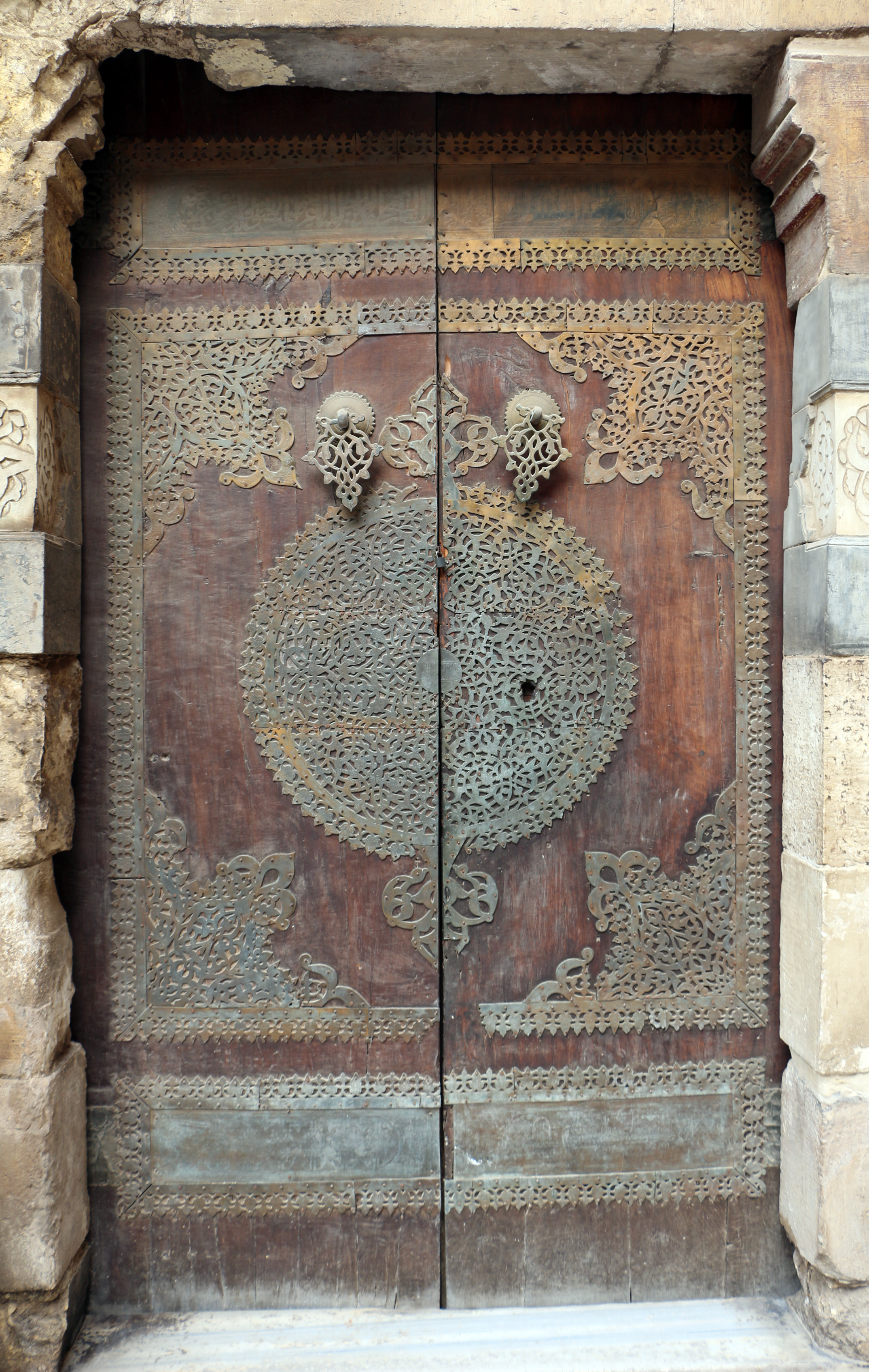
الأبواب الداخلية
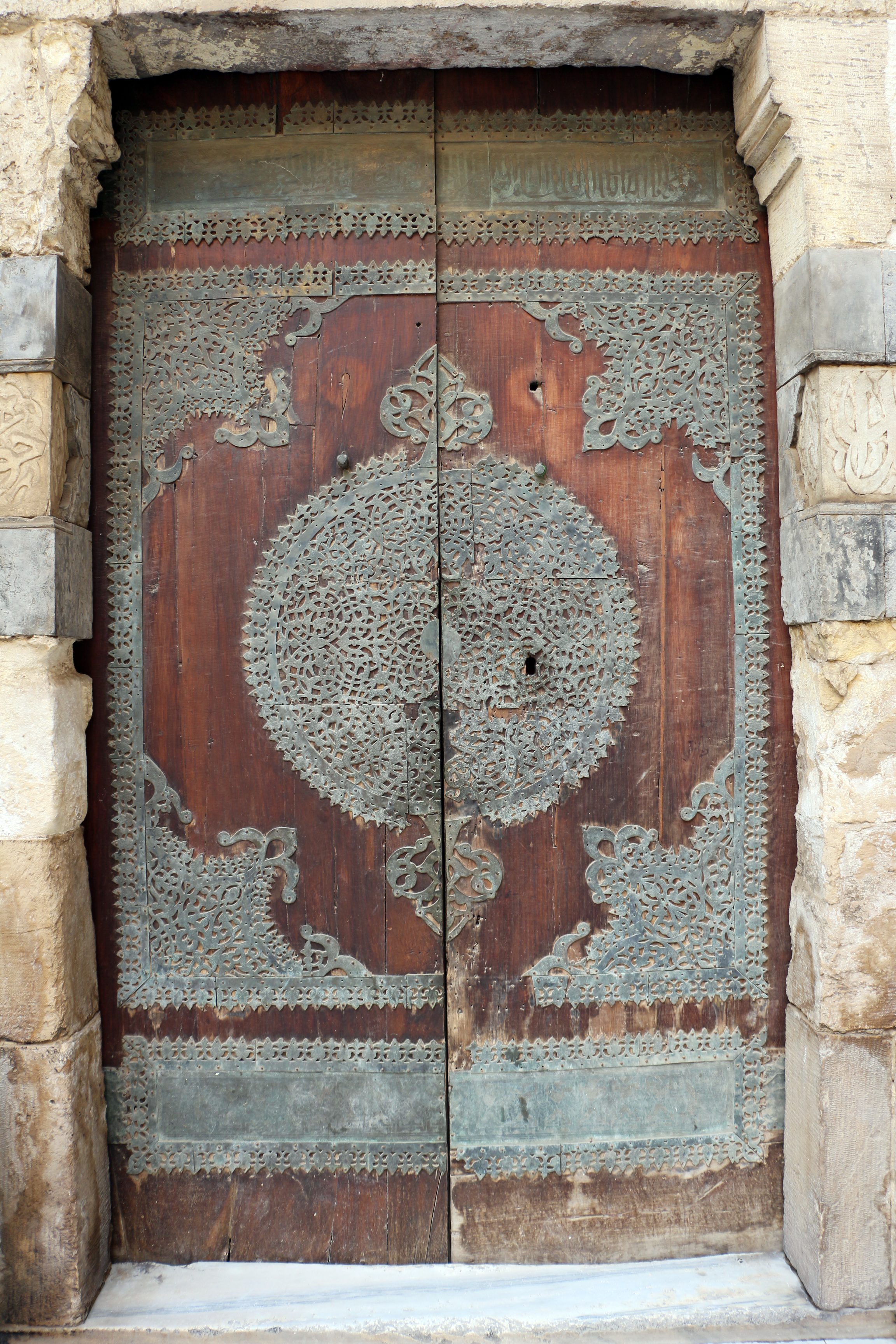
الأبواب الداخلية
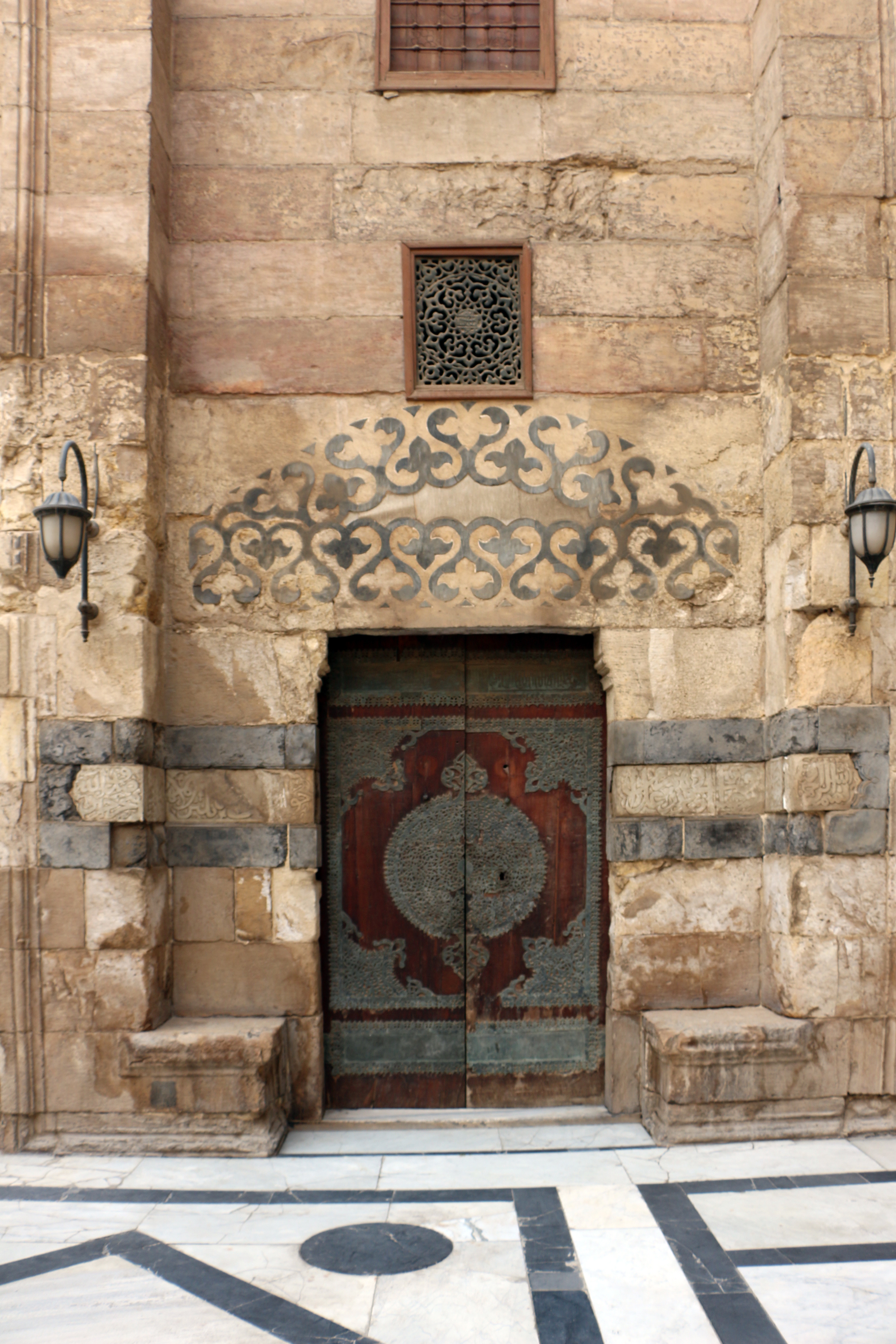
الأبواب الداخلية
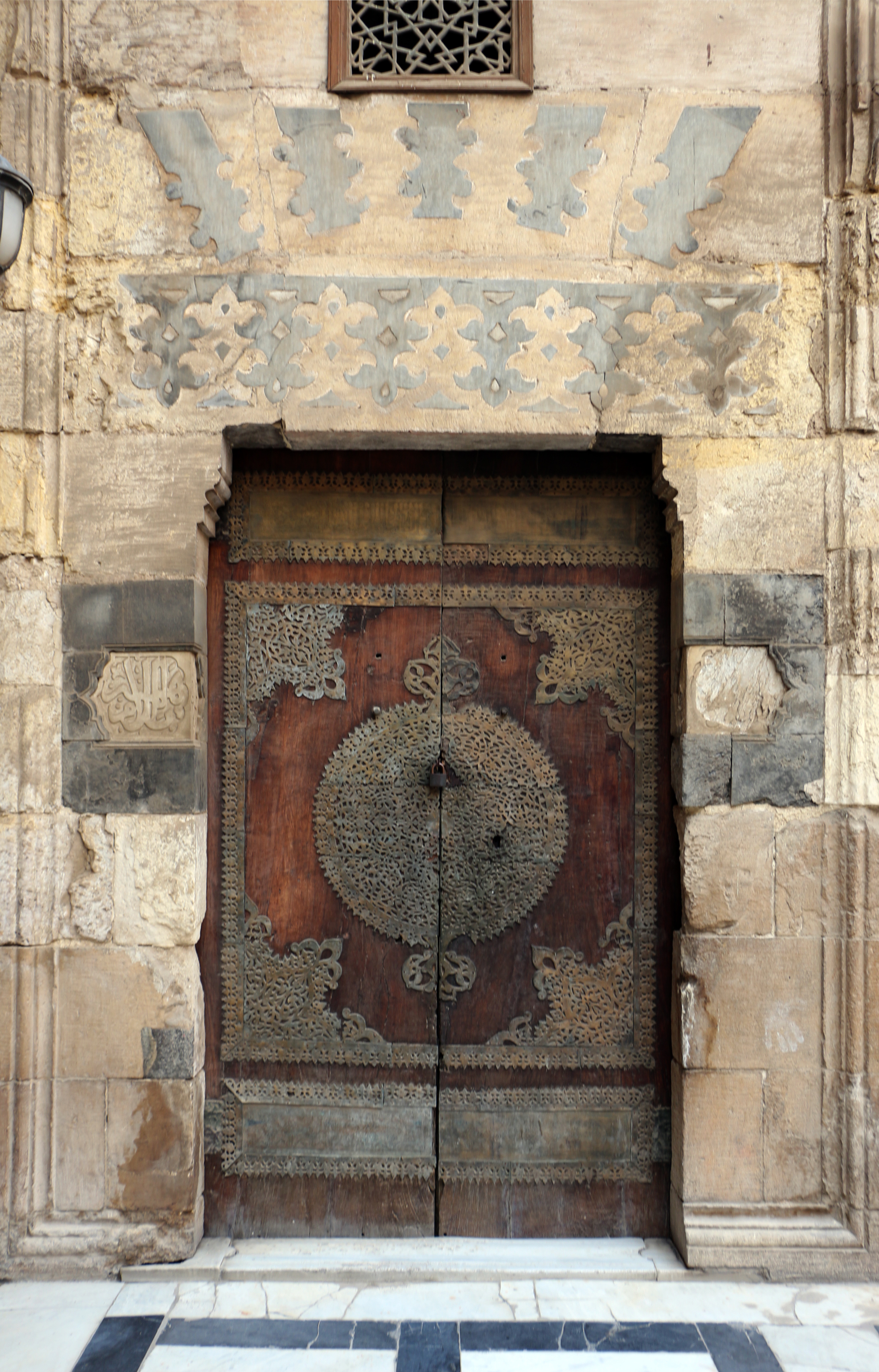
الأبواب الداخلية
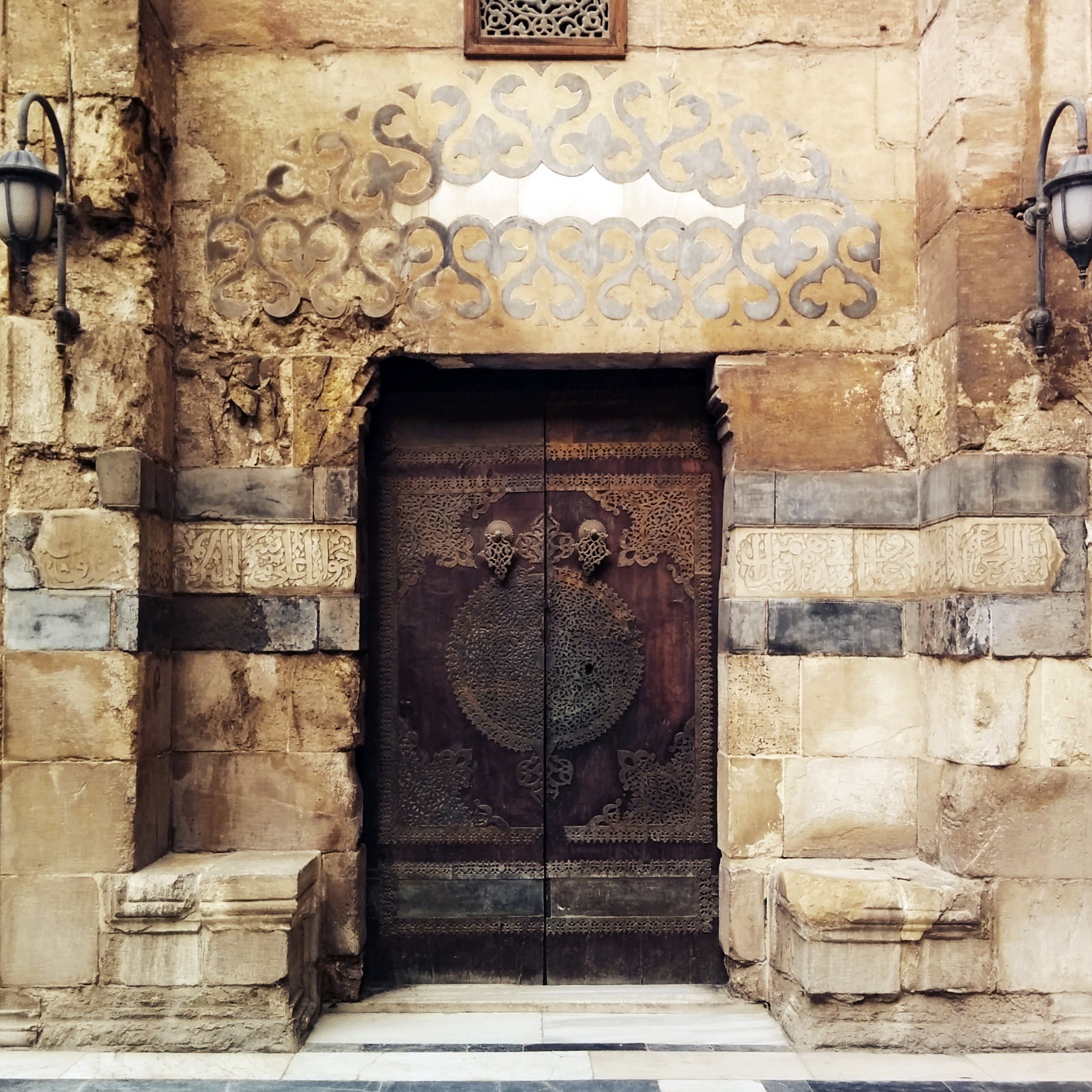
الأبواب الداخلية
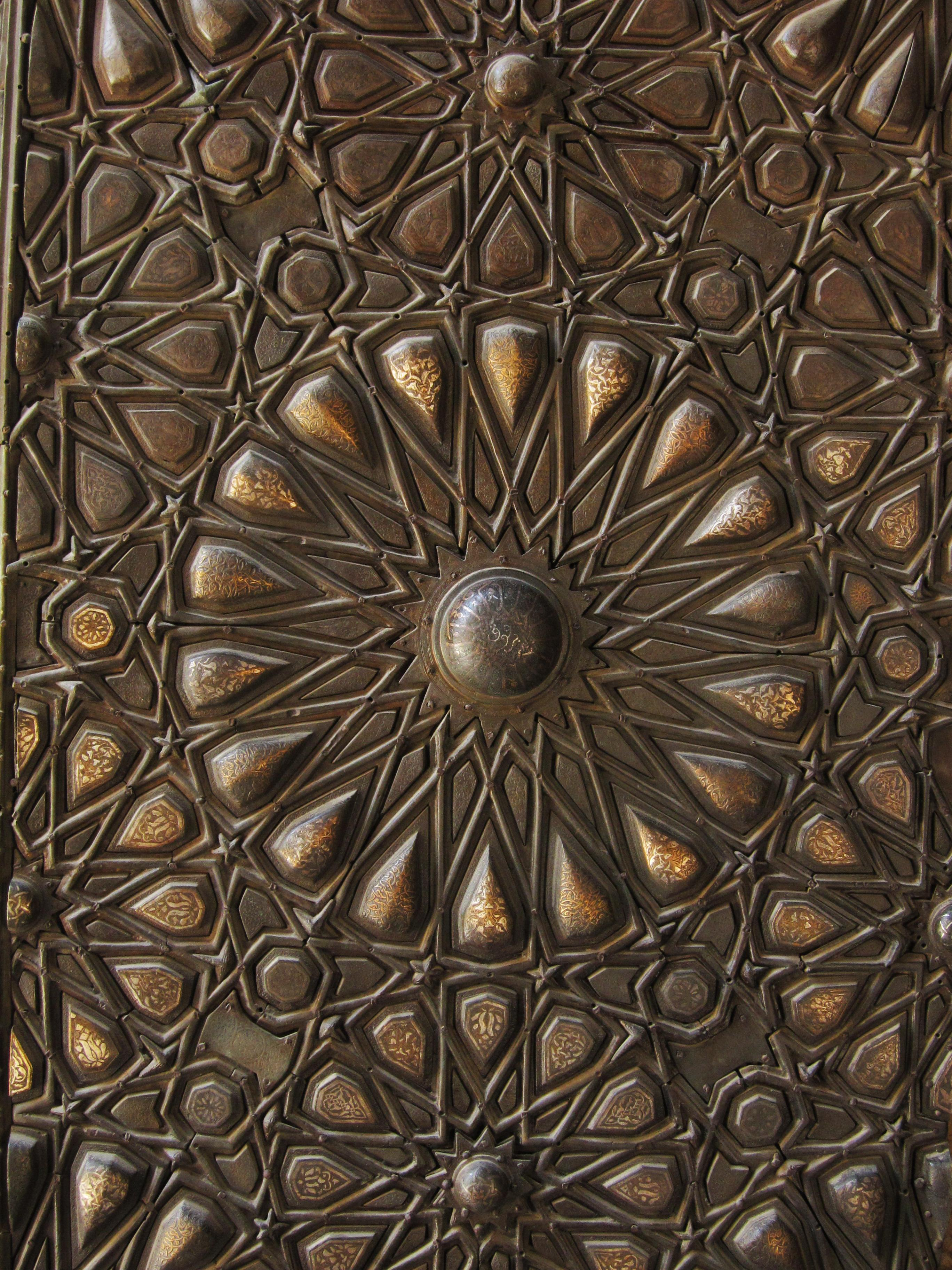
الباب الرئيسي
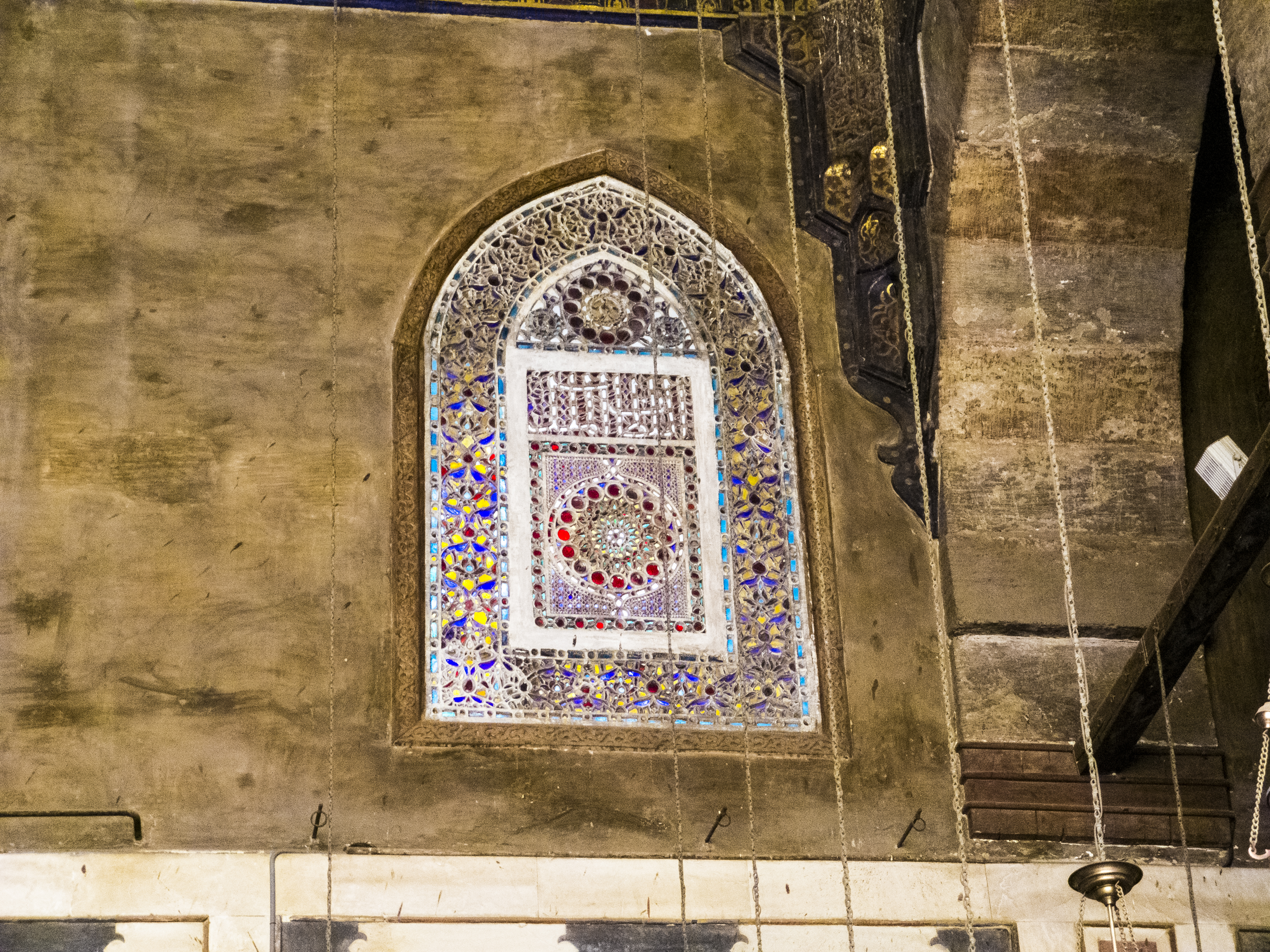
شبابيك المجموعة
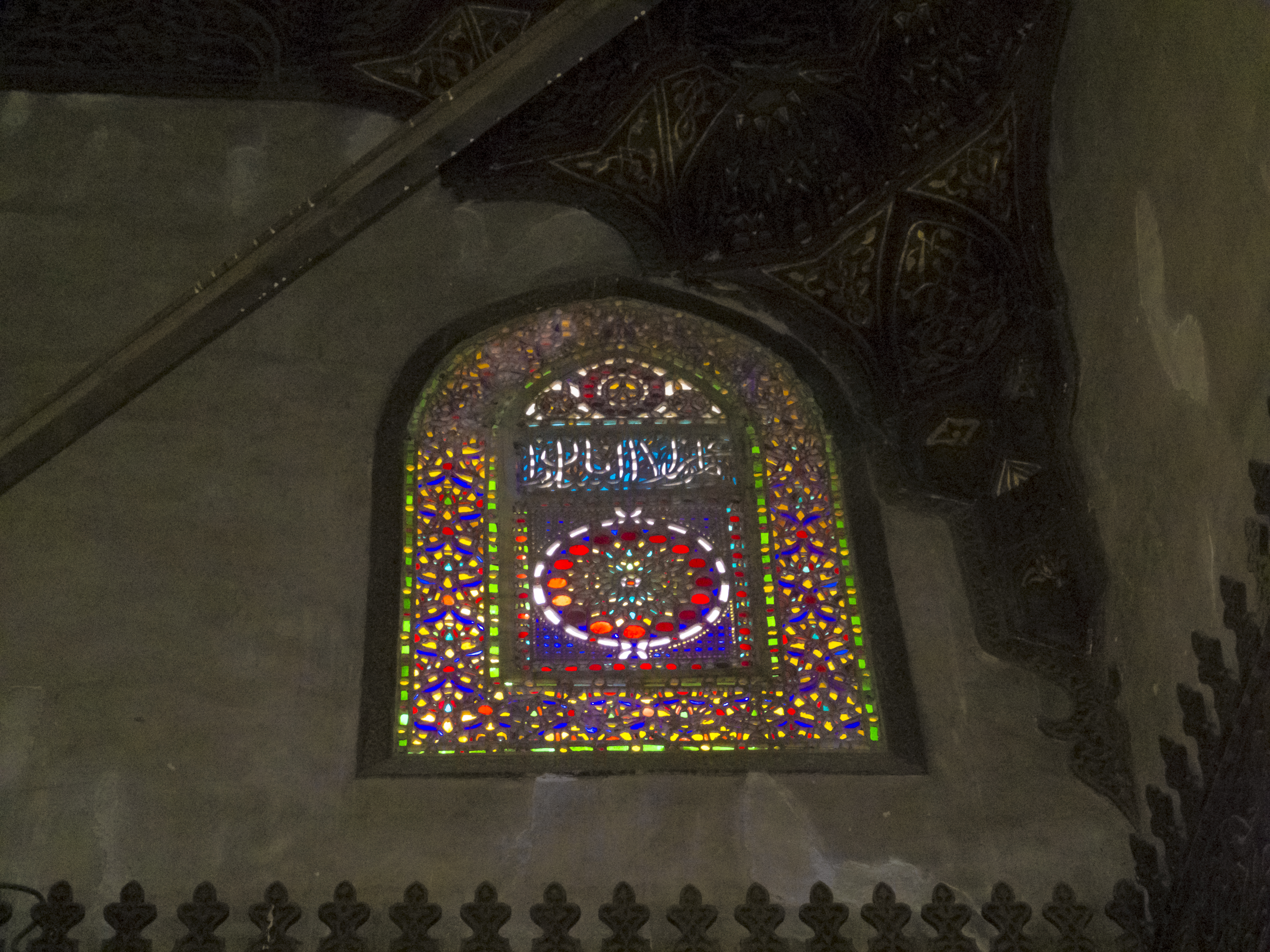
شبابيك المجموعة
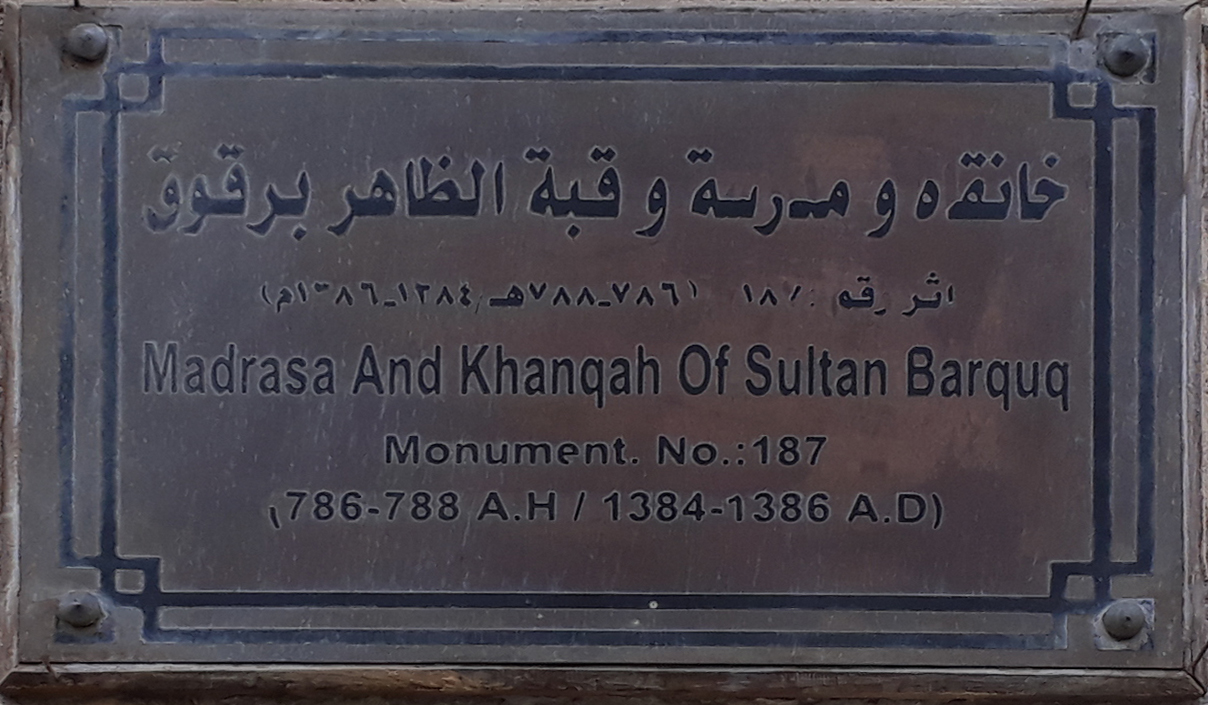
لوحة تعريفية بالمجموعة
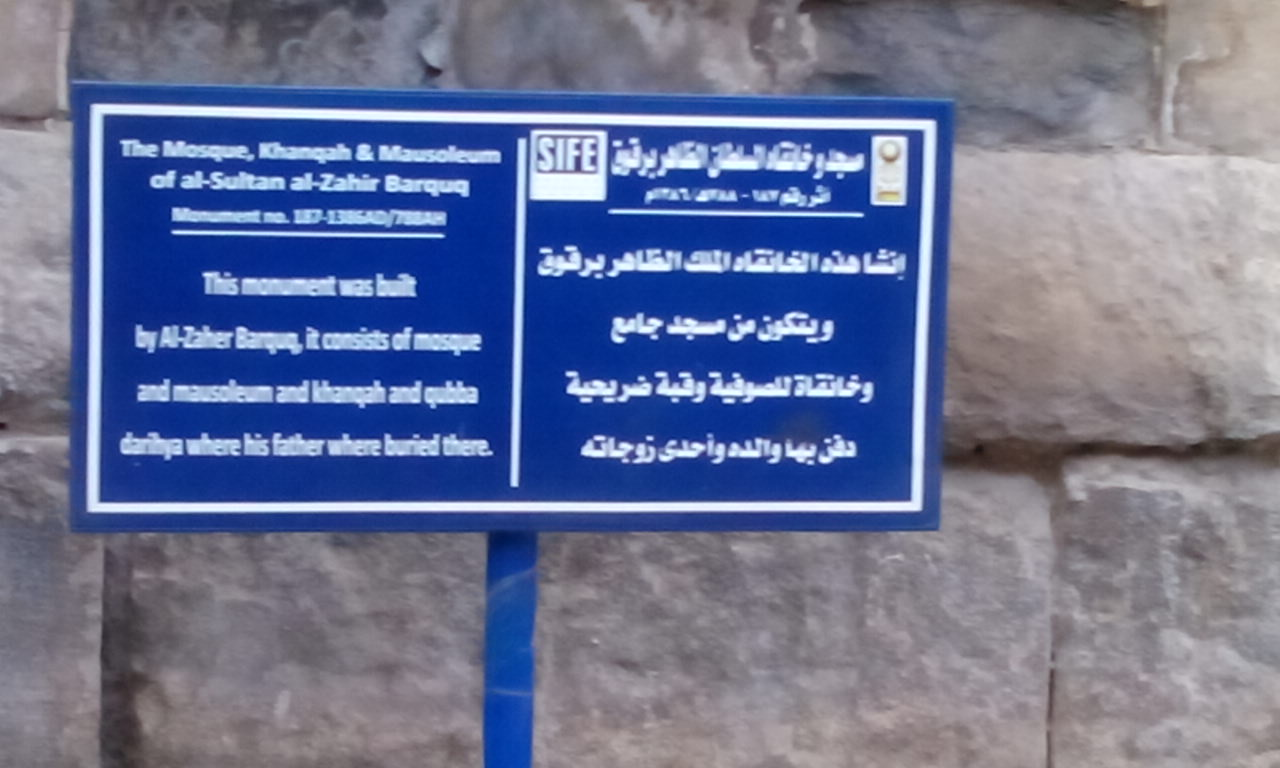
لوحة تعريفية بالمجموعة
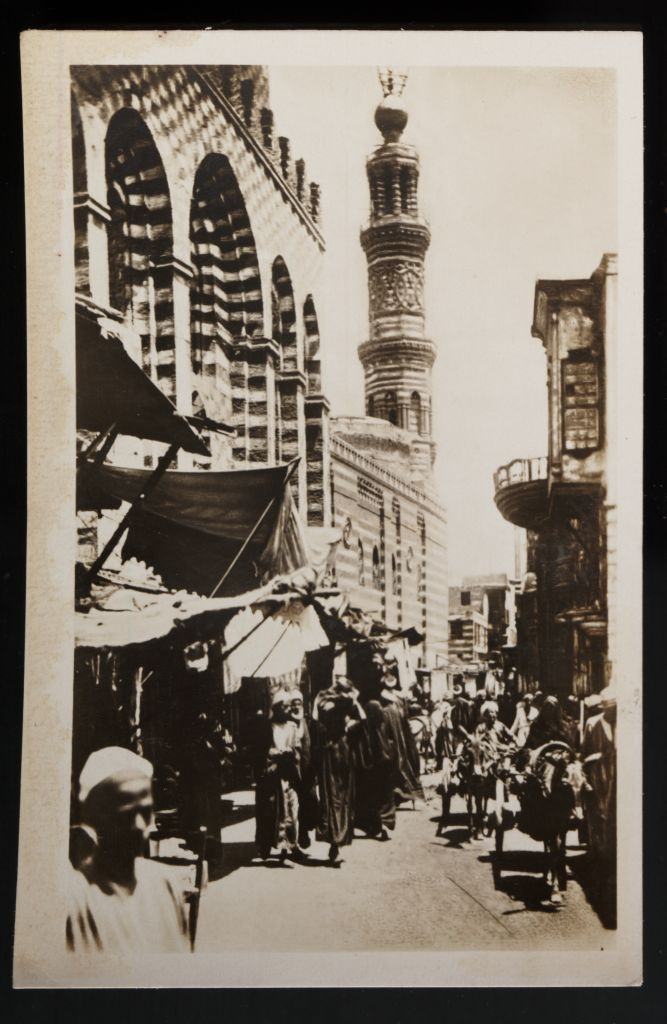
القبة قبل الترميم
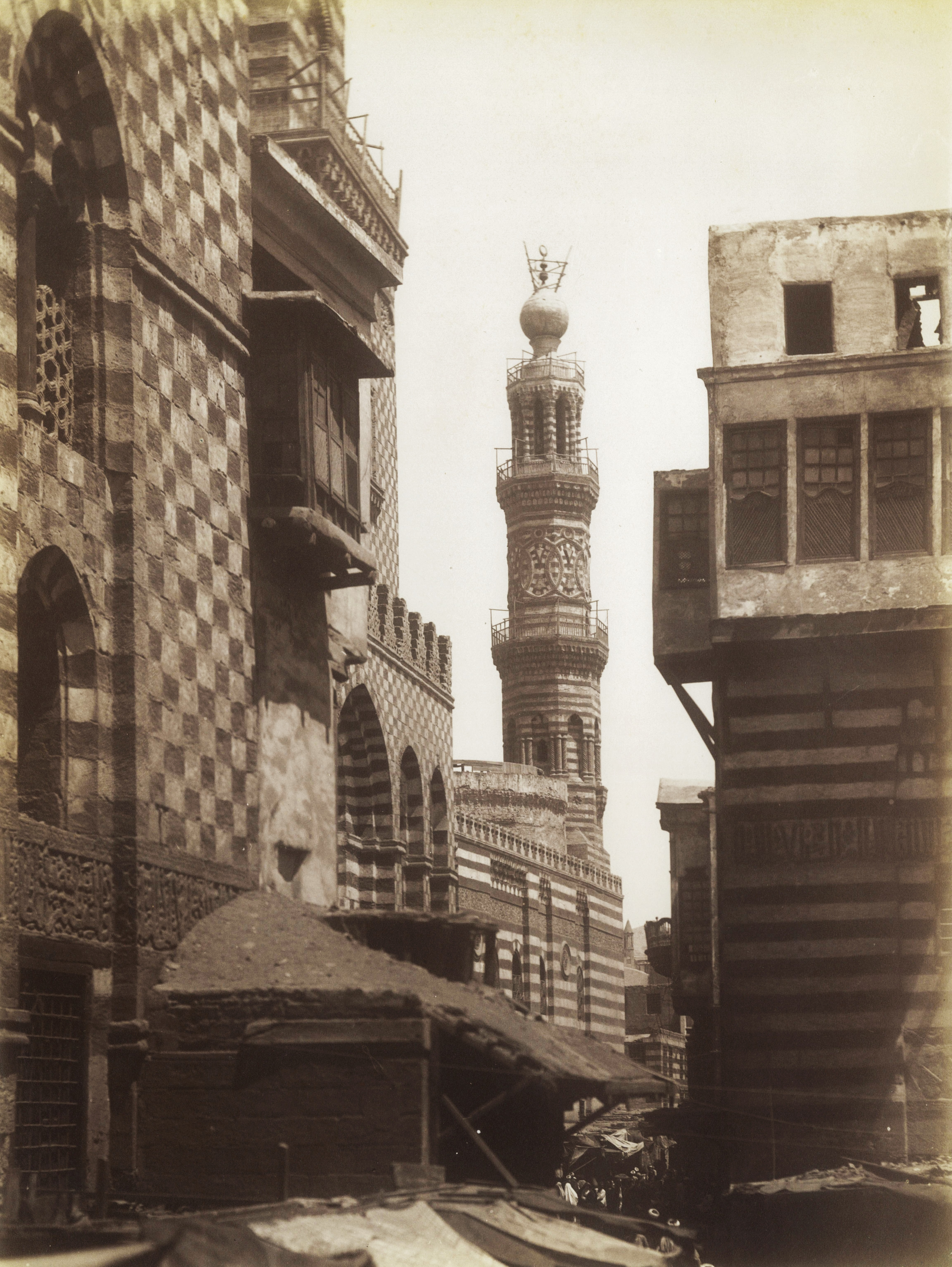
القبة قبل الترميم